# 新加坡樟宜机场
新加坡樟宜機場（英語：Singapore Changi Airport）是新加坡的一座军民两用机场，也是新加坡最大的国际机场，座落于新加坡東區樟宜，占地13平方公里，距市区约17.2公里。
樟宜機場由新加坡民航局營運，是新加坡航空、新加坡航空貨運、酷航、捷星亞洲航空的主要枢纽。至2015年，樟宜機場每週共有100多家航空公司來往，提供超過6,800個航班，連接超過80個國家的320個城市。樟宜機場亦為新加坡製造了超過13000個就業機會。
樟宜机场2018年度共接待乘客65,628,000人次，比2017年增加了5.5%，為全球第19，同時也位列全球第13繁忙的貨運機場，處理超過1,853,087噸貨物，起降架次增加了1.4%共有346,334架次，大約每90秒一次。為了吸引更多航空公司使用樟宜機場，该机场在2003年推出空運發展基金（Air Hub Development Fund），並在2006年和2007年分别投入2亿1000万及3亿新元以更新机场设施，而投入了17億5000万元的3號客運大樓亦在2008年1月9日啟用。同时，机场也斥資2亿4000万元翻新1號及2號客運大樓。
2019年机场吞吐量为6830万人次，自1981年啟用以来，樟宜機場以其优质服务享誉航空界，在1987年至2015年間共贏取超過500個獎項，其中在2015年贏得28個最佳獎項。樟宜機場亦會定期维护其客運大樓，以提供更好的服務 。

## 历史

### 背景

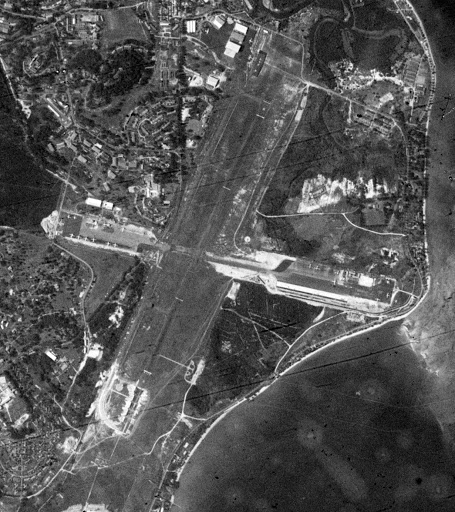
旧皇家空军樟宜基地卫星图（1963年）

全球空運需求增長趨勢蔓延至新加坡，令當時新加坡兩個民用機場實里達和加冷（前者在1930年至1937年為主要機場，至今仍提供有限度服務，後者則是在1937年至1955年）不勝負荷。1955年開幕的新機場巴耶利巴機場只備配一條跑道和一個小型客運大樓，1970年的客運量已達到170萬人次，巴耶利巴機場無力应对。
當時政府有兩個提議，一是擴建現有機場，二是興建新機場。英國航空顧問建議擴充巴耶利巴機場，增建一條跑道並擴充客運大樓，該方案在1972年落實。然而1973年的第一次石油危機令該方案被重新評估。
考慮到機場所在地區將來可能成為都會区的一部分，新加坡政府在1975年決定建造一個新機場，選址為新加坡東部樟宜的舊稱皇家空軍機場的樟宜空軍基地，原有的空軍基地则计划更名為樟宜空軍基地（西），而新機場會在空軍基地的基礎上填海而成，而巴耶利巴機場亦為轉為軍用機場。決定在樟宜興建新機場的考量原因有兩個，第一是樟宜本身靠海，機場的擴建可以通過填海來增加土地範圍；另外一個原因就是飛機在起飛的時候馬上就會飛到海上，這就解決了飛機噪音對周围巴耶利巴地區居民的影響。

### 建造過程

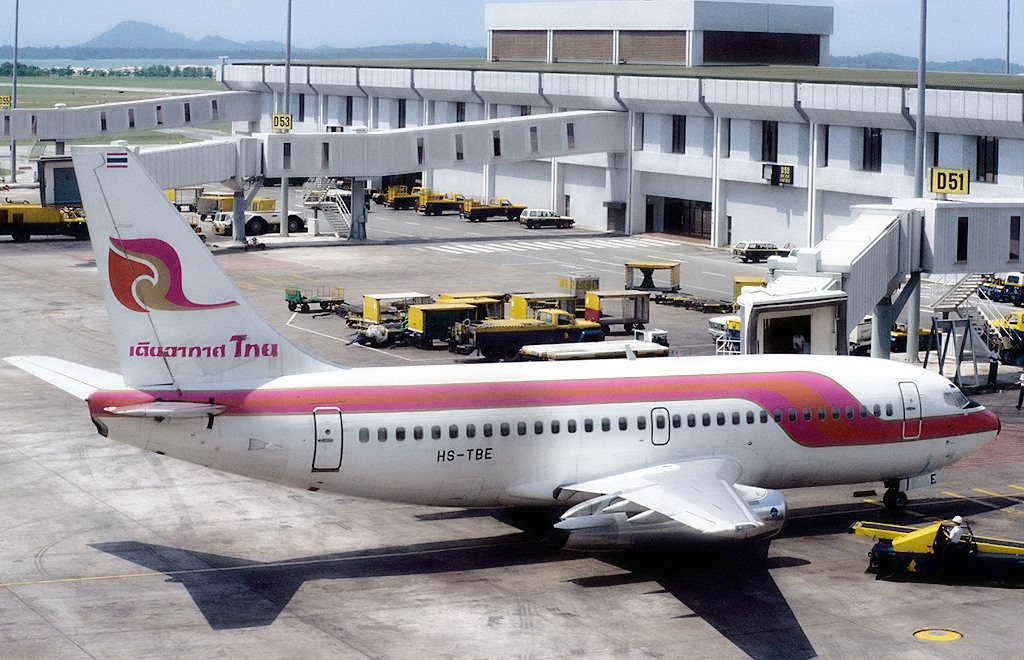
泰国航空波音737客机于樟宜机场（1985年）

樟宜機場是新加坡史上最大規模的單一發展項目之一，由PAS主席侯永昌領導，但在樟宜機場建造期間巴耶利巴機場仍然在中期擴建工程中。為建造樟宜機場，在1975年6月開級的填海工程的面積超過5200万平方米，由1200万平方米抗山得來的土地填平了约2km²的沼澤，另有400万平方米土地是挖海得來，用作填海。樟宜機場的建造是一項龐大工程，建造承包商為一家日本建築公司五洋建設，它曾承包許多新加坡的填海工程。在建造期間同時亦建造了運河以抽乾三條分別稱為雙溪丹那美拉勿剎（Sungei Tanah Merah Besar），Sungei Ayer Gemuroh和Sungei Mata Ikam的河水。總計增了8.7 km²的土地，使新機場面積達13平方公里，當中有2km²是由堆填區的垃圾而成，而挖海得來的土地佔了6.7 km²。為了建造新機場，一共摧毀了558棟建築物，掘出4,100個墓碑，一個38cm砲台，及把三條舊皇家空軍跑道改道，以用作興建新的4公里（13,123呎）跑道。那些工程全都在1977年5月前完成。在1977至1979年期間為1號客運大樓及其它建造進行地基打樁工程，而1號客運大樓的奠基石在1979年8月奠定，塔台是建在填海得來的土地上，使它成為新機場的標誌物，名稱原為「Aitropolis」，但此名稱很少用。機場的飛機棚面積幾乎與巴東地區一樣大，能同時容納3架波音747，飛機棚頂部在巴淡島建造完成後，然後分開四份由船隻運輸至本土。
首期工程共用了約13億新元。1981年7月1日，樟宜機場正式啟用，首個航班是由吉隆坡出發的新加坡航班101號班機，載著140名乘客在早上7時落地。12月29日是樟宜機場的官方啟用日期，當時樟宜機場已有219家航空公司，每週有1,250個航班，連接25個國家114個城市。首年共接待了819萬名乘客，200,060噸貨物和63,331個航班。
然而機場開幕時有些工程並未完成，例如大型飛機棚在1982年才完成，而首條跑道亦在1983年才正式完成。之後新加坡公共建設局決定集中火力在2號跑道的建設上，新跑道地點為1號航廈東面的填海土地。工程第二階段在2號跑道及相關建設完成後展開，在1985年開始建造2號客運大樓，位置為1號航廈南面，而2號客運大樓在1989年完工，1990年11月啟用及在1991年6月1日由總理吴作栋主持下正式啟用。

### 擴建工程

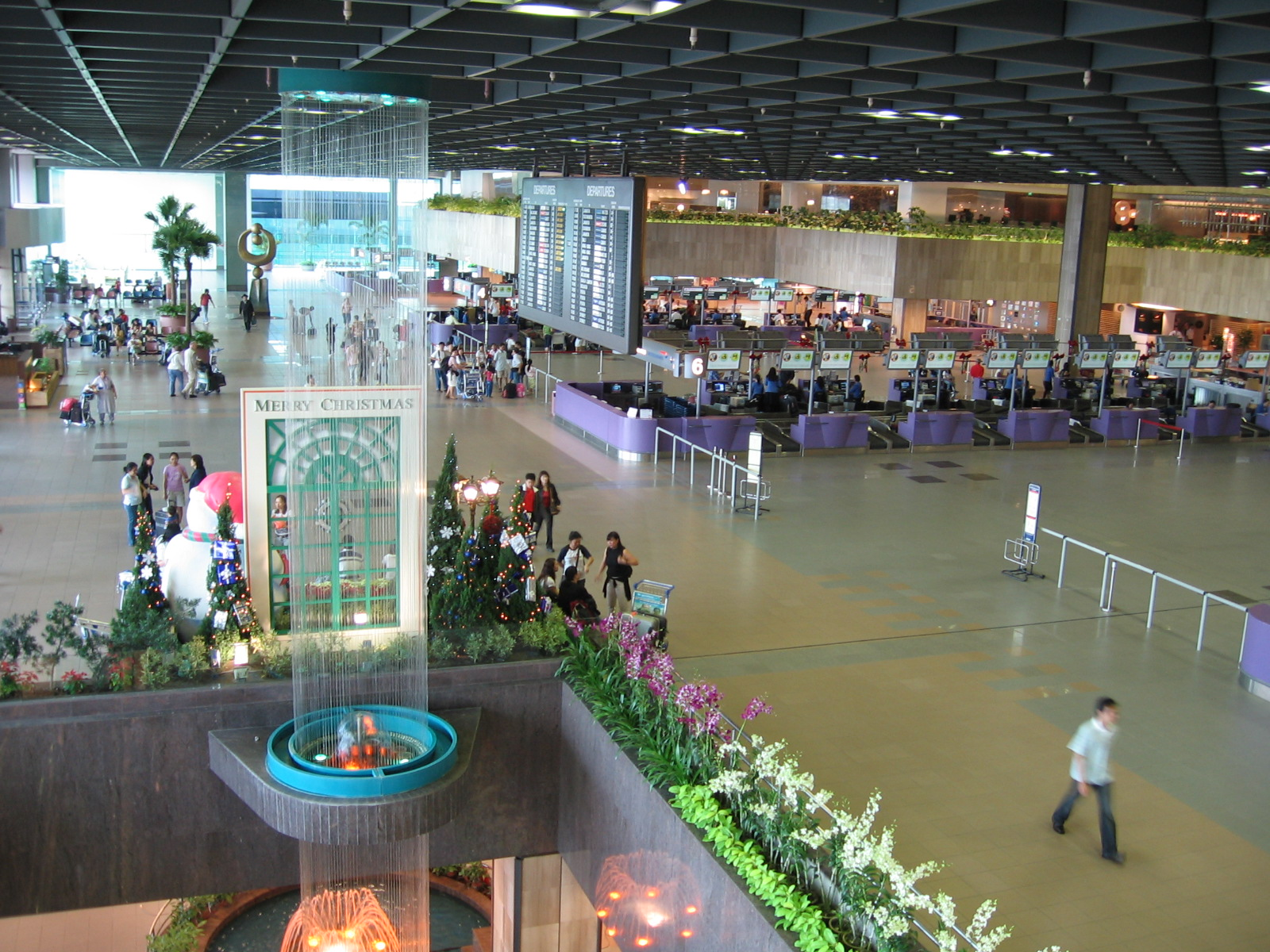
1號客運大樓的離境大堂（2006年）

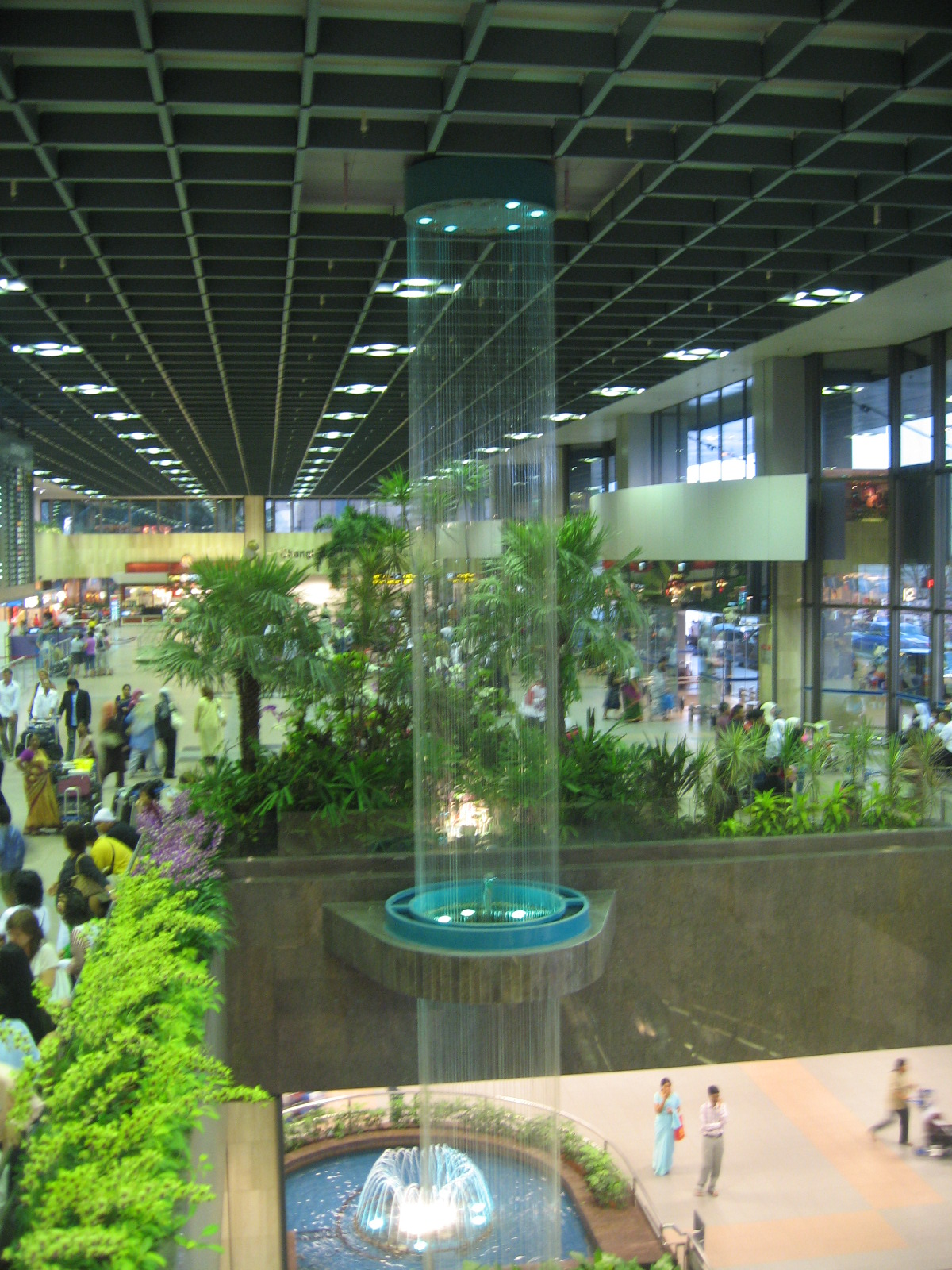
1號航廈(2006年)

機場有一套發展政策，即不斷擴建使機場不會有一般機場常出現的擁擠問題，以維持高服務質素。機場原本的总体规划只是計劃興建2個客運大樓，但後來卻規定要長期擴建，例如留一塊合適大小的土地用作興建與2號客運大樓差不多大小的3號客運大樓。
隨著航班數量和旅客人次不斷增加，兩個客運大樓已經不勝負荷。1999年正式興建3號客運大樓，預計在2006年完成，花費約17.5億新元，同時在附近興建9層高的皇冠廣場酒店。但基於恐怖主義在全球盛行，有關當局考慮到旅客量增長會放緩，故3號航廈延遲了兩年啟用。3號航廈落成典禮在2006年5月30日舉行，航班測試在11月12日至1月3日進行，主要是測試地面服務系統。2008年1月9日，經過多月測試的3號客運大樓正式運作，首個航班是新加坡航空，航班編號SQ1，從舊金山出發，途經香港，在11時56分到達新客運大樓。而首個從3號客運大樓離境的航班是新加坡航空318號班機，在13時15分出發。3號客運大樓提升了機場的旅客容量，每年可處理多2200萬名旅客，使機場年客量增至7000萬。
由於廉價航空的崛起，使機場总体规划需要重新檢視，於是興建了一座為廉價航空公司而設的經濟航班客運大樓。該客運大樓于2006年3月26日比鄰近城市吉隆坡的一座同类型客運大樓稍晚几天投入使用，並在10月31日正成啟用。由私人公司JetQuay營運、2006年8月15日啟用的「商務貴賓」航廈是亞洲首個同類型航廈，該航廈在9月29日正式啟用。
縱使興建了新的客運大樓，機場當局仍不斷擴充和升級現有的客運大樓。1號客運大樓首個主升級計劃在1995年進行，花了約1億7千萬新加坡元，後來更斥資4億2千萬新元並新增14個登機橋，該升級計劃在1999年完成。2號客運大樓亦在1990年啟用不久後立即進行升級工程，斥資3億3千萬並新增2個登機橋，該升級計劃在1996年完成。在2002年機場當局開始著手新的樟宜機場高架旅客運送車及2號航廈升級計劃，該升級計劃在2006年9月13日完成，花了約2億4000萬新加坡元，升級內容包括內部裝飾、玻璃外觀及客運大樓設計。
航廈的進一步升級工程在2007年9月展開，斥資5000萬新元重修兩條跑道及舊的滑行道。3號客運大樓亦在2007年進行測試，以準備在2008年正式營運。同時樟宜機場亦改善其保安系統，例如存取控制和監察系統，確保旅客的安全。2006年機場啟用了一條較短的跑道，主要給樟宜空軍基地（東）使用，及為不斷增加的航班進行過渡。
為了迎接空中巴士A380，自90年代末機場動用了6000萬新元進行擴建。擴建工程包括增建19個能夠停泊大飛機的停機坪，其中8個是在3號客運大樓及兩個貨機停機坪和兩個遠端停機坪。除此之外，還包括行李輸送帶、跑道、滑行道等。2005年11月，樟宜機場成為歐洲以外首個為A380進行機場相容性測試的機場，亦成為首個以三條登機通道卸客的機場。
在2006年3月6日，交通部政務部長陳惠華告知議會機場的4號客運大樓將會正式興建，但未有進一步內容，有推測指新客運大樓會在給空軍專用的3號跑道旁。她亦增加了在2006年3月啟用、服務了290萬人次的經濟航班客運大樓擴建經費達一千萬新元，經濟航班客運大樓會增加7個出境櫃台和3個登機橋，使航廈在2008年末能服務最多9家航空公司。時至今天，客運大樓連接城市量由2006年的12個增加至20個，佔機場交通量的10%。2012年初，新加坡正式宣佈4號經濟航班客運大樓的擴建工程於2013年年尾展開，2017年落成，造價78億港元。

## 基礎建設

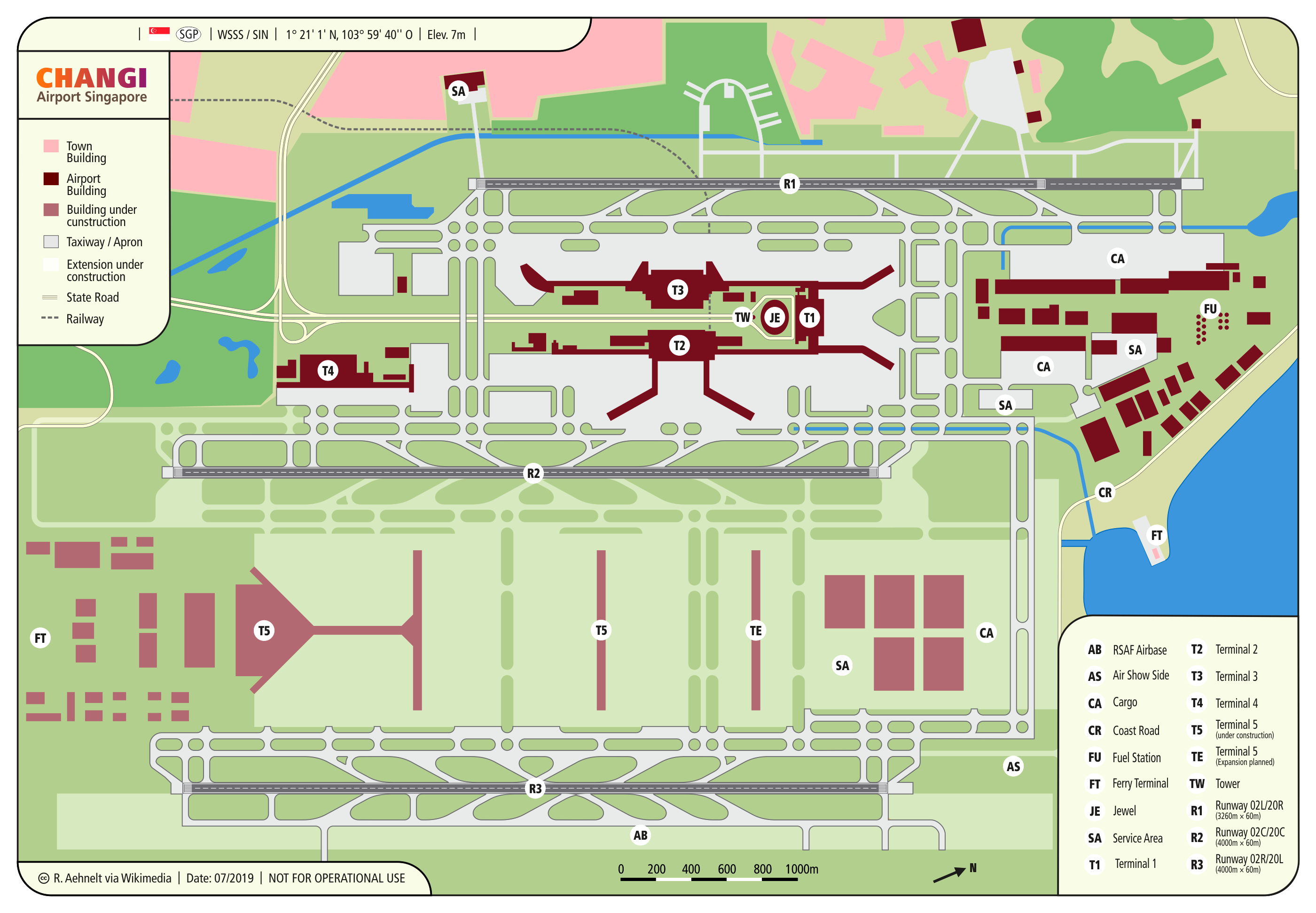
樟宜机场设施分布图

### 搭客大厦
樟宜機場目前有5個航站楼，1、2和3號航站楼是連接一起的，旅客可透過旅客捷運系統Skytrain，或以步行方式自由來往3個航廈。4号航廈位於機場南方，旅客可在2號航廈利用免費穿梭巴士來往。4個航廈面積總計1,045,020m²，每年能處理約6,870萬名旅客，4号航廈在2017年下半年投入使用後，處理客量將提升至8,470萬人次。四個航廈能迎合不同需要的旅客，1、2和3號航廈主要為普通旅客服務，而4号航廈主打高科技、自動化的旅客服務，另有一個JetQuay航廈主要為高尚旅客服務。
5號航站楼及第三條跑道正在興建中，預計2030年前完工。

#### 一号搭客大厦

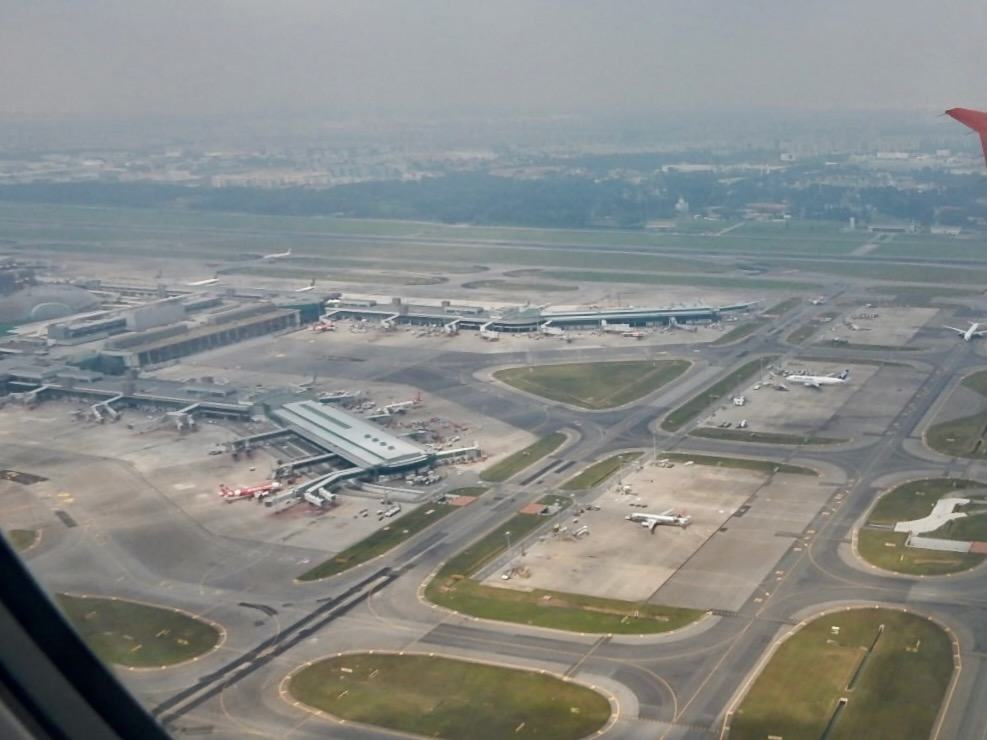
一号搭客大厦及C、D指廊

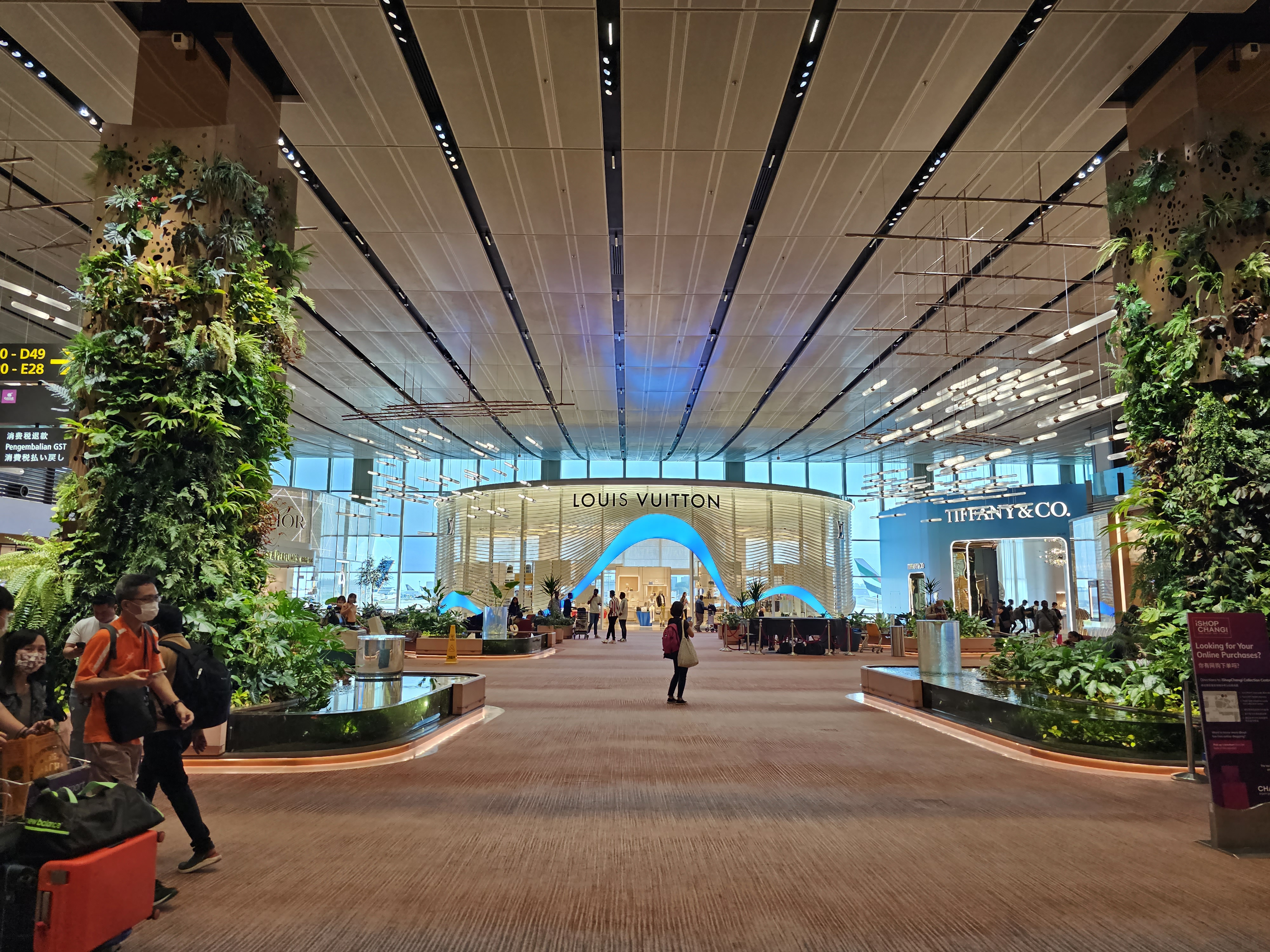
主楼商业区

一号搭客大厦於1981年7月1日啟用，在二号搭客大厦啟用前，一号搭客大厦是樟宜機場唯一的航廈。航廈採用H型設計，充分地利用有限的空間規劃最多的登機橋。1號航廈共有2次升級工程，首個是在1995年完成，花了1億7千萬新元，擴大了兩個突碼頭；另外投入4億2千萬新元去增建14個登機橋，後者在1996年至1999年進行。時至今日，1號航廈面積達280,020m²，年處理客量增加至2,100萬人次。
新一期升級工程由竹中工務店負責，施工期為2008年5月至2011年，投入約5億資金翻新整個航廈。

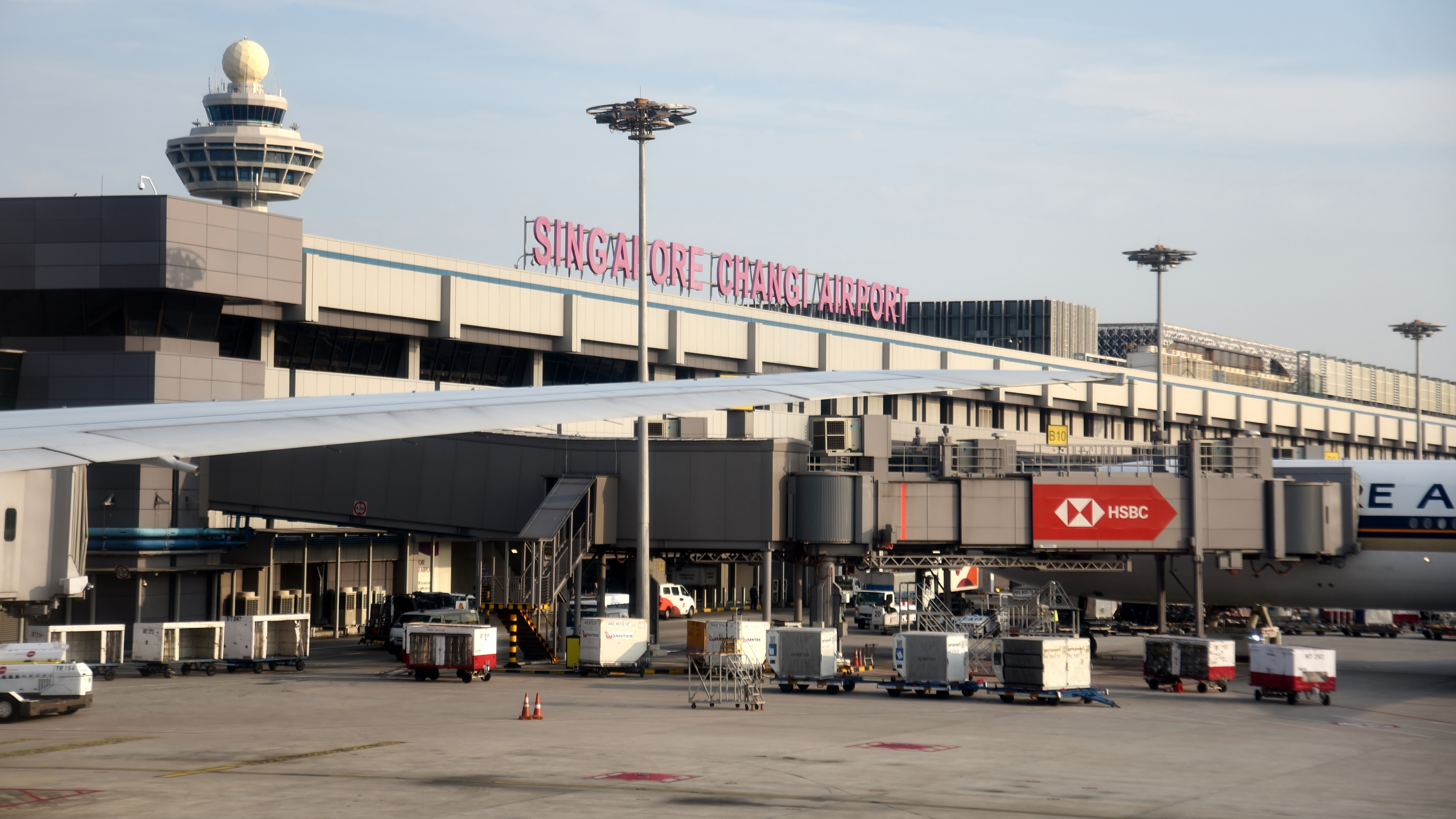
一号搭客大厦
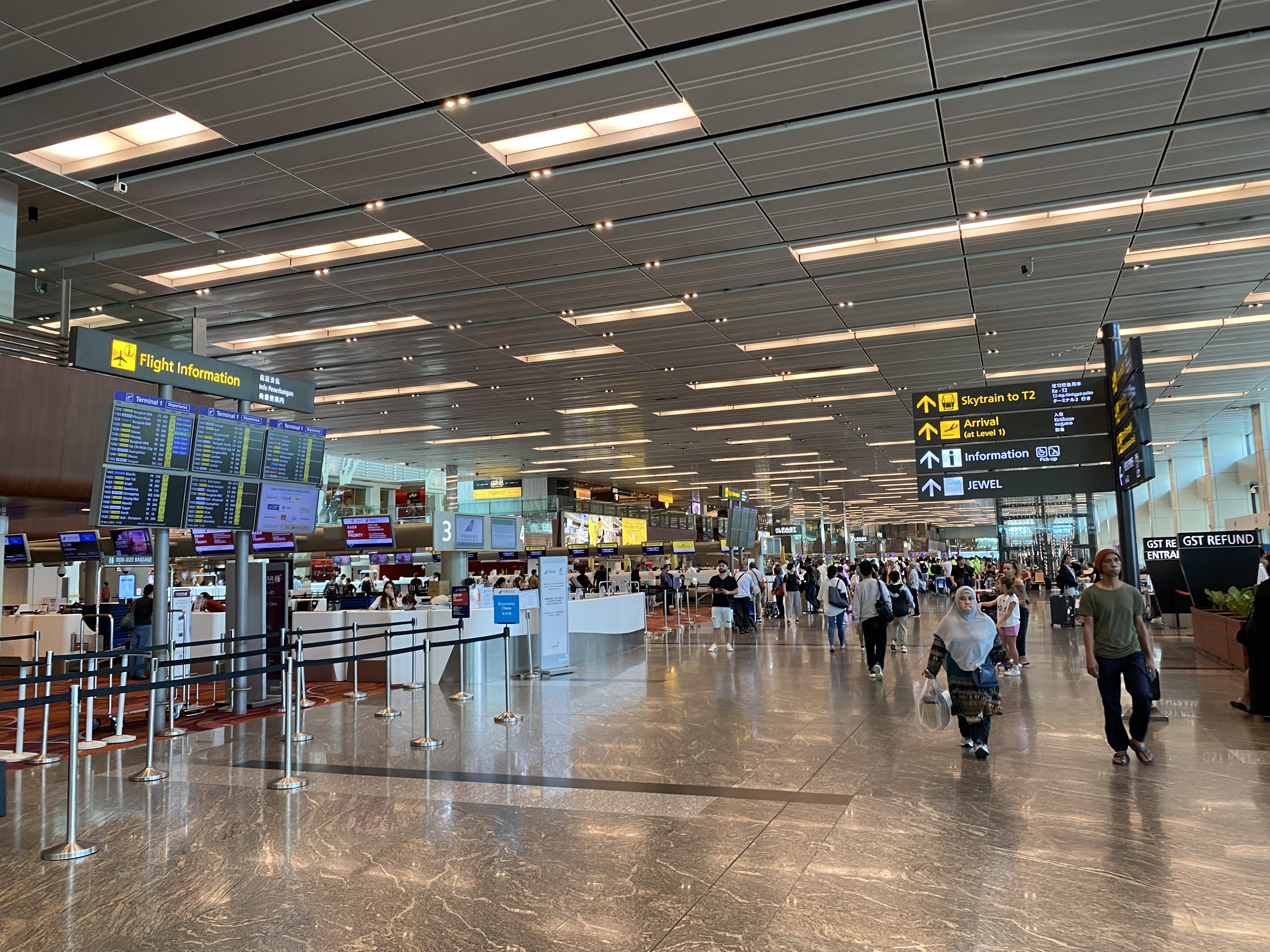
主楼值机区
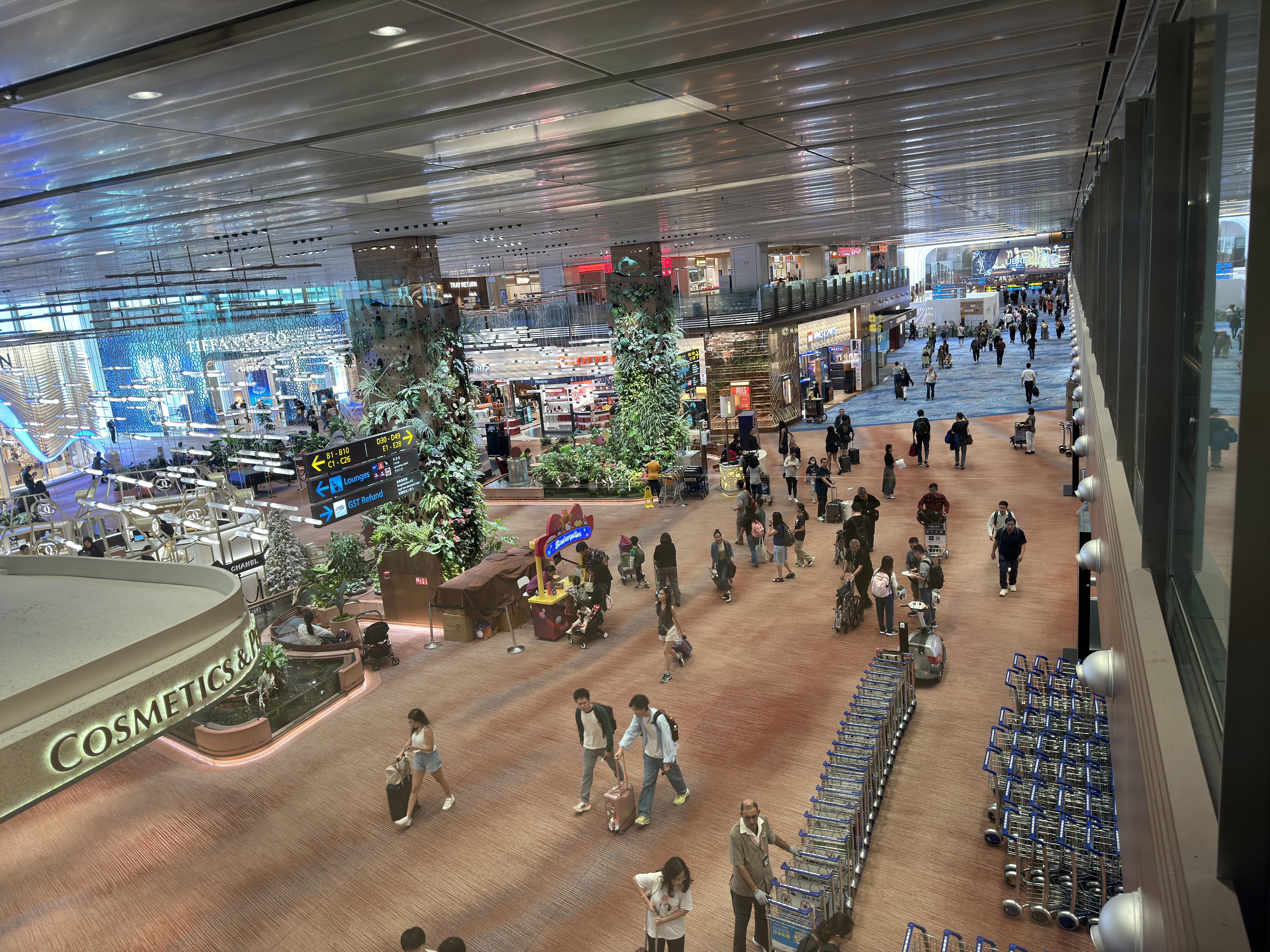
主楼商业区
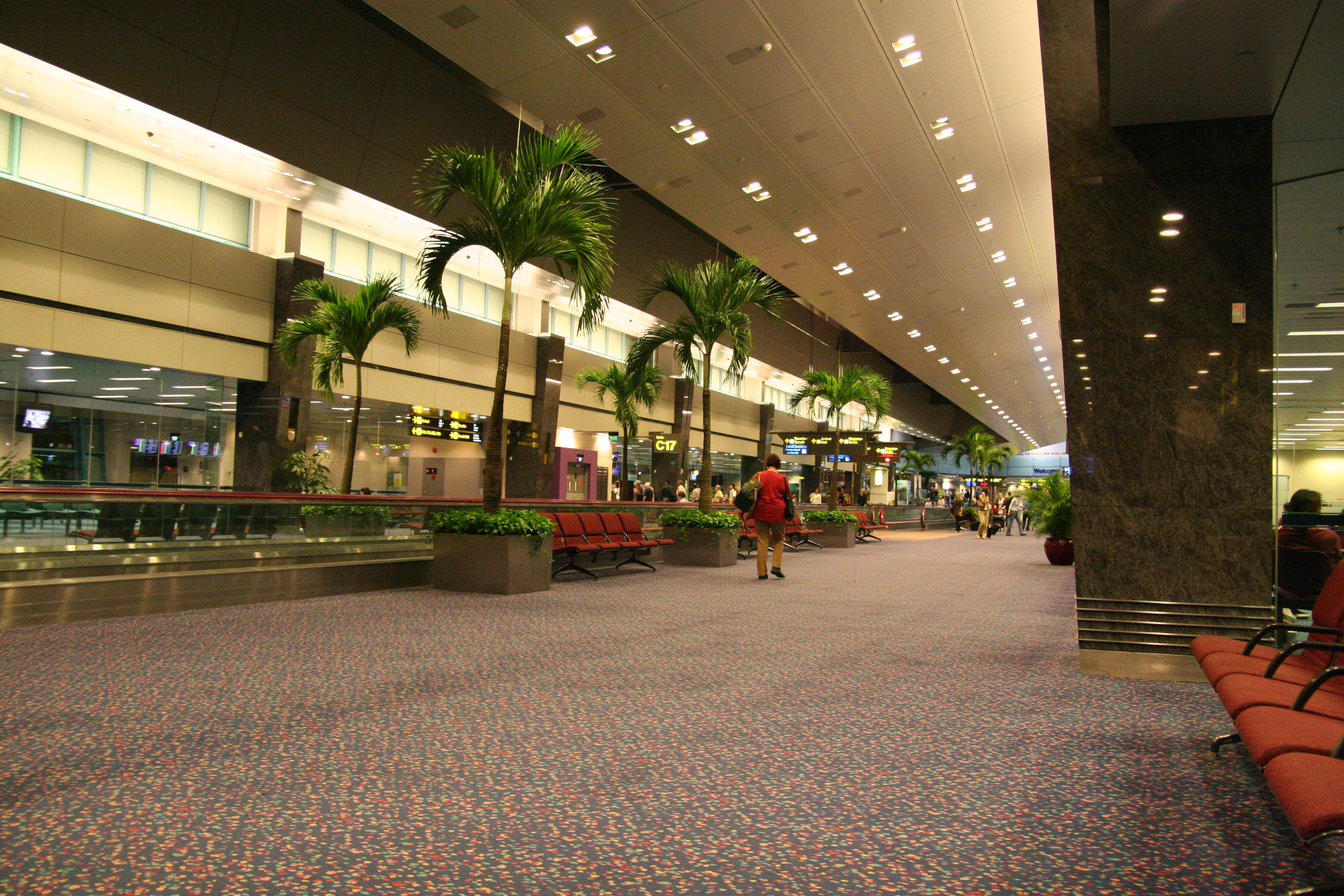
C区登机口
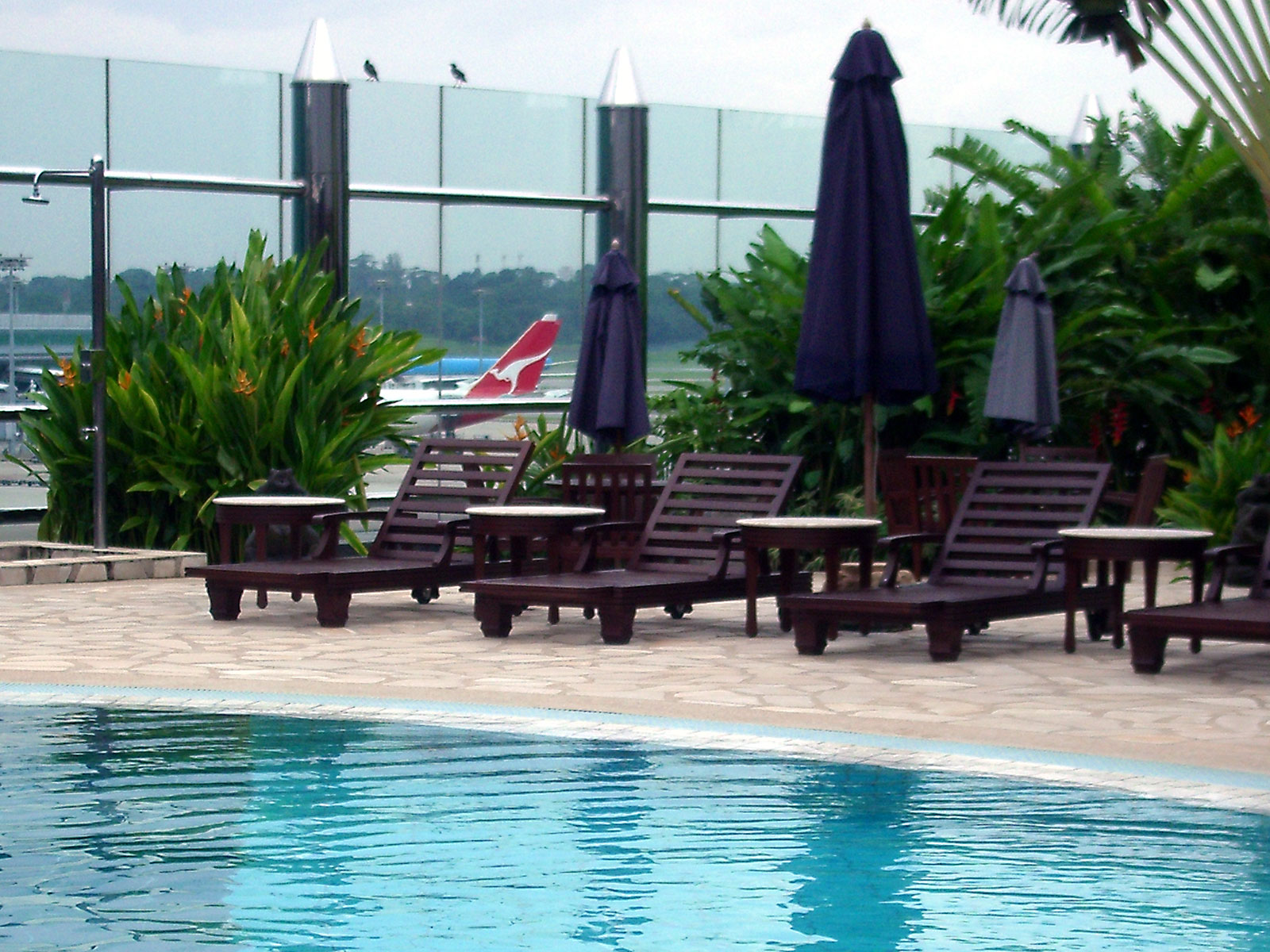
1號航廈內的游泳池
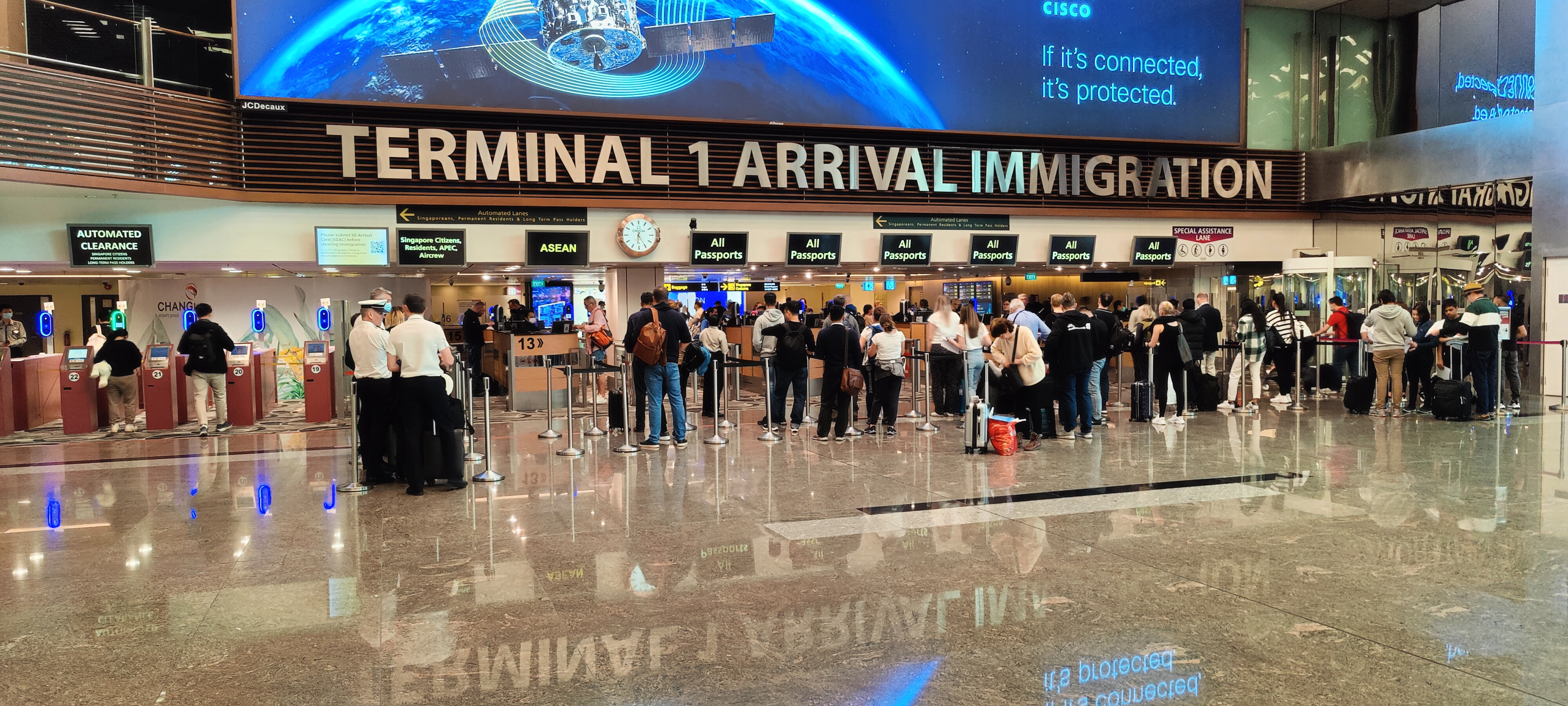
入境大堂

#### 二号搭客大厦

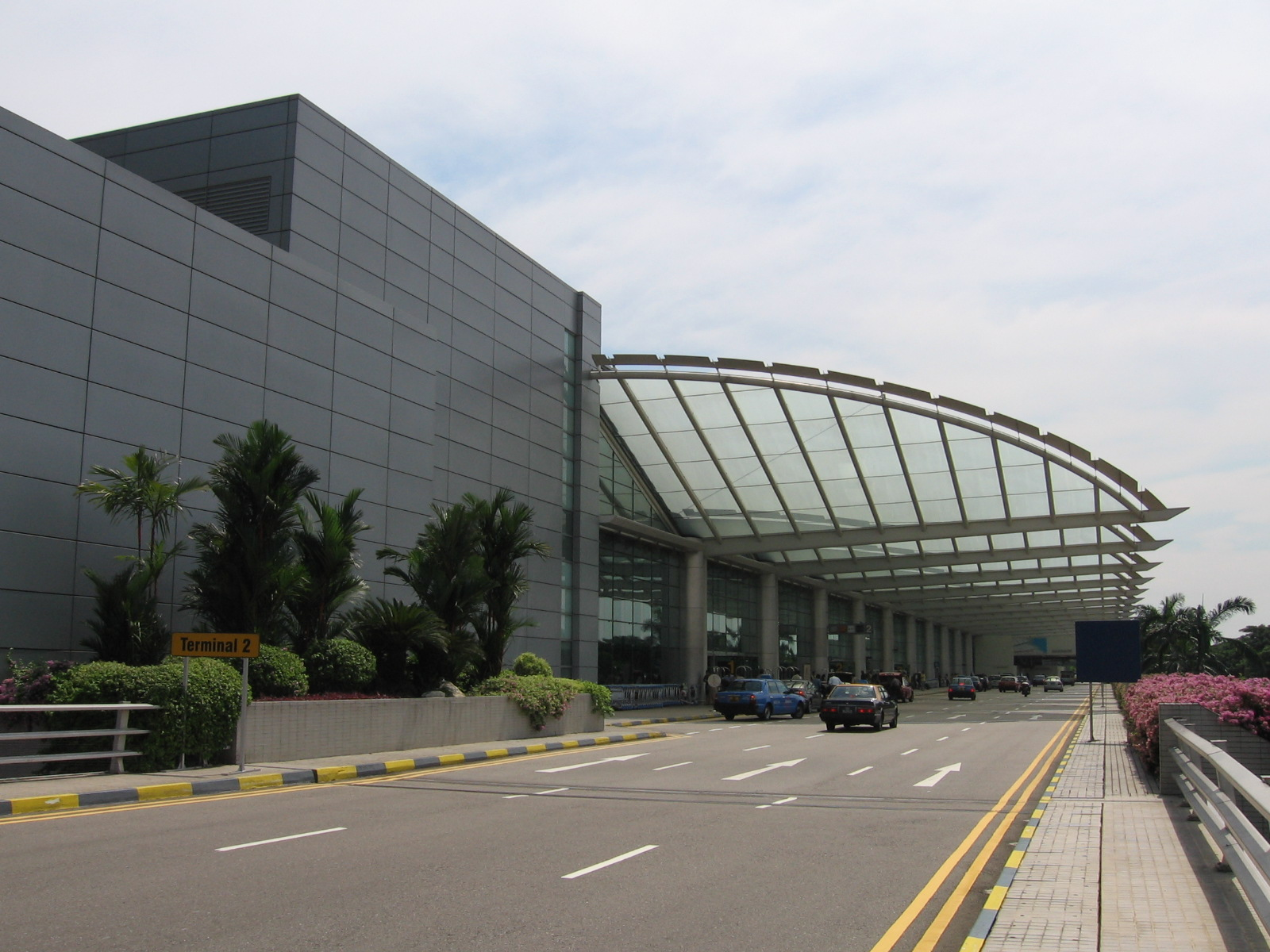
2號航站楼

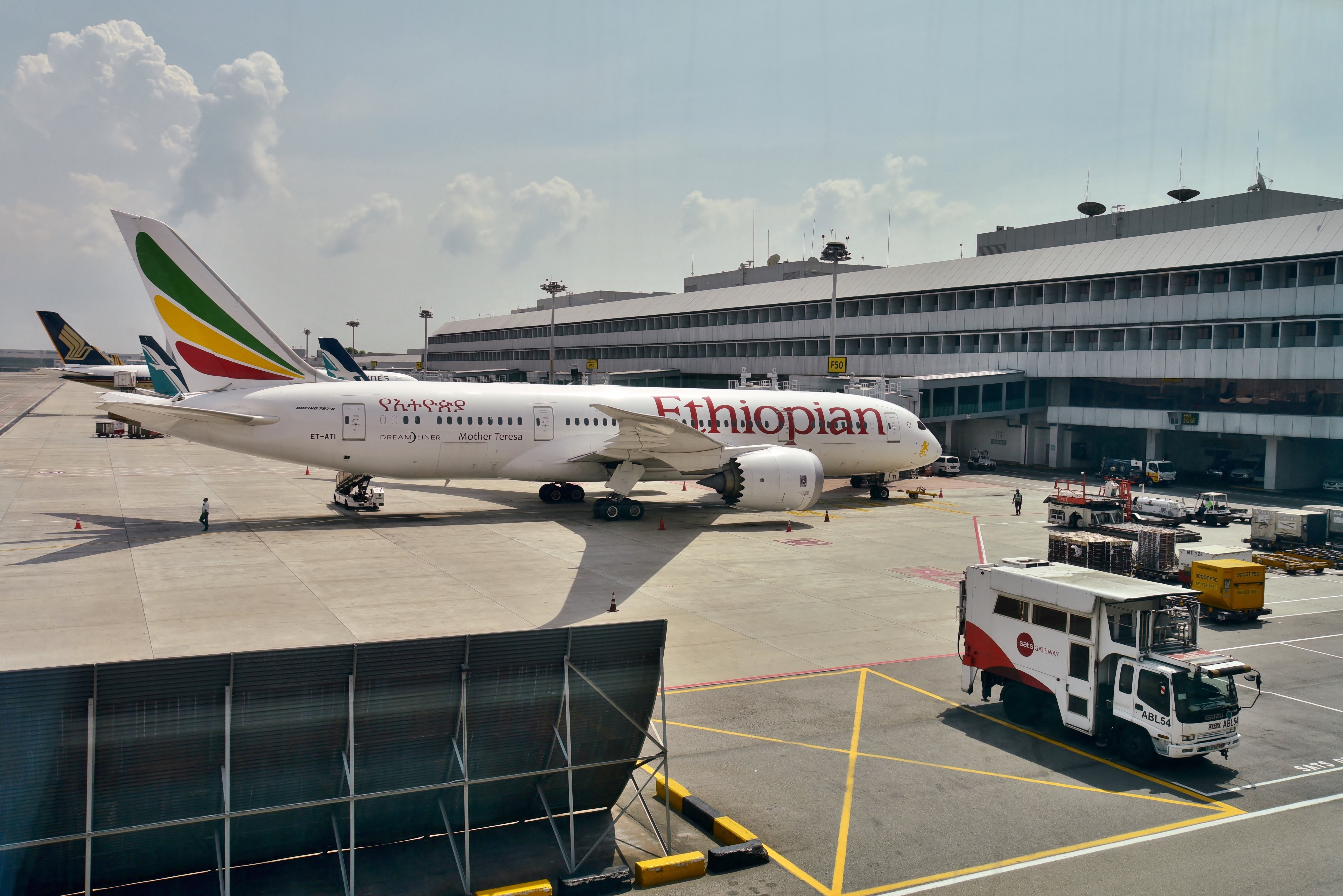
客机停靠F登机口

二号搭客大厦在1990年11月22日啟用，设计年旅客吞吐量2700万人次，是機場主計劃的第二期工程，與第一搭客大厦接壤，位於第一搭客大厦的南方。2號航廈啟用的同时，高架列車亦正成運作，使旅客能穿梭2個航廈。2號航廈啟用後，新加坡航空和勝安航空、及一些東南亞航空公司如馬來西亞航空、菲律賓航空和汶萊皇家航空的航班遷至2號航廈。一些航空公司如星空聯盟成員漢莎航空和新西蘭航空亦遷至2號航廈。法國航空亦遷至2號航廈，但後來改回1號航廈營運。一些舊用家如加拿大航空、奧地利航空和新西蘭航空在終止新加坡航線前都是在2號航廈運作。2007年9月新加入新加坡航線的阿提哈德航空是最後一家加入2號航廈的航空公司，而在2008年10月1日全日空從1號航廈搬遷至2號航廈。
2號航廈可按停機坪編號分為4個部分，航廈有電影院、漢堡王和為數不少的商店，航廈中央的裝飾物是一個室內花園，航廈亦有一個室外屋頂花園及全球最大的電漿顯示器。航廈的地毯採是綠色作主色，候機室採用LCD顯示器。登機前，必須通過安全檢查。2號航廈內的JetQuay航廈有自己的驗票櫃台等設施給商務貴賓使用。

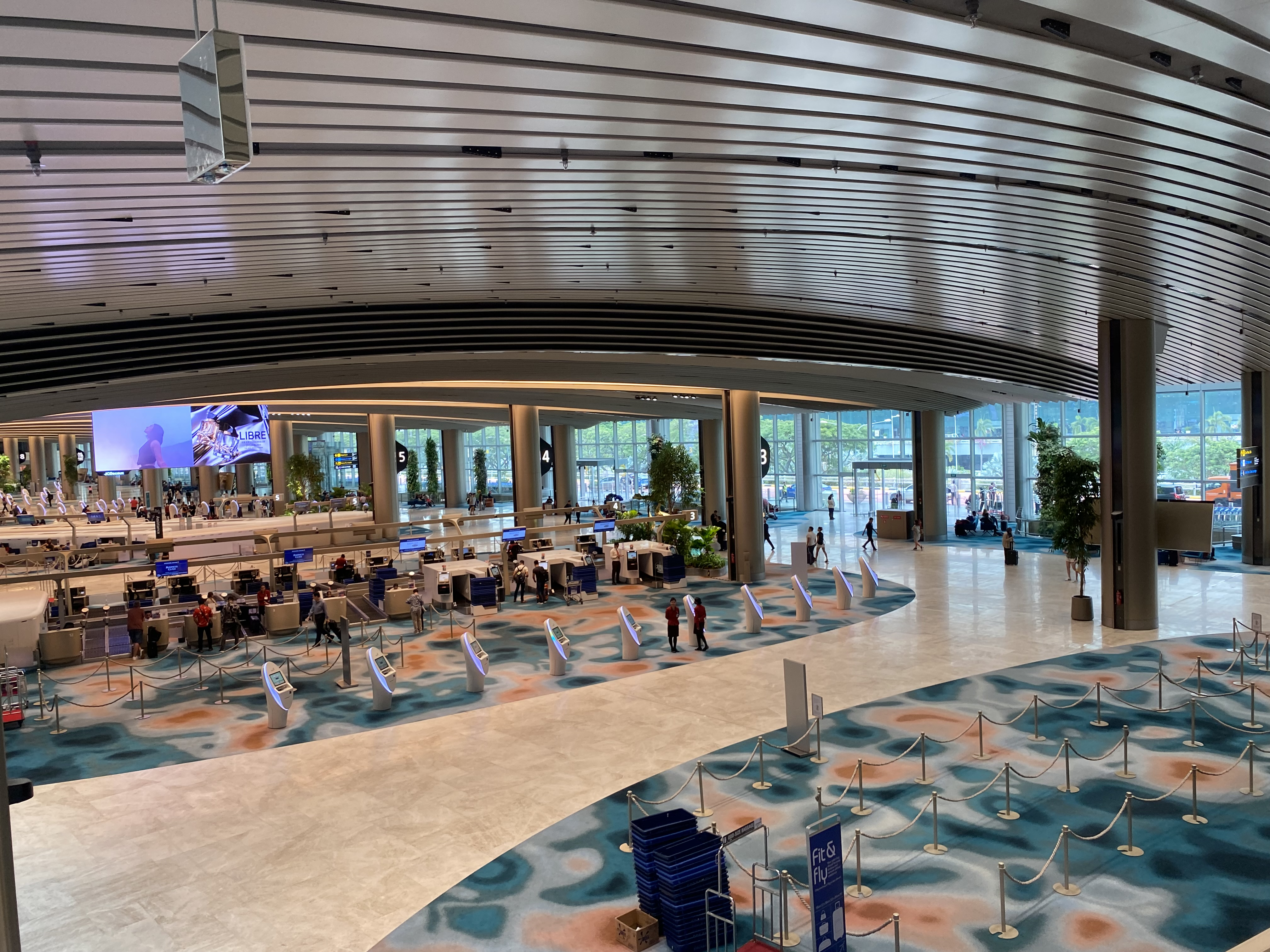
值机大堂
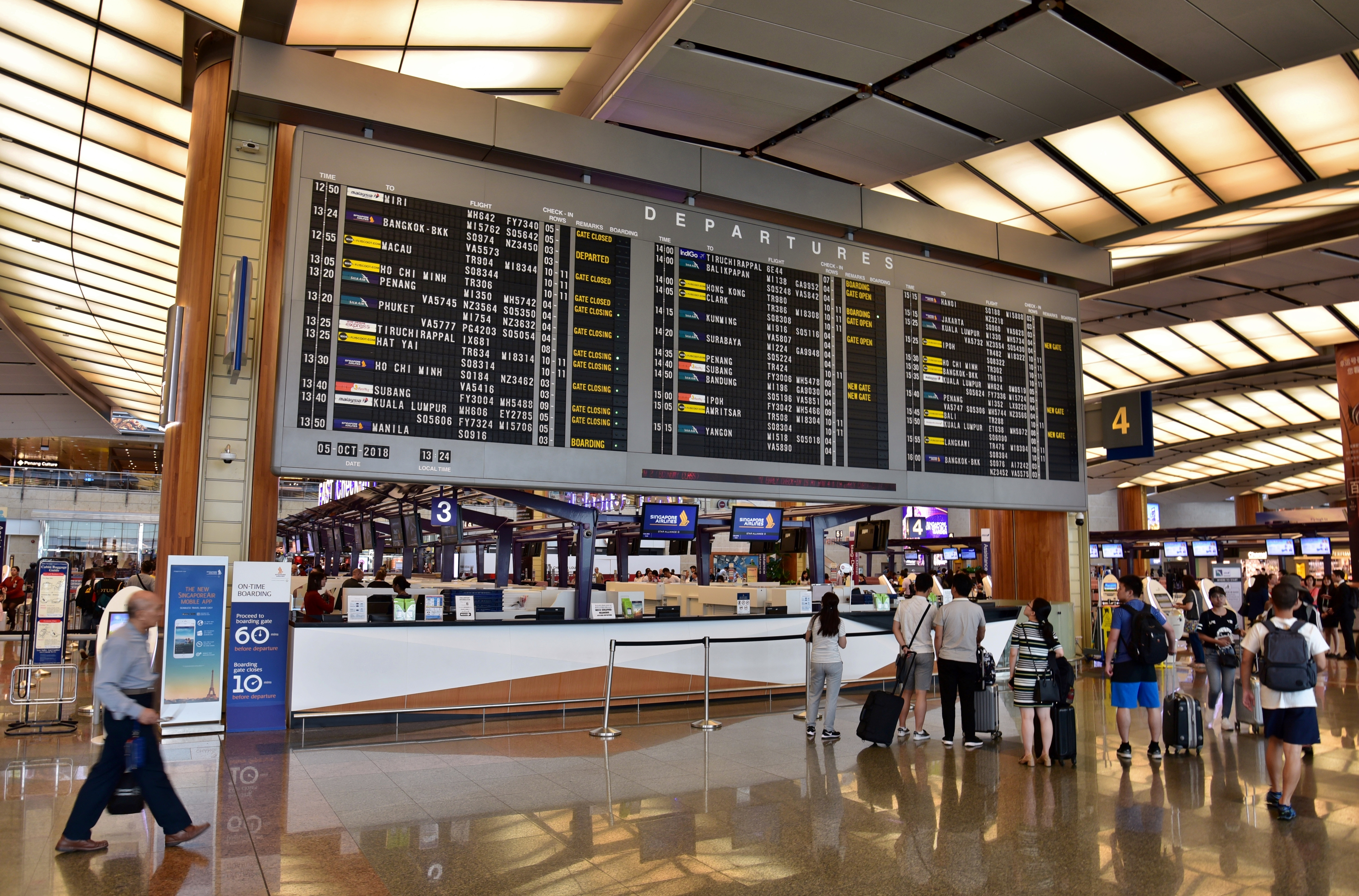
出发大堂的翻版显示器
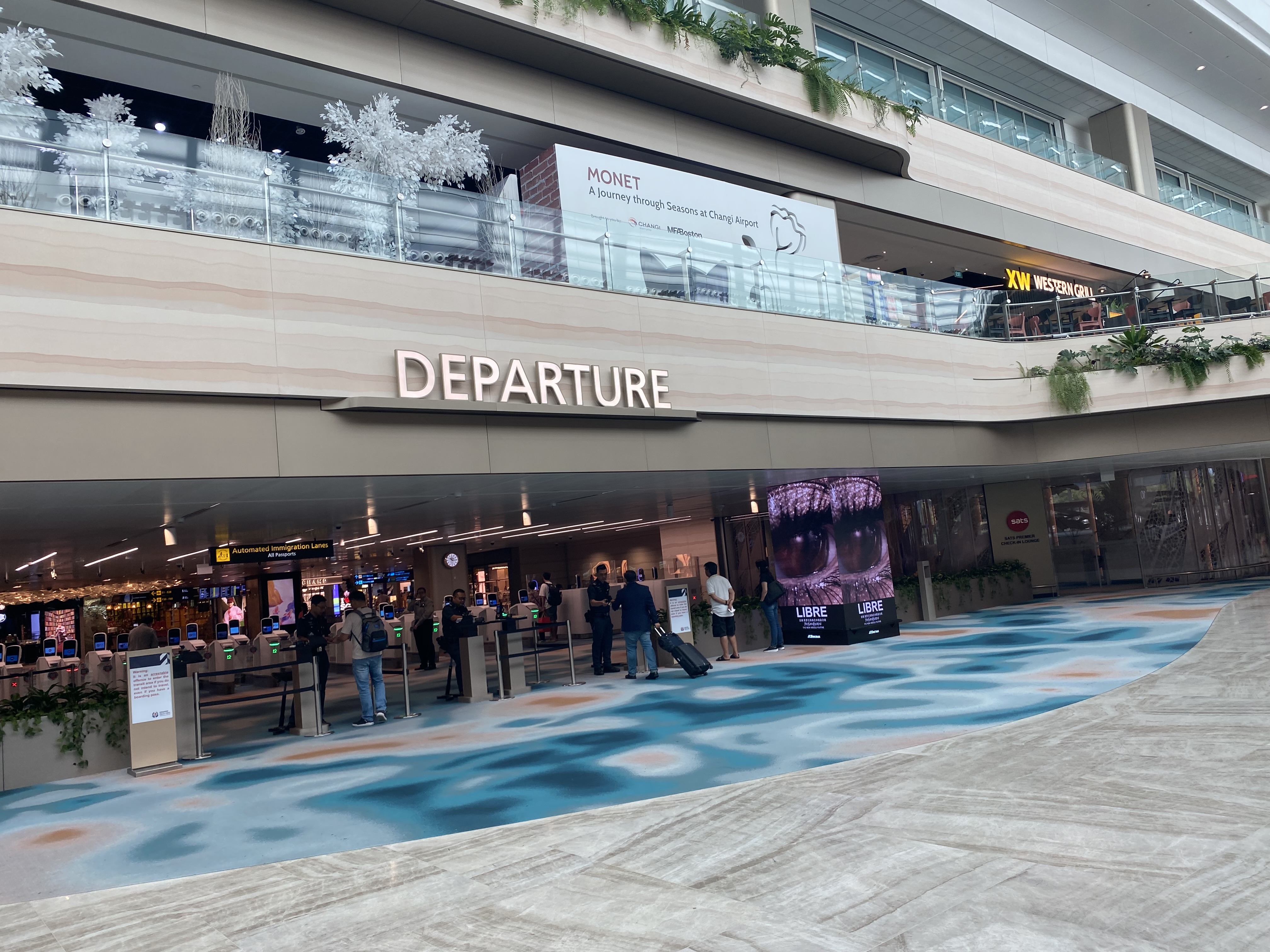
离境大堂
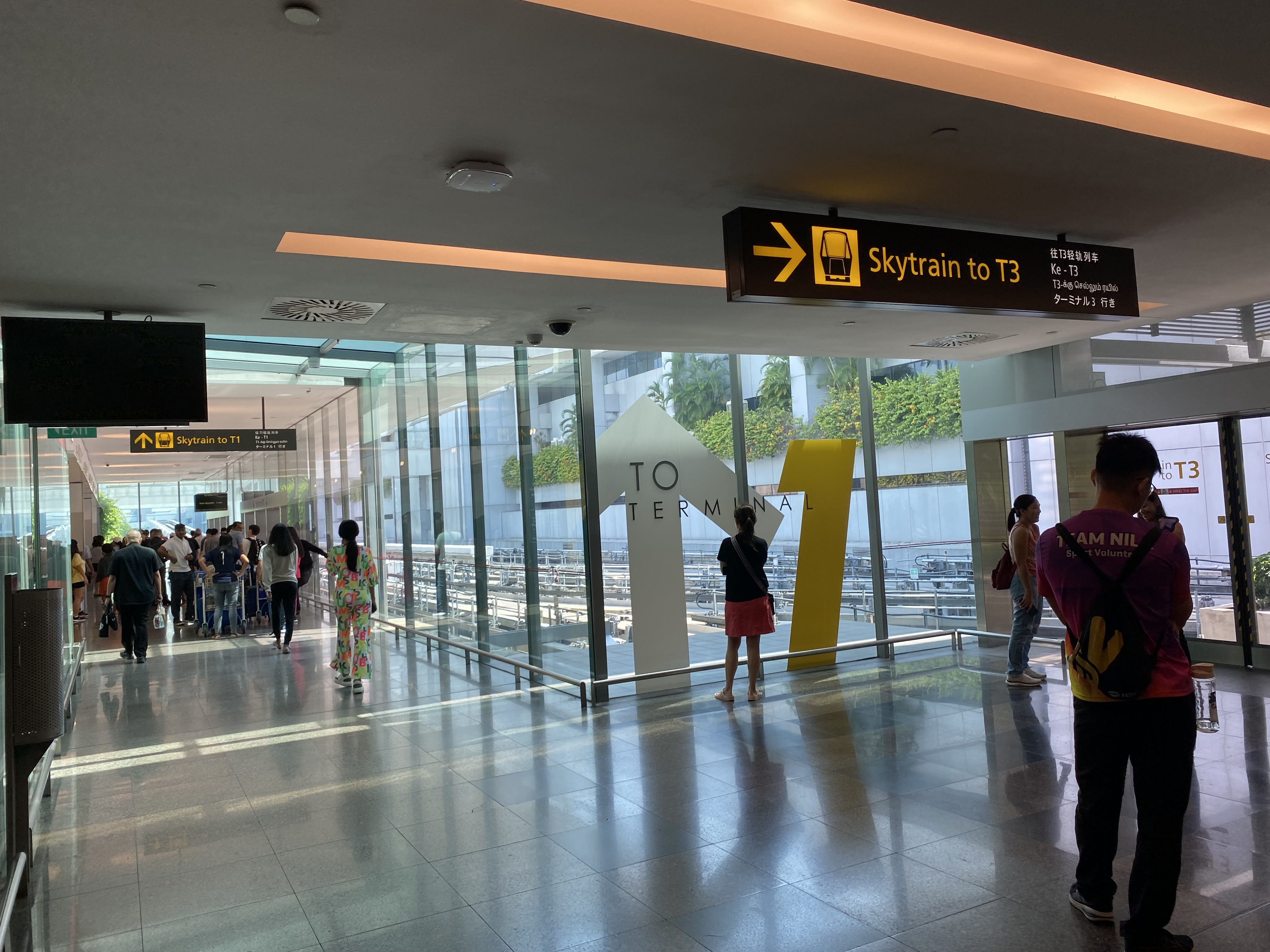
SkyTrain车站
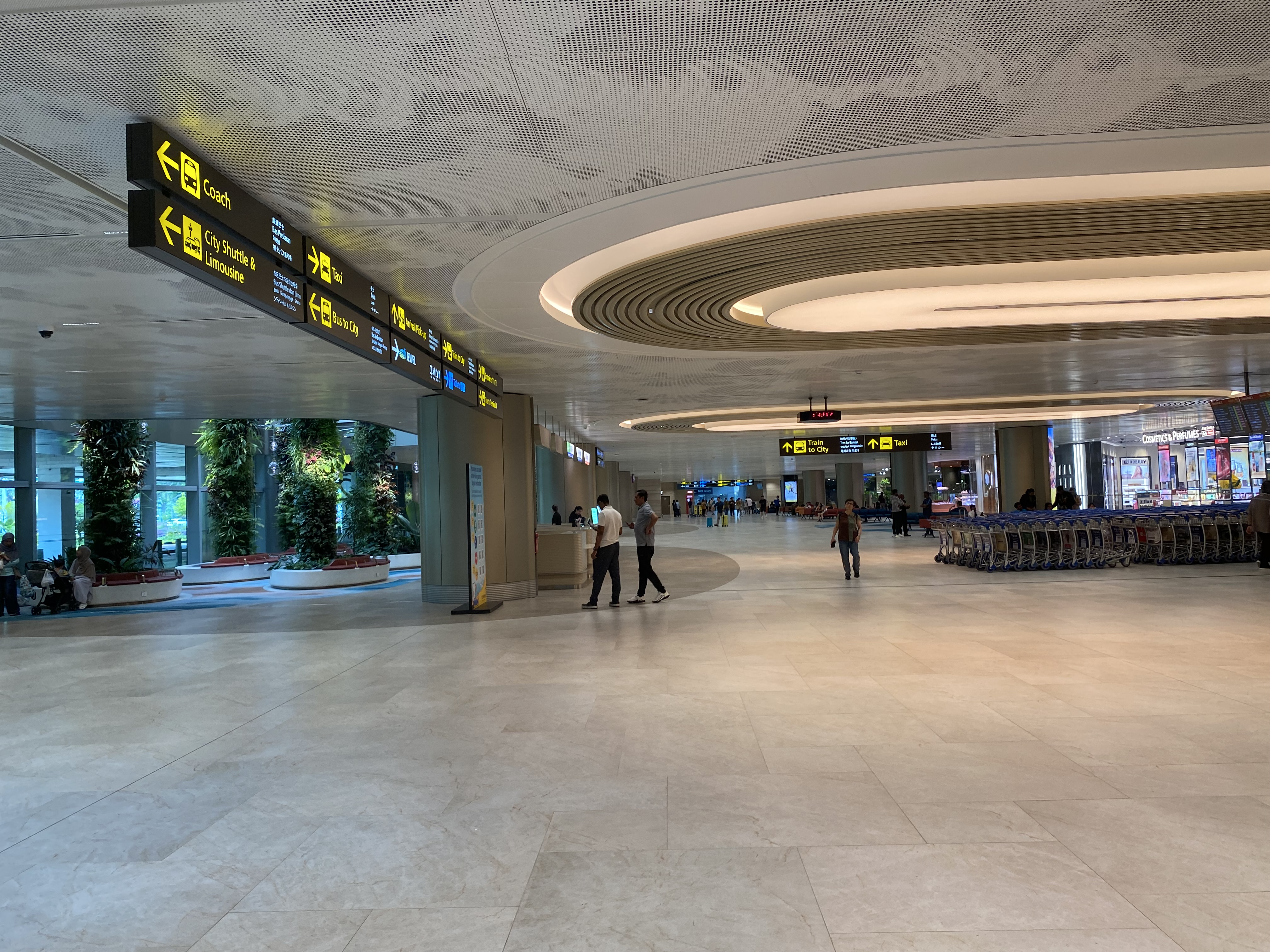
抵达大堂
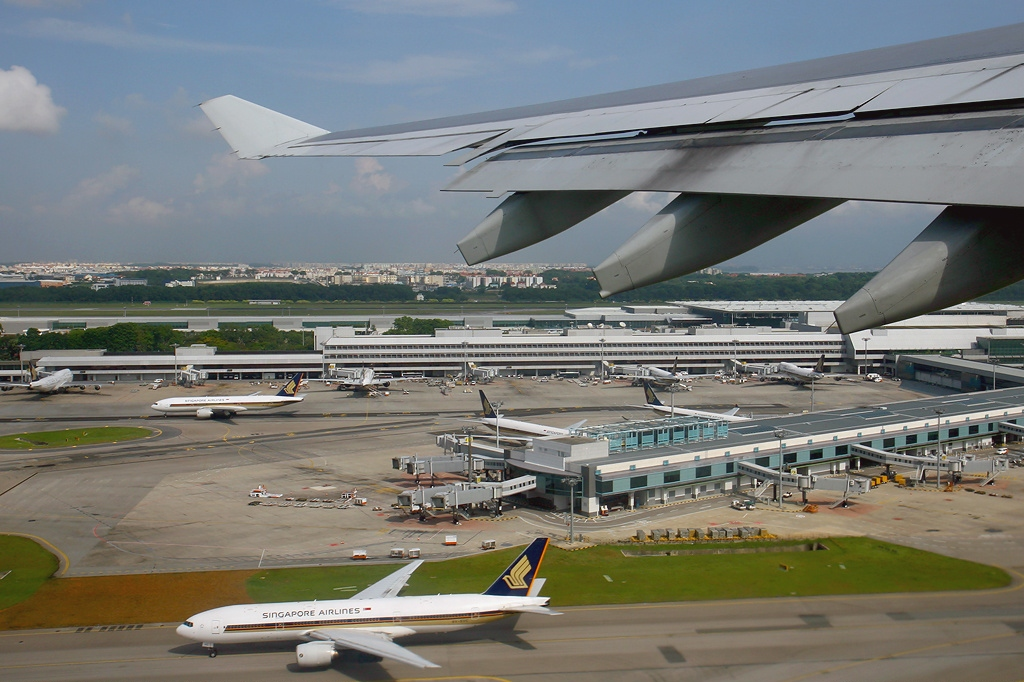
T2的F候机区

##### JetQuay航廈
JetQuay航廈是由專接待外國政要的VIP航廈改裝而成，目前改為商務貴賓航廈，任何人均能使用，不論航廈、艙級、航空公司。而驗票、行李輸效和海關檢查則由JetQuay負責。

#### 三号搭客大厦

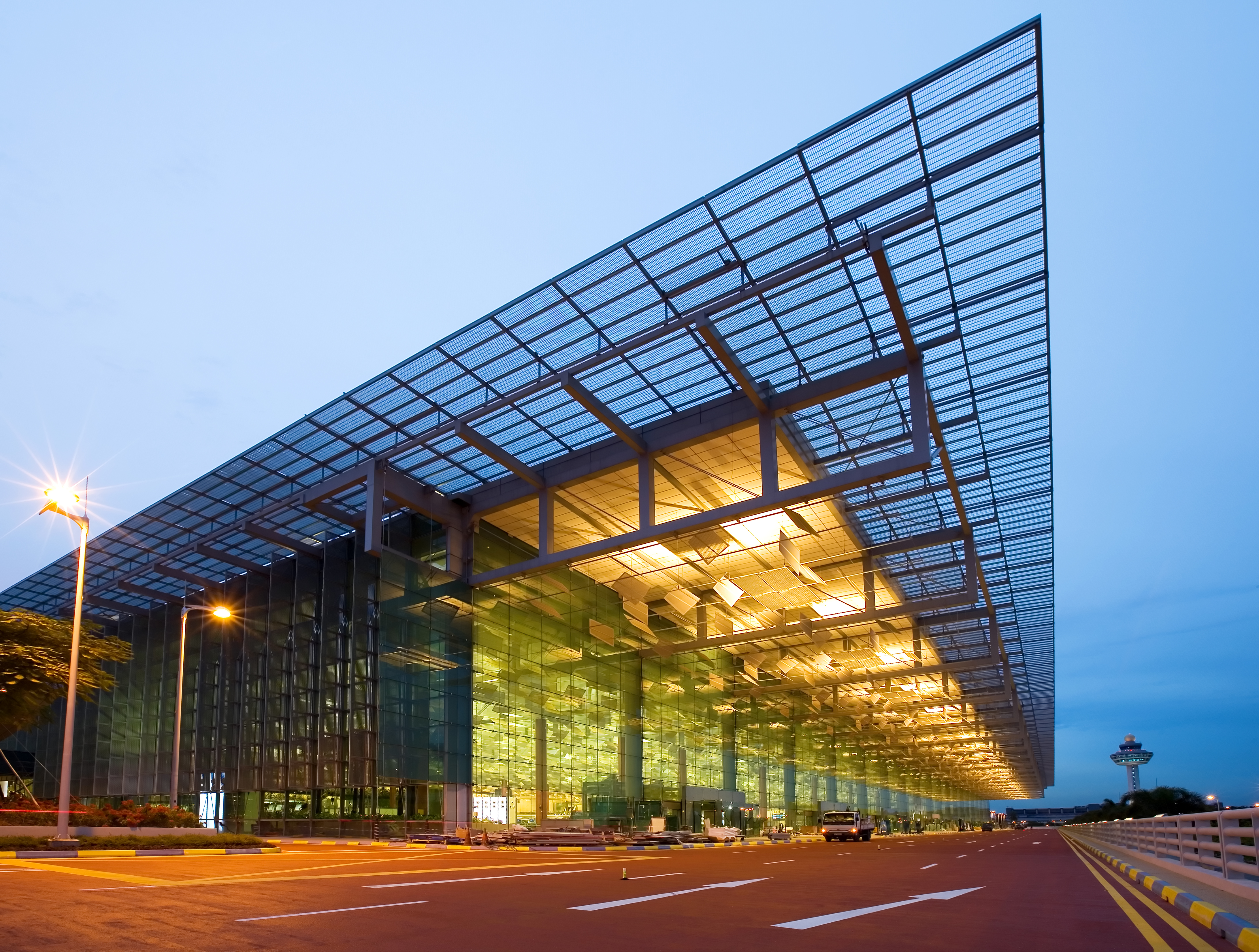
第三航站楼送客平台

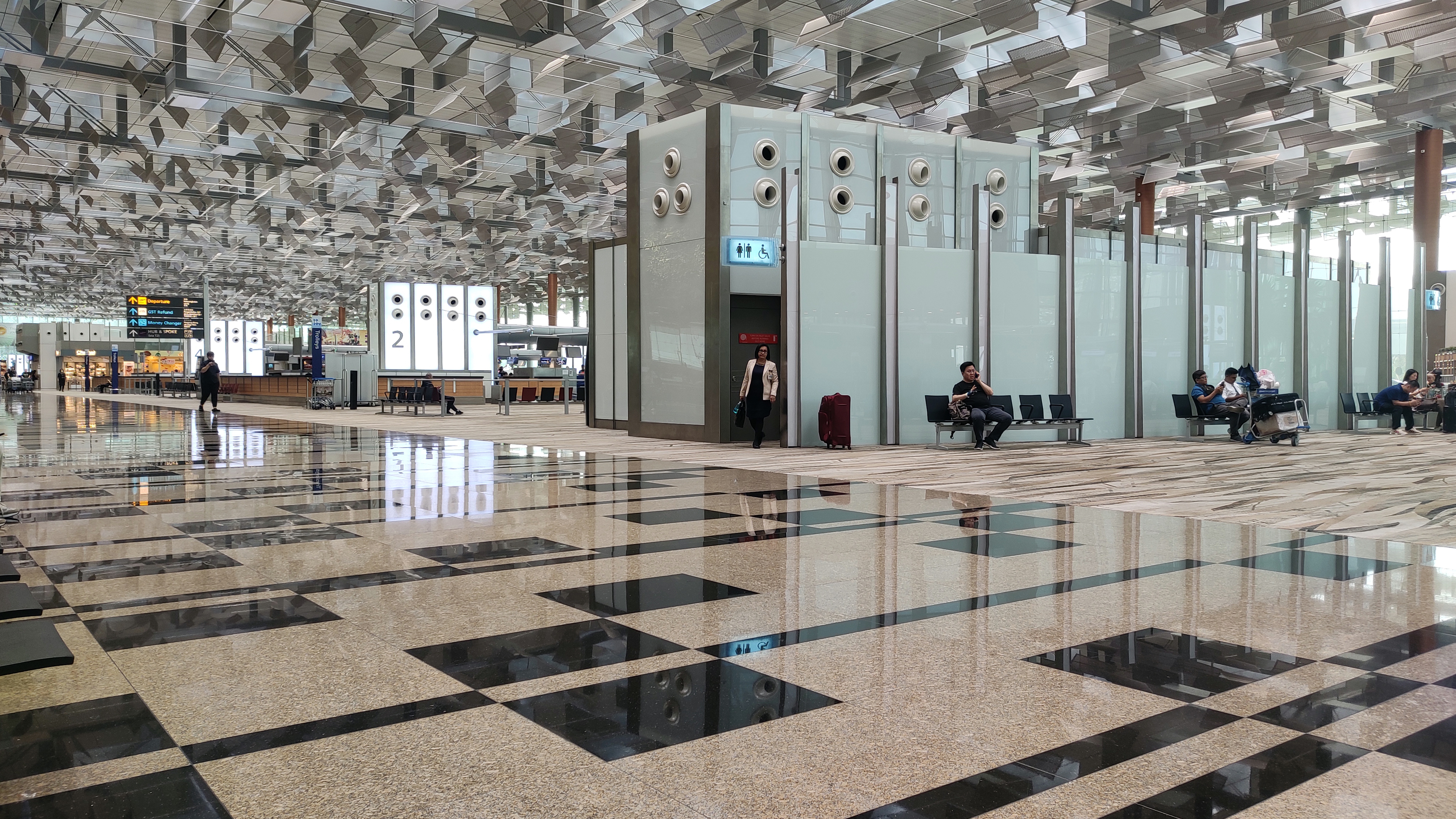
第三航站楼出发大厅屋頂

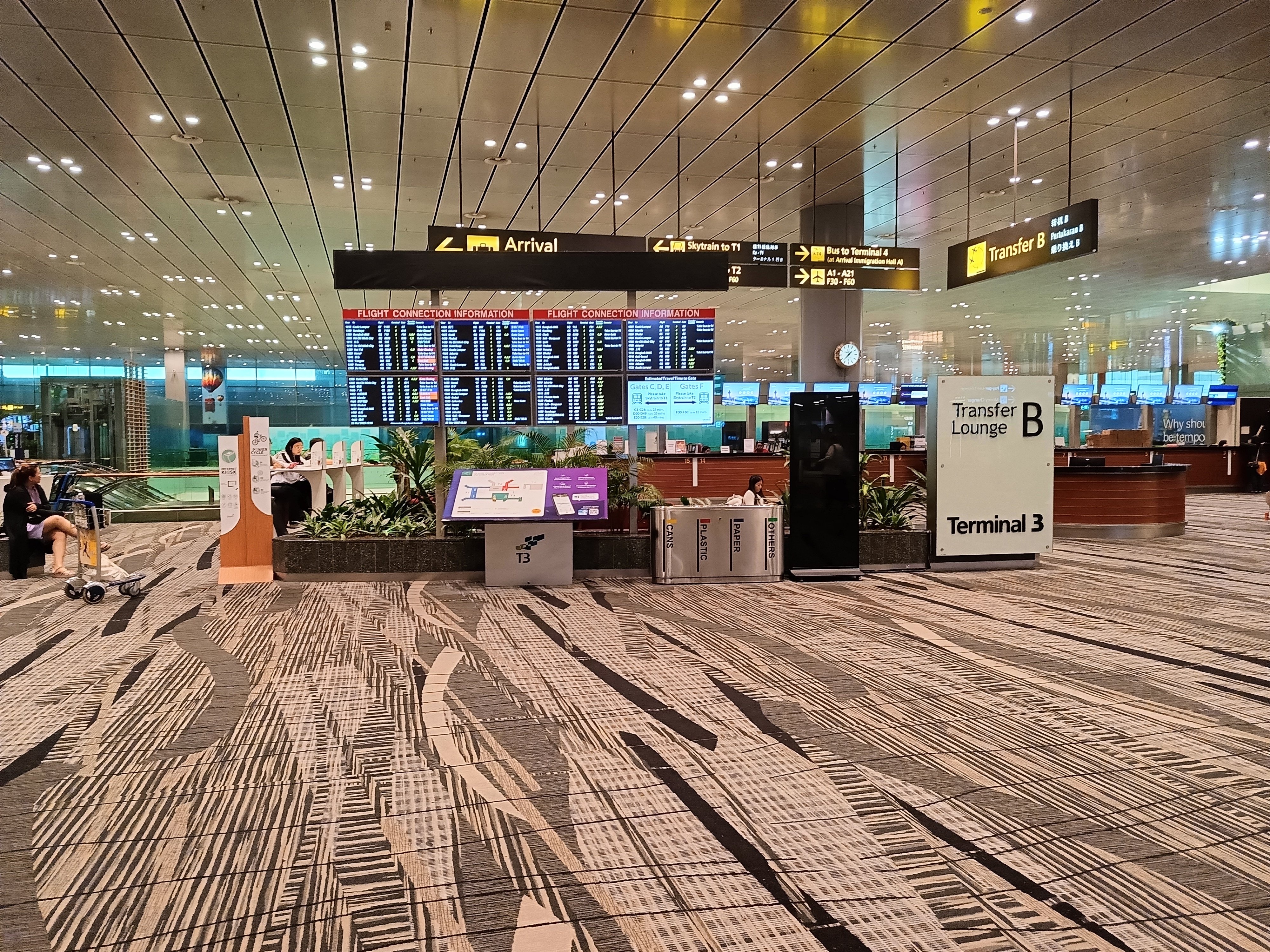
转机区B

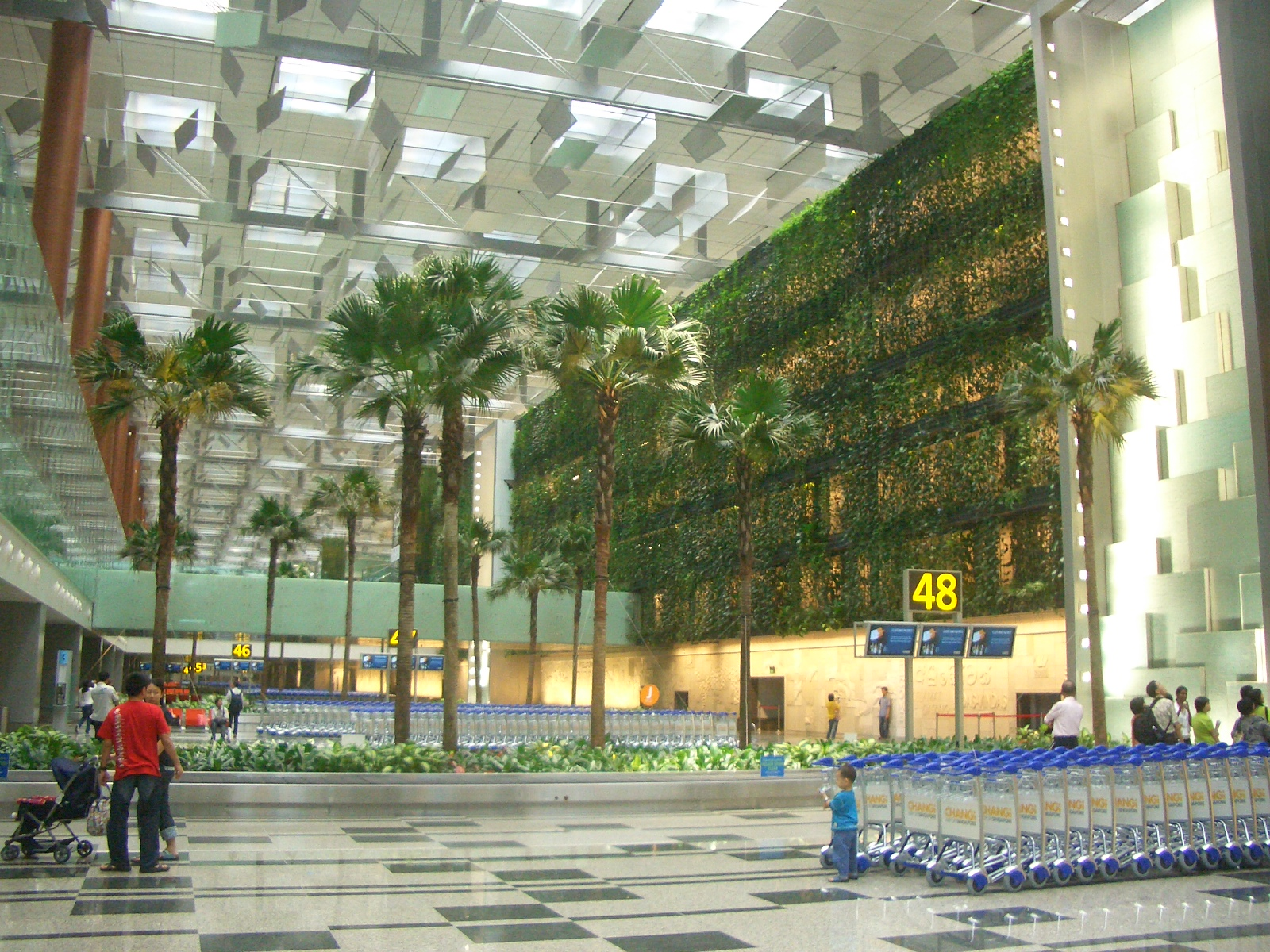
第三航廈到达层花园

第三航廈在2008年1月9日運作，使機場年處理客量增加了2,200萬人次。該航廈有28個登機橋，其中8個能處理空中客车A380，而航廈的一些閘口是使用同一個候機室，這一點是與另外兩個航廈不同的。
第三航廈由CPG集團設計，而它的屋頂由美國SOM建築設計事務所設計，航廈內部由伍德赫德公司設計。與同區機場一樣，航廈的構造主體是玻璃，混合了「天然」特色和「溫暖」色調，以平衡鋼鐵和玻璃那種枯燥乏味的的感覺。例如航廈的圓柱被木包住，地板以米黃色為主；頂部有919個天窗，使使太陽光能直接照射入航廈內；航廈內有一個5米高的「綠牆」，該牆有爬行動物和瀑布以營造大自然感覺，同時也能調節室內溫度。
2008年1月9日，新加坡航空執行首個第三航廈航班，航班編號為SQ001，從舊金山出發經香港，於上午11時50分到達新加坡，慶祝儀式在交通部部長兼外交部第二部長林雙吉，及民航局主席廖文良主持下舉行。首個從第三航廈出發的航班是SQ318，於12時50分起飛前往倫敦。之後新加坡航空的北美（除了休士頓）、歐洲（除了莫斯科）、東亞（除了經曼谷去日本)及大洋洲航班均使用第三航廈，而其它航班則沿用第二航廈，成為機場首個使用多個航廈的航空公司。
星空聯盟的航空公司，包括新加坡航空在第三航廈落成不久後遷到第三航廈運作。2008年3月26日，4間航空公司確認會遷到第三航廈，其中中國東方航空和聯合航空已在25日晚上已經遷到第三航廈。中國東方航空首個使用第三航廈的航班是從上海出發的MU545，在21時26分落地，而聯合航空則是從亞特蘭大出發，中停芝加哥及香港，於23時10分落地的UA895航班，接著是UA803航班，從華盛頓出發中停東京，在23時53分落地。3月26日，卡達航空QR627號航班從雅加達出發，在1時20分落地，成為首個使用第三航廈的卡達航空航班，而捷達航空9W12號航班從孟買出發，於7時25分落地。中國東方航空首個使用第三航廈出發的航班是MU544，於0時59分出發前往上海；接著是卡達航空QR627號航班在3時4分出發前往多哈；聯合航空UA896於7時18分出發經香港和芝加哥前往亞特蘭大；以及捷達航空9W15號班機在9時32分出發前往清奈。搬遷行動使機場每週多了148班航班及12個目的地，即是亞特蘭大、清奈、芝加哥、德里、多哈、香港、雅加達、昆明、孟買、上海、東京和華盛頓；亦使航廈每週多了超過148班航班及年約1,100萬人次。翠鳥航空亦批准使用第三航廈即行往返清奈的航班。
另外，新加坡航空也特意利用第三航廈的少量面積用作貴賓室，專為頭等艙和豪華套房的乘客私人地辦理登機手續、以及出入境和海關檢查用途。
民航局曾與航空公司談判，建議它們遷至第三航廈，但部分航空公司反映第三航廈的一些驗票處及旅客休息室只為新加坡航空服務，不對外開放，民航局澄清沒有這回事。當局表示曾考慮要求航空公司遷至第三航廈，但一直沒有付諸實行。

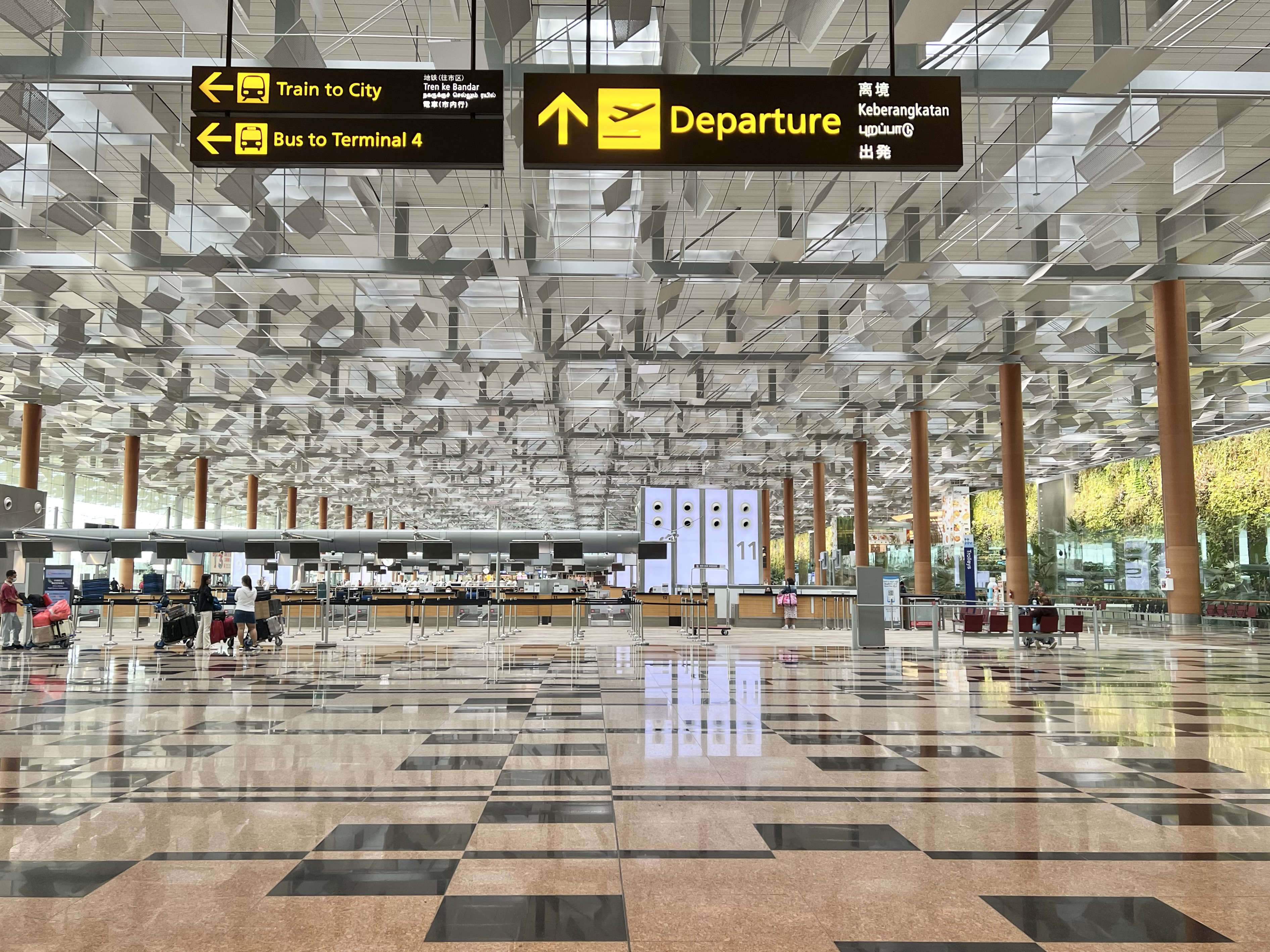
出发层值机大堂
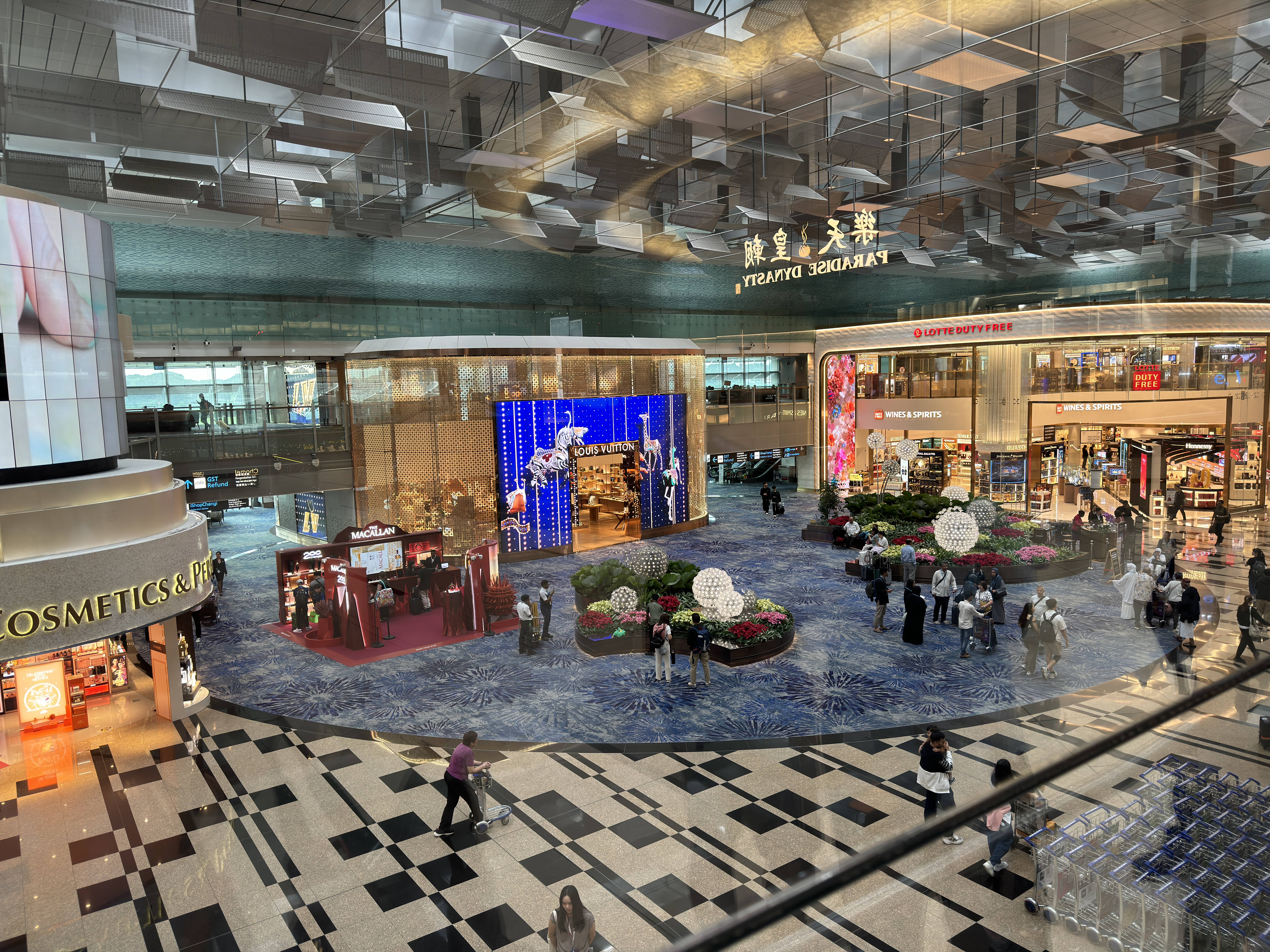
出发层商业区
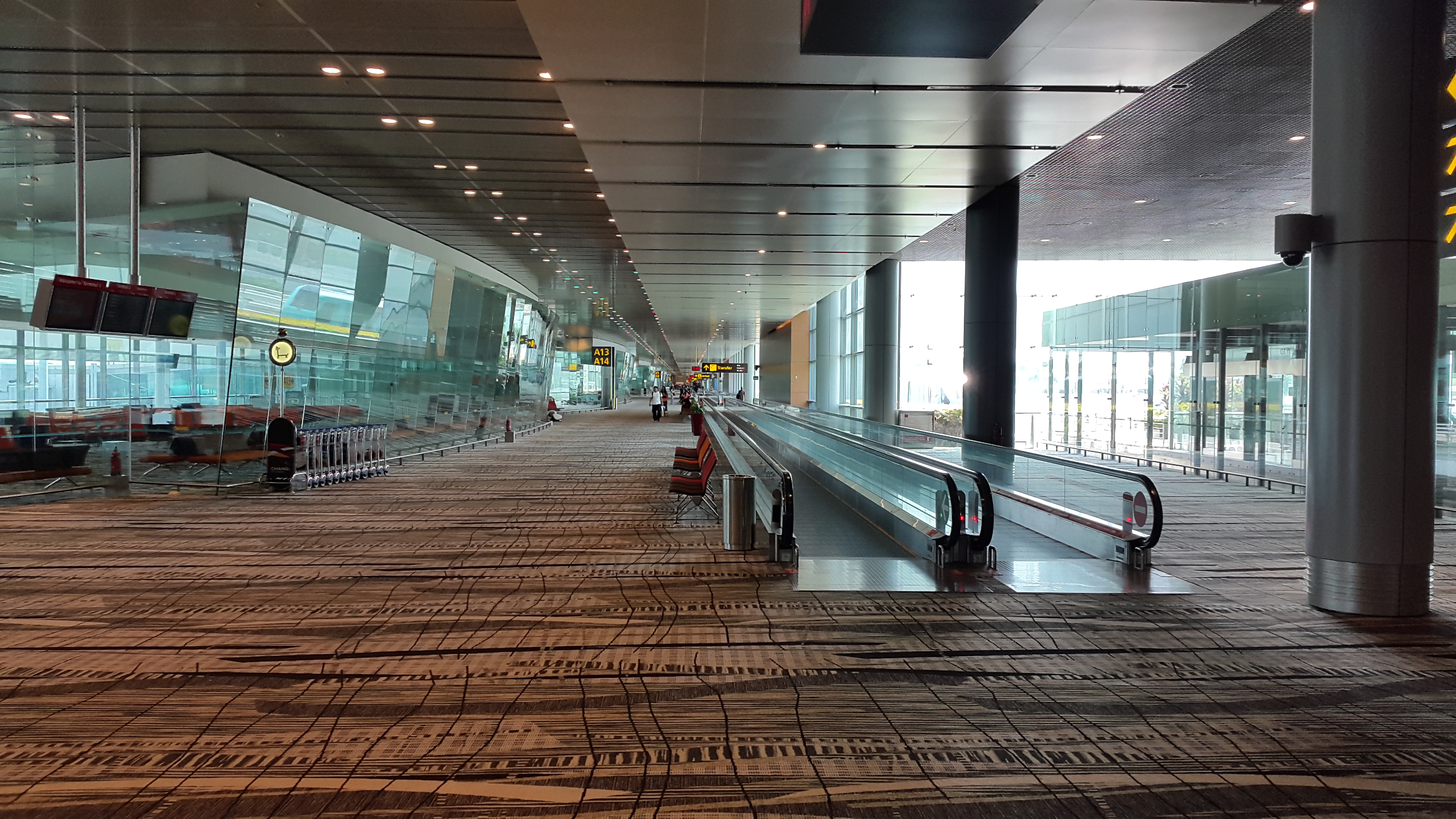
A候机区
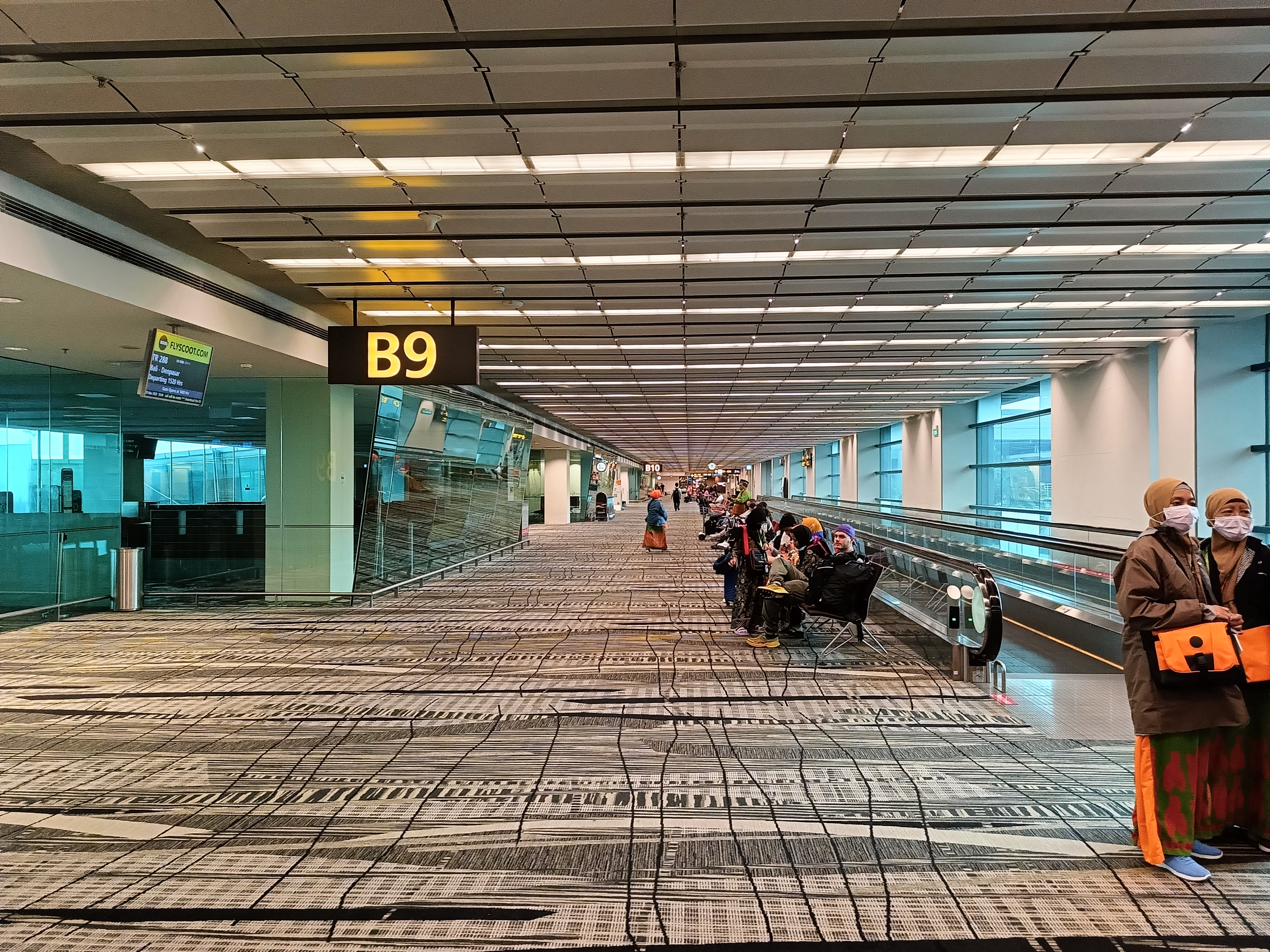
B候机区到达层
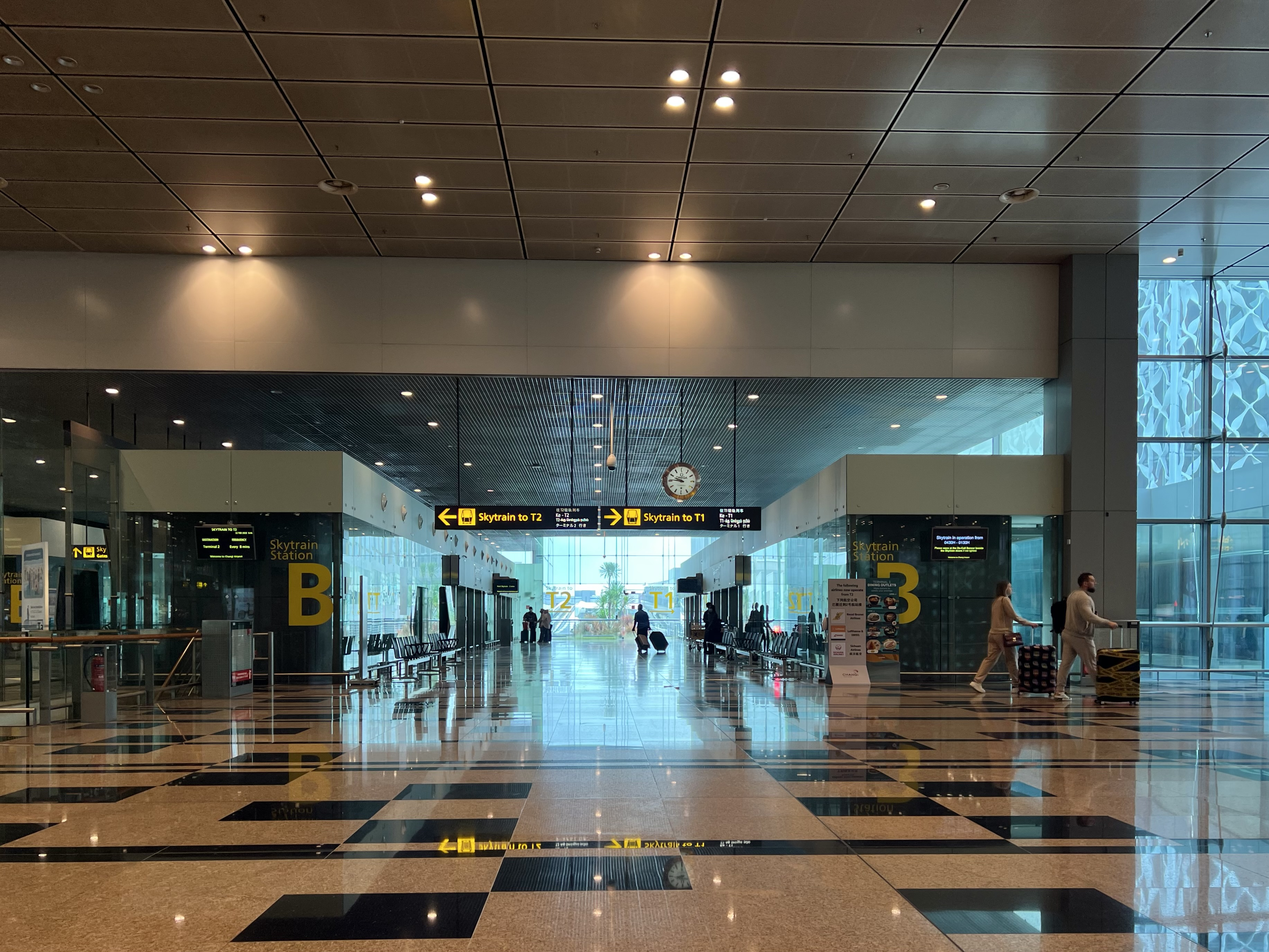
T3航站楼B转机厅Skytrain车站
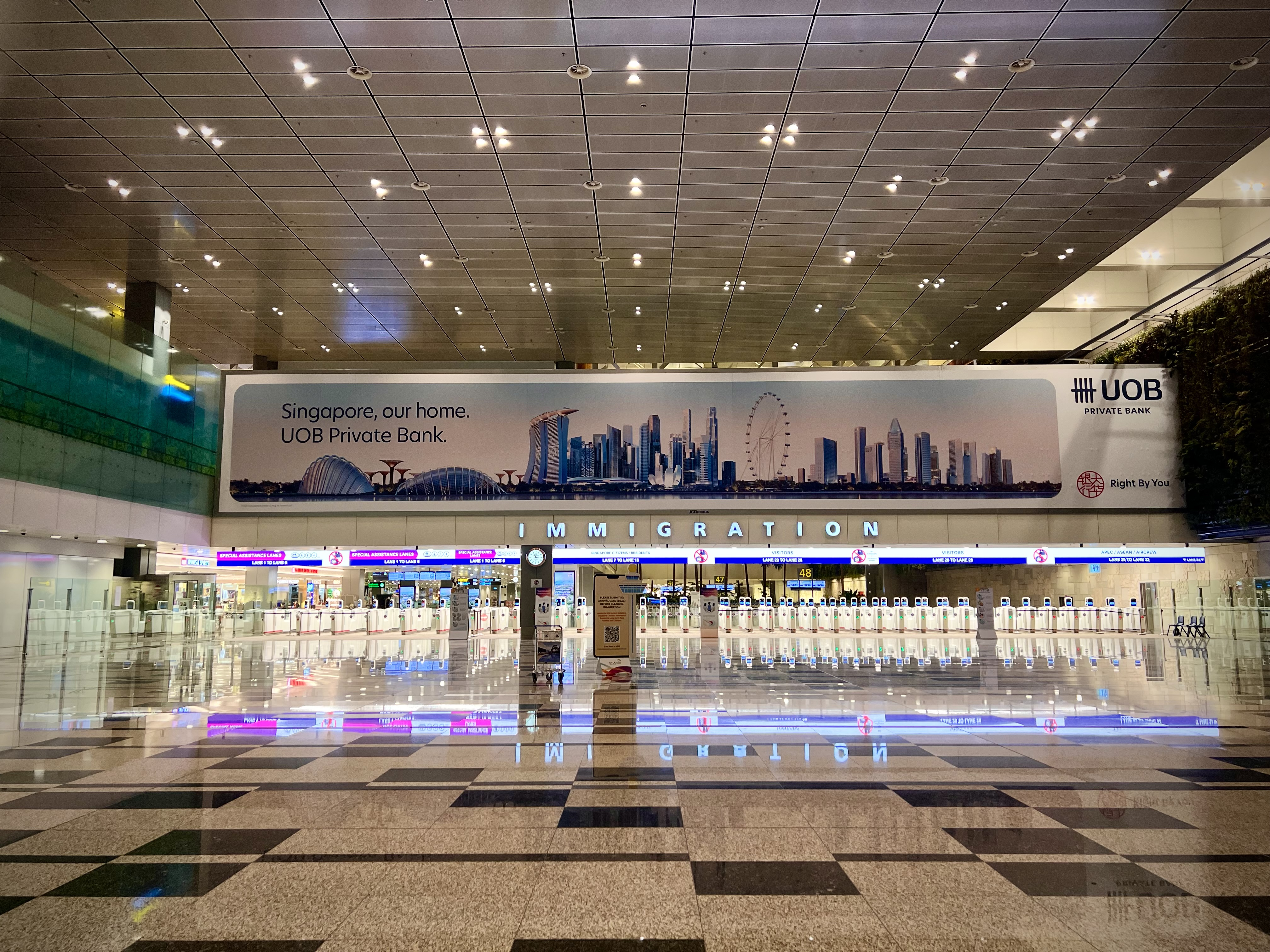
入境大堂

#### 四号搭客大厦

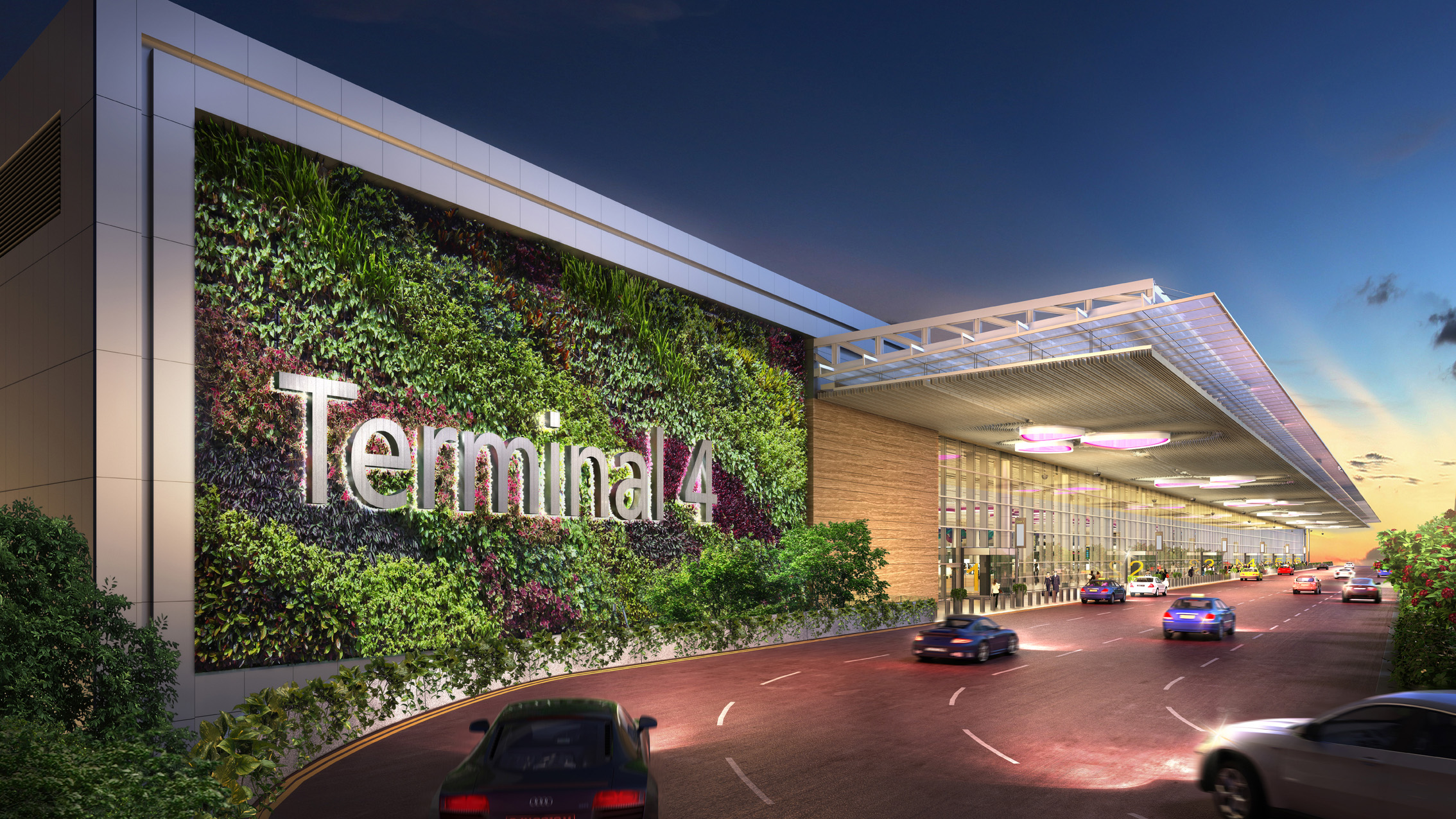
4号航站楼出发层落客匝道

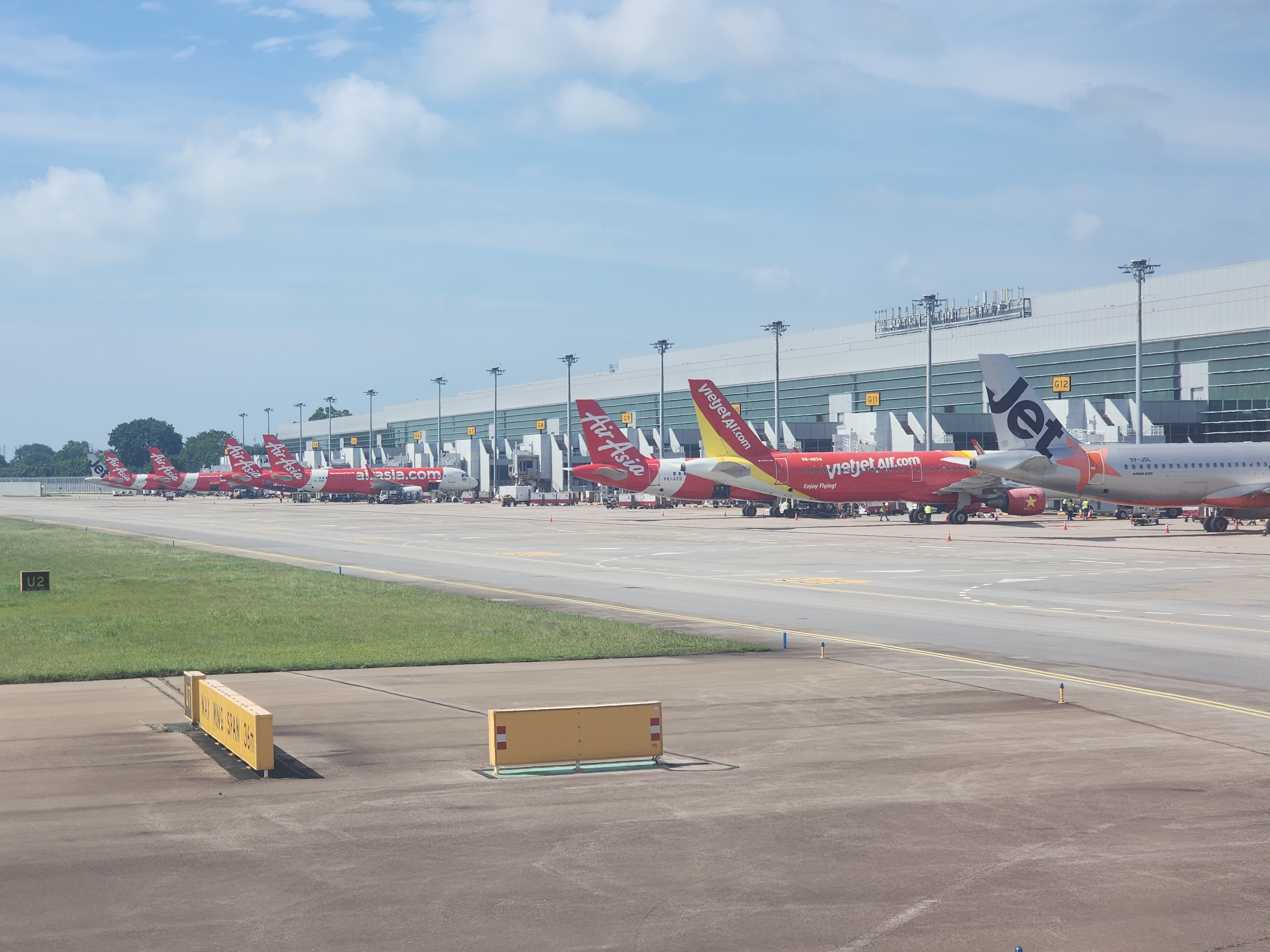
低成本航司飞机停靠

四号搭客大厦（Terminal 4，简称T4）原址曾經是繼吉隆坡國際機場之後亞洲第二個擁有低成本航站楼的機場。低成本航站楼於2006年啟用，其英文名稱(Budget Terminal)是從參與命名比賽的過萬份作品中選出的。2008年9月，低成本航站楼的擴建工程展開，歷時七個月耗資1,000萬新元，使年處理客運量提升至700萬人次，並增加了登機閘口、檢查櫃台、商店及餐廳。
2012年9月25日起關閉，以便進行拆卸工程改建為4號航站楼，受影響的所有航空公司的航班亦會在同日上午6時起在2號航站楼繼續服務。
2013年11月11日，樟宜国际机场4号航站楼举行开工奠基仪式。2016年12月主体工程竣工，于2017年10月31日正式开放使用，每年可输送旅客1,600万人次。与已有三个航站楼在登机口进行安检不同，4号航站楼将改为集中安检方式。建成投入使用后，国泰航空、大韩航空、海南航空、亚洲航空、捷星亞洲航空等均迁至4号航站楼运营。

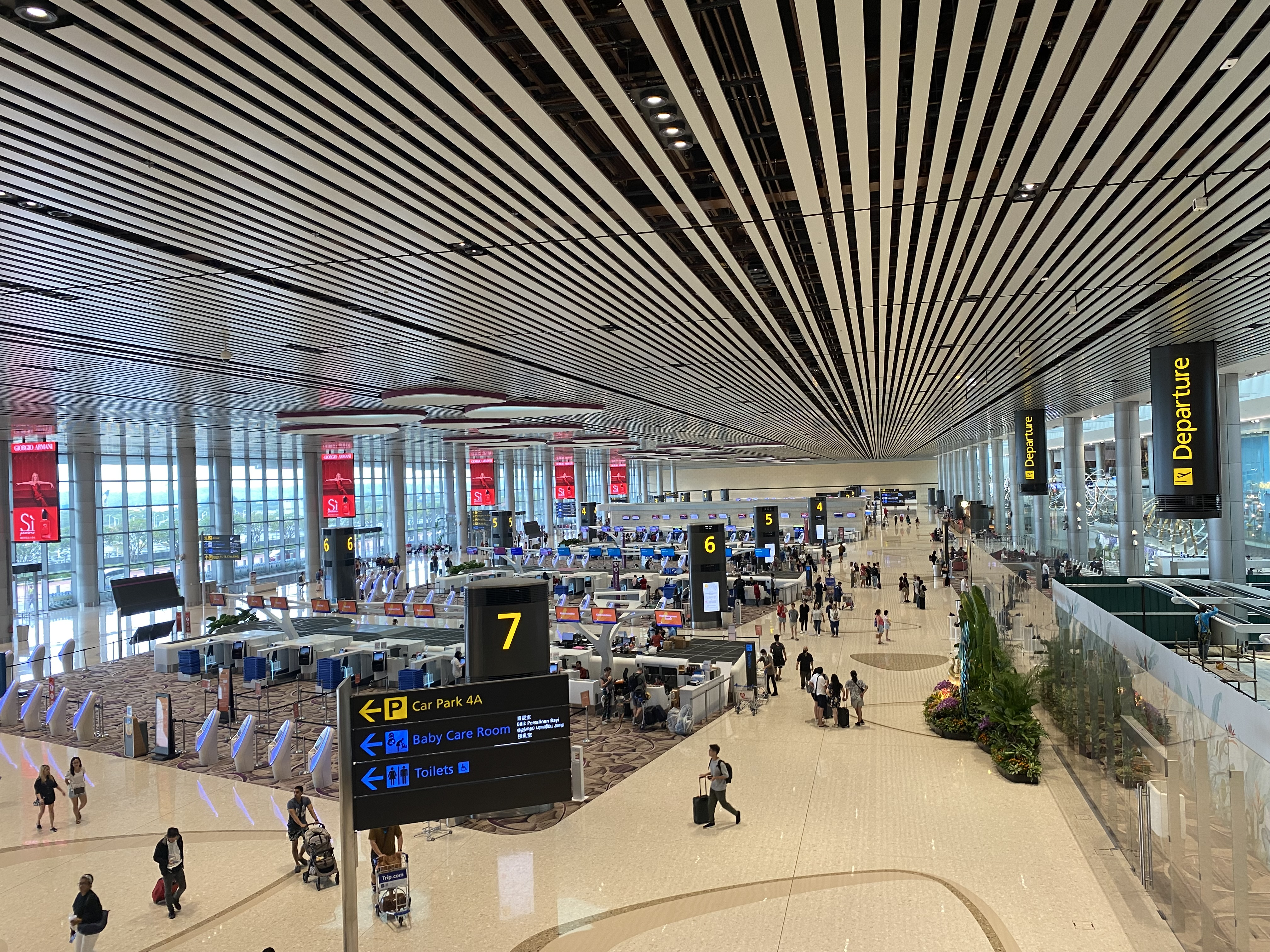
值机柜台
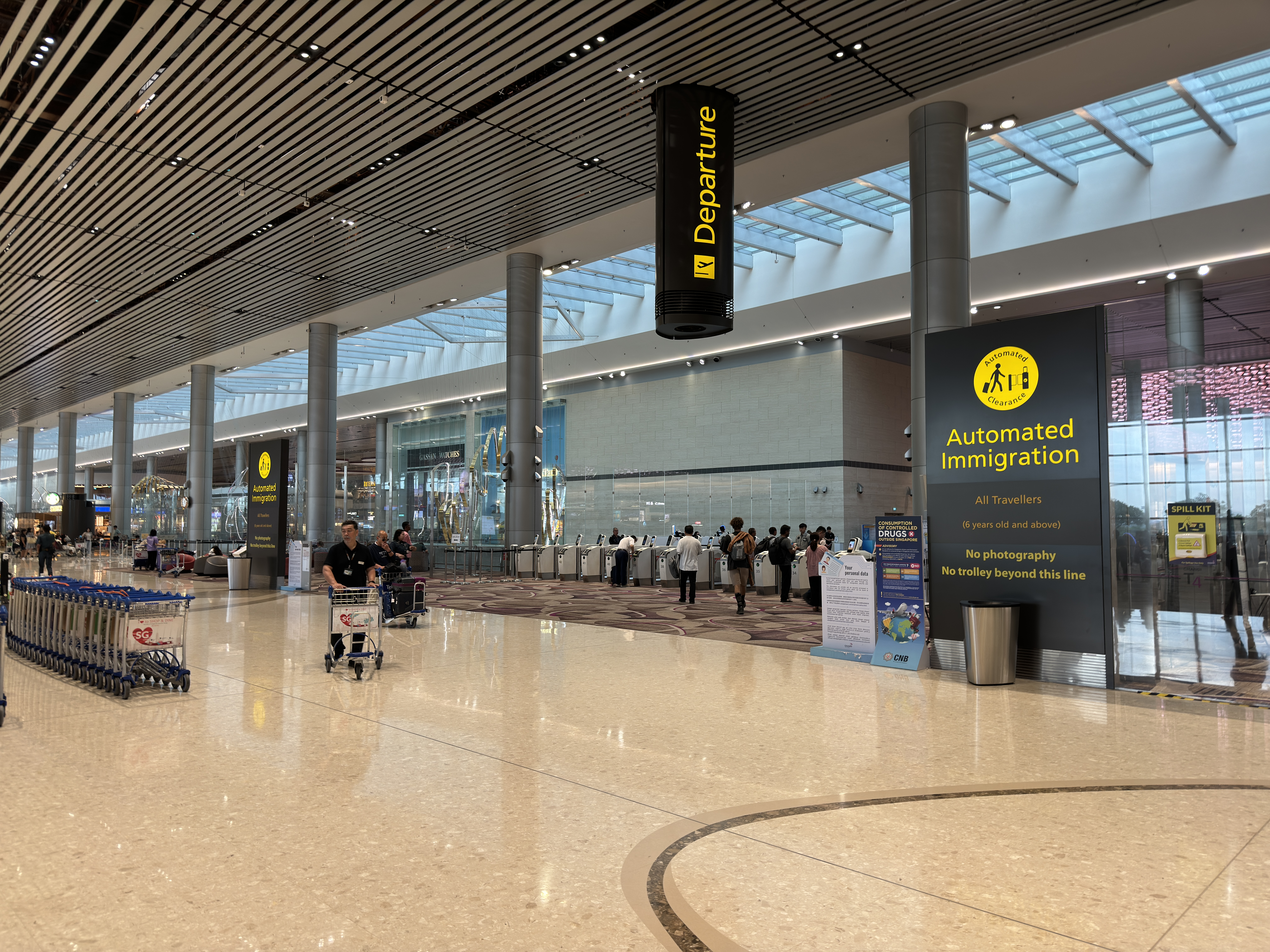
出发层离境区
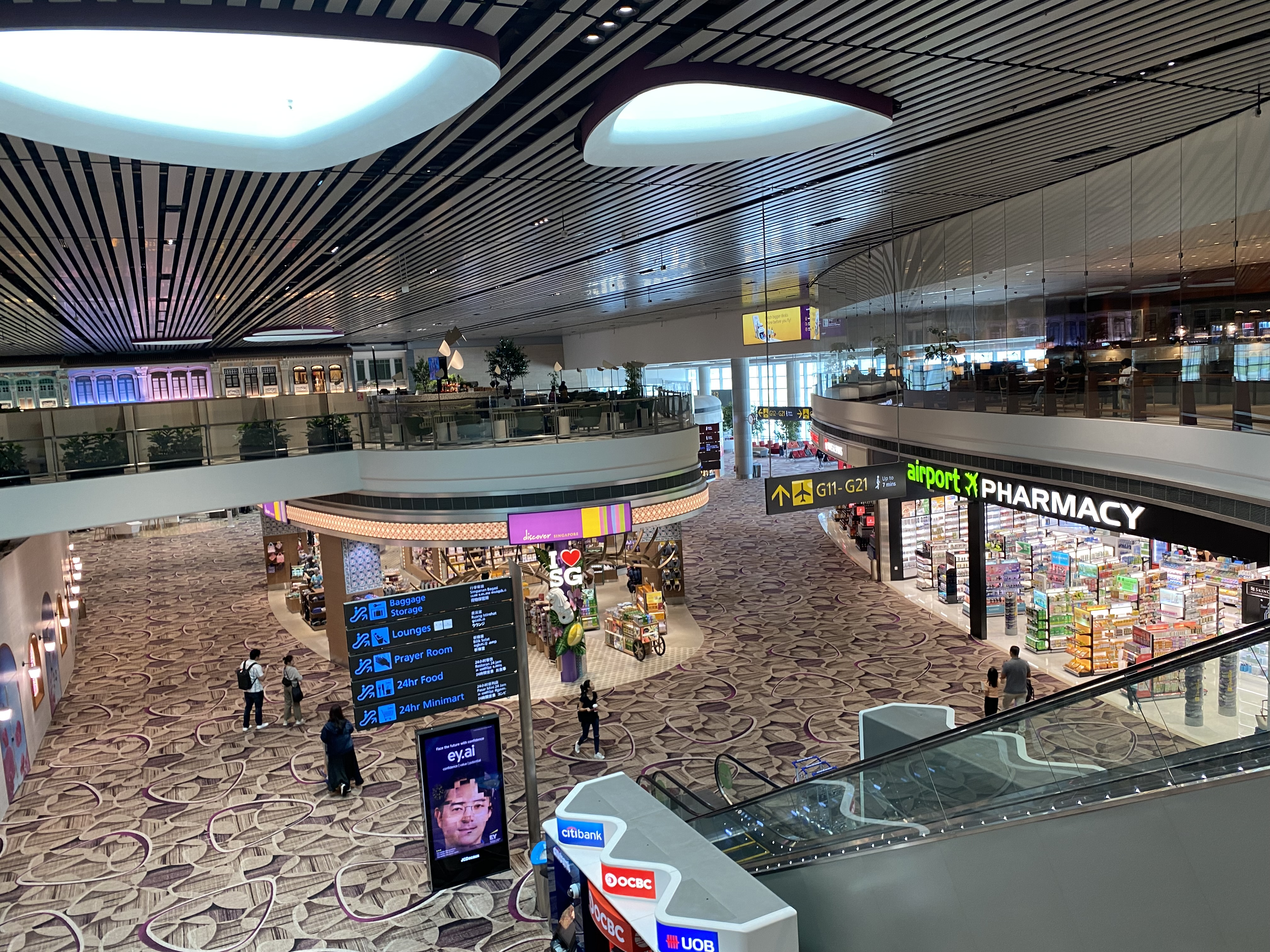
G转机柜台
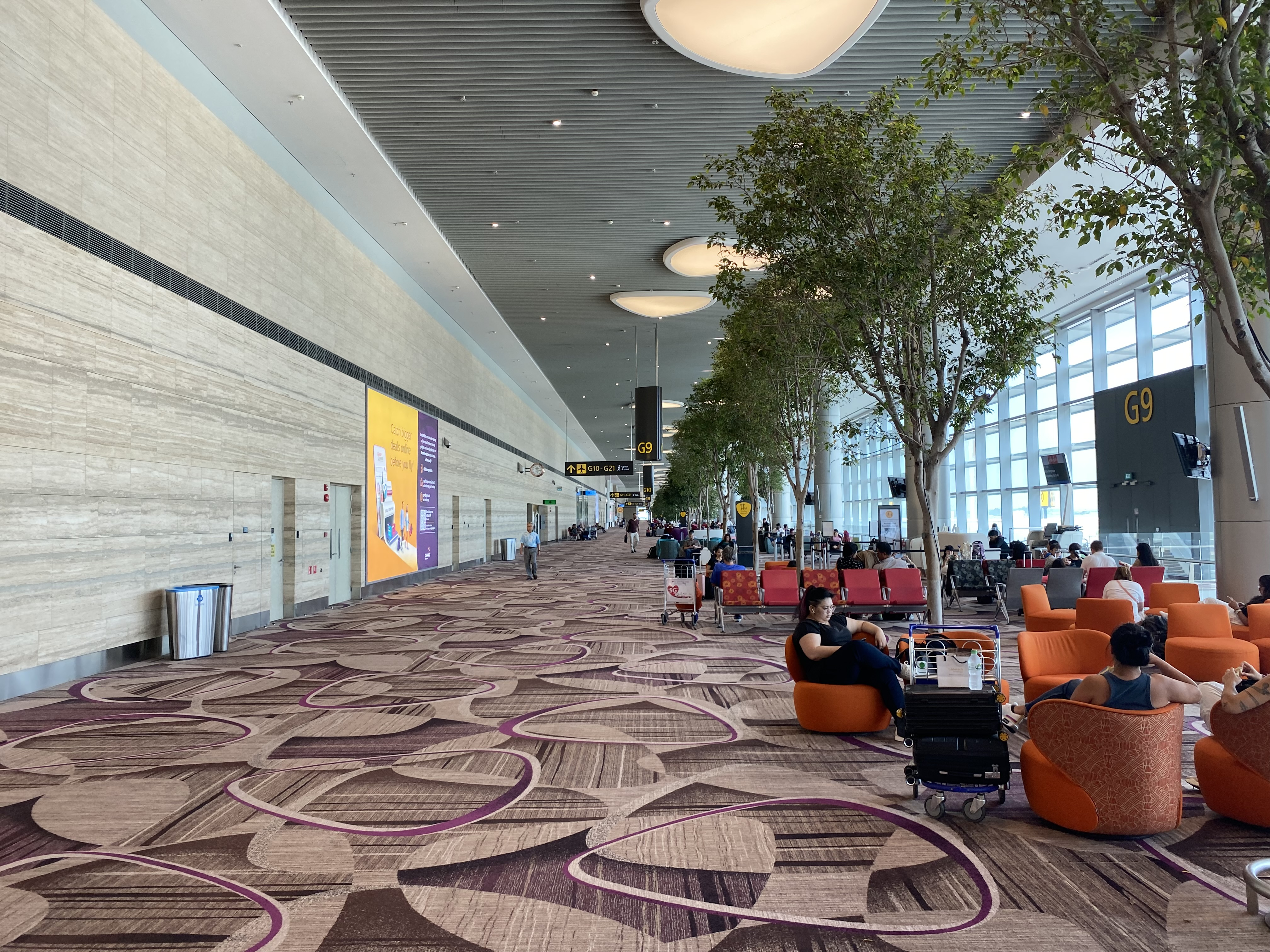
G登机口
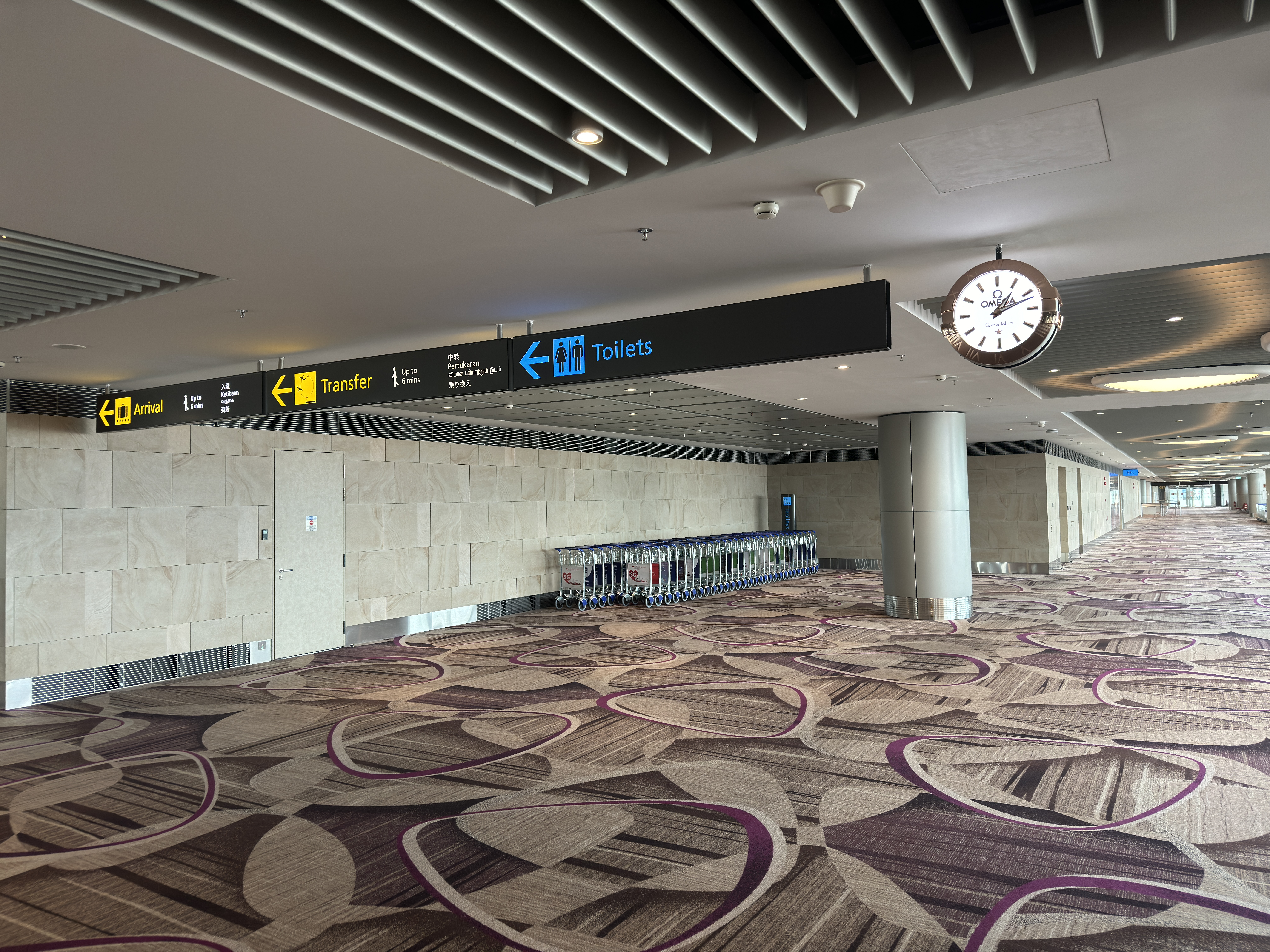
到达层禁区
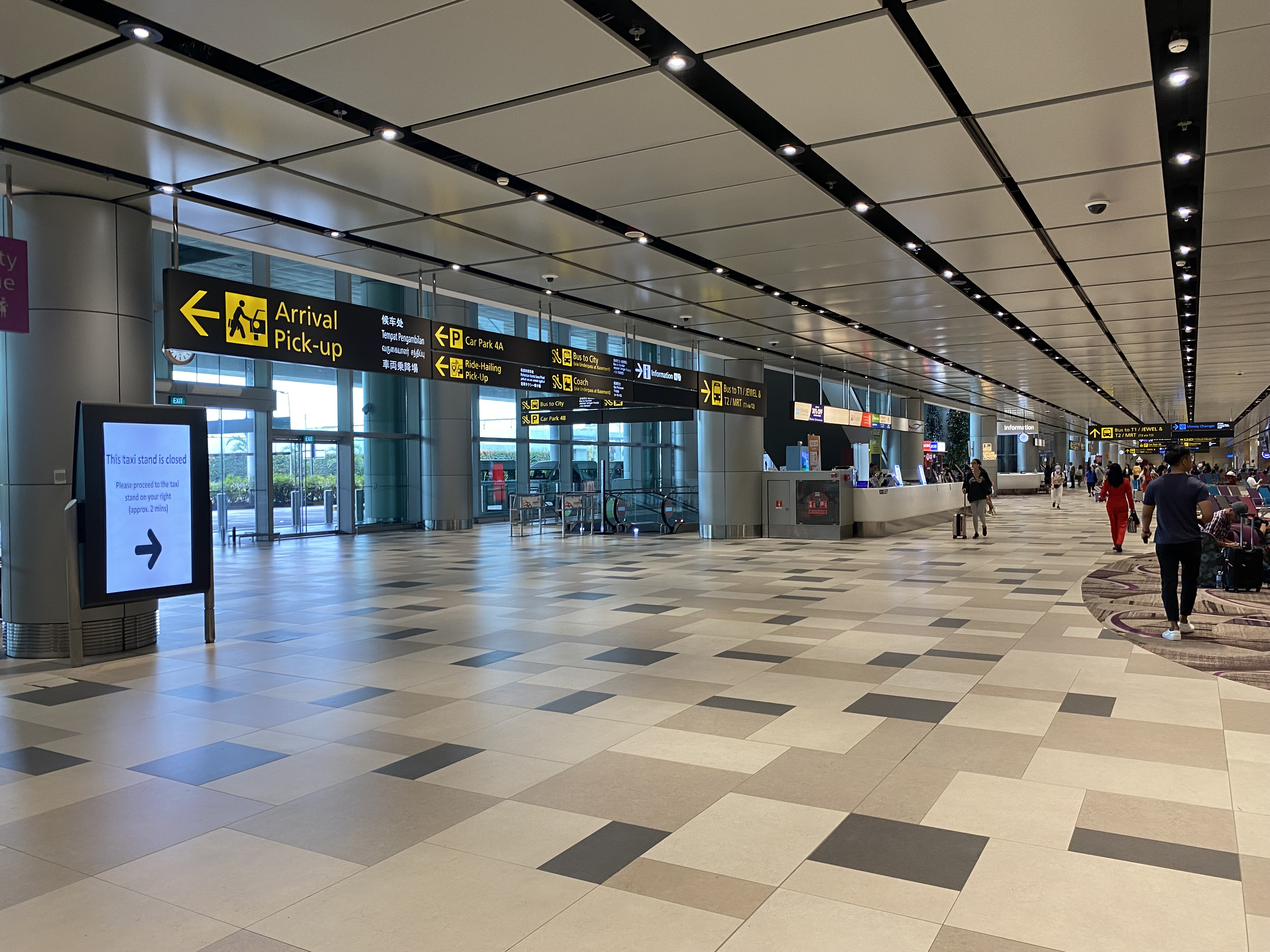
到达层出口

#### 五号搭客大厦

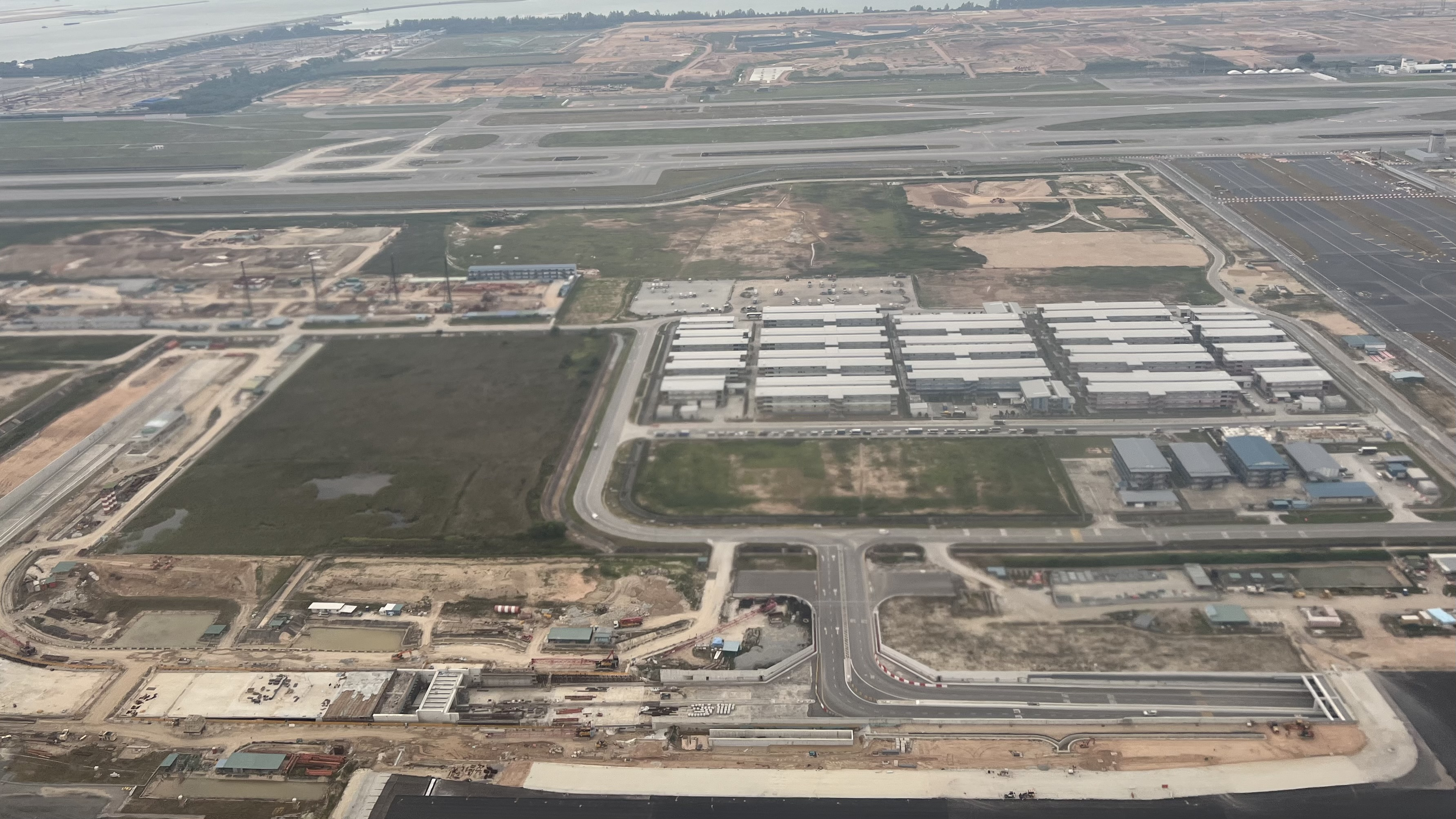
2024年，5号航站楼工地

五号搭客大厦（Terminal 5，簡稱T5）仍在建設之中，预计将于4号航站楼开放使用后十年内建成。交通部長易華仁在2022年5月宣佈，經過重新評估後，五号搭客大厦的工程將在兩到三年内展開。
第五客運大樓2025年5月14日舉行動土儀式，預計2030年代中期完成，屆時每年可接待多達5000萬人次旅客，使機場總客容量增至1.4億人次，增幅約56%。樟宜機場集團表示，T5將建造一個陸路交通中心，集合地鐵、巴士、計程車和其他交通服務。待第五航廈完工後，所有新加坡航空及酷航的班機將集中至此。

### 星耀樟宜

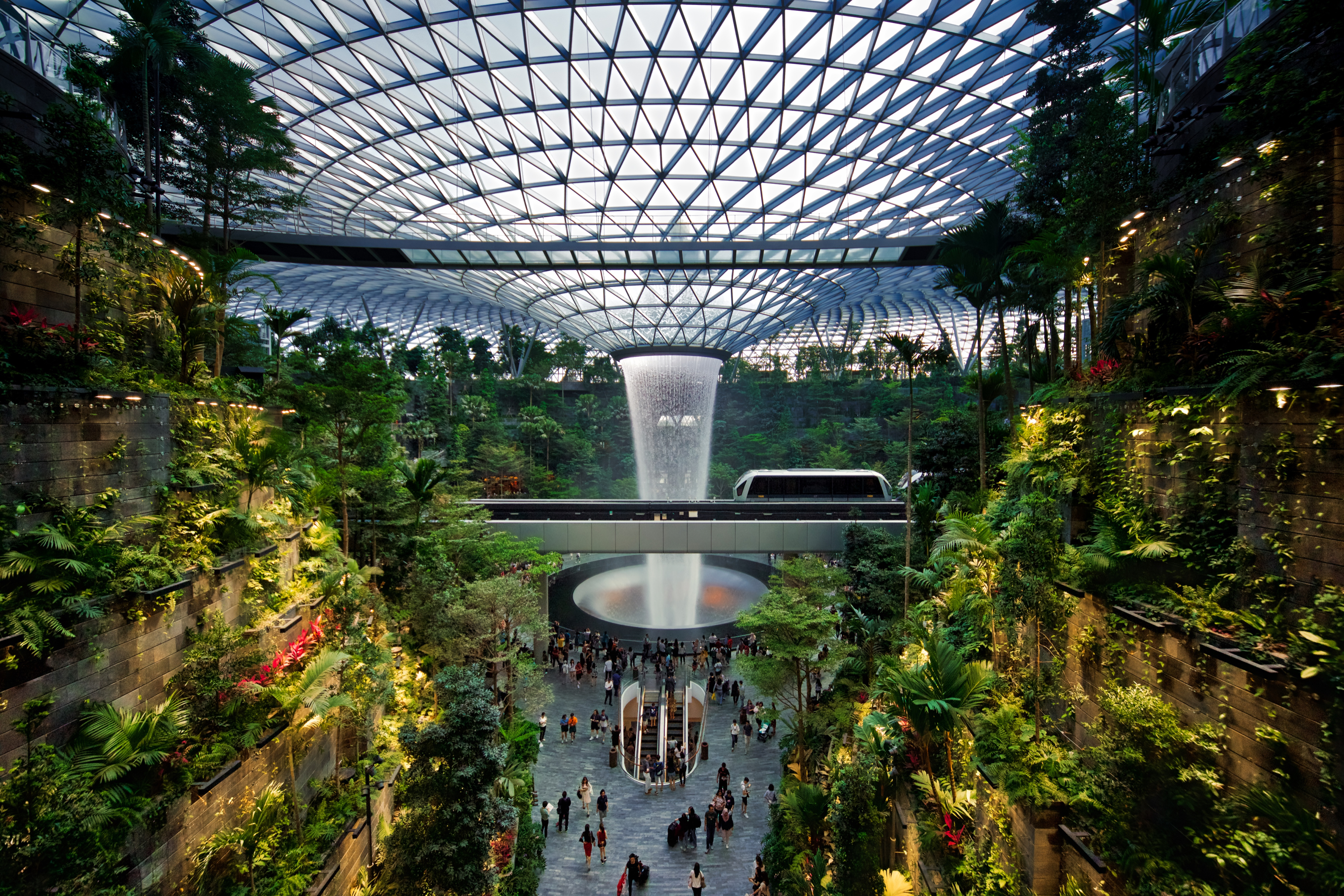
「星耀樟宜」正中央的雨漩渦為世界上最高的室內瀑布

星耀樟宜（Jewel Changi Airport）在2019年4月17日開業，樓高10層，為購物休閒、住宿餐飲、景觀花園等多功能於一體的綜合性建築，由摩西·薩夫迪設計。位於頂樓的「星空花園」佔地14,000平方公尺，種植超過2000棵喬木、棕櫚植物和超過10萬株灌木。而核心中央為目前世界上最高、達40公尺的室內瀑布「雨漩渦」(Rain Vortex)。
場內其他設施將於2019年中陸續開放，包括了解樟宜機場的幕後運作的樟宜時空體驗館（Changi Experience Studio），而星空花園（Canopy Park）亦設有天空之網（Walking Net）、樹籬迷宮（Hedge Maze）、鏡子迷宮（Mirror Maze）與奇幻滑梯（Discovery Slides）等大型遊樂設施。

## 服務
樟宜機場擁有高質素的服務及保安系統，自1981年啟用以來，獲得超過360個獎項，多次得到國際航空運輸協會及商旅所頒發的最佳機場獎項。

### 旅客服務

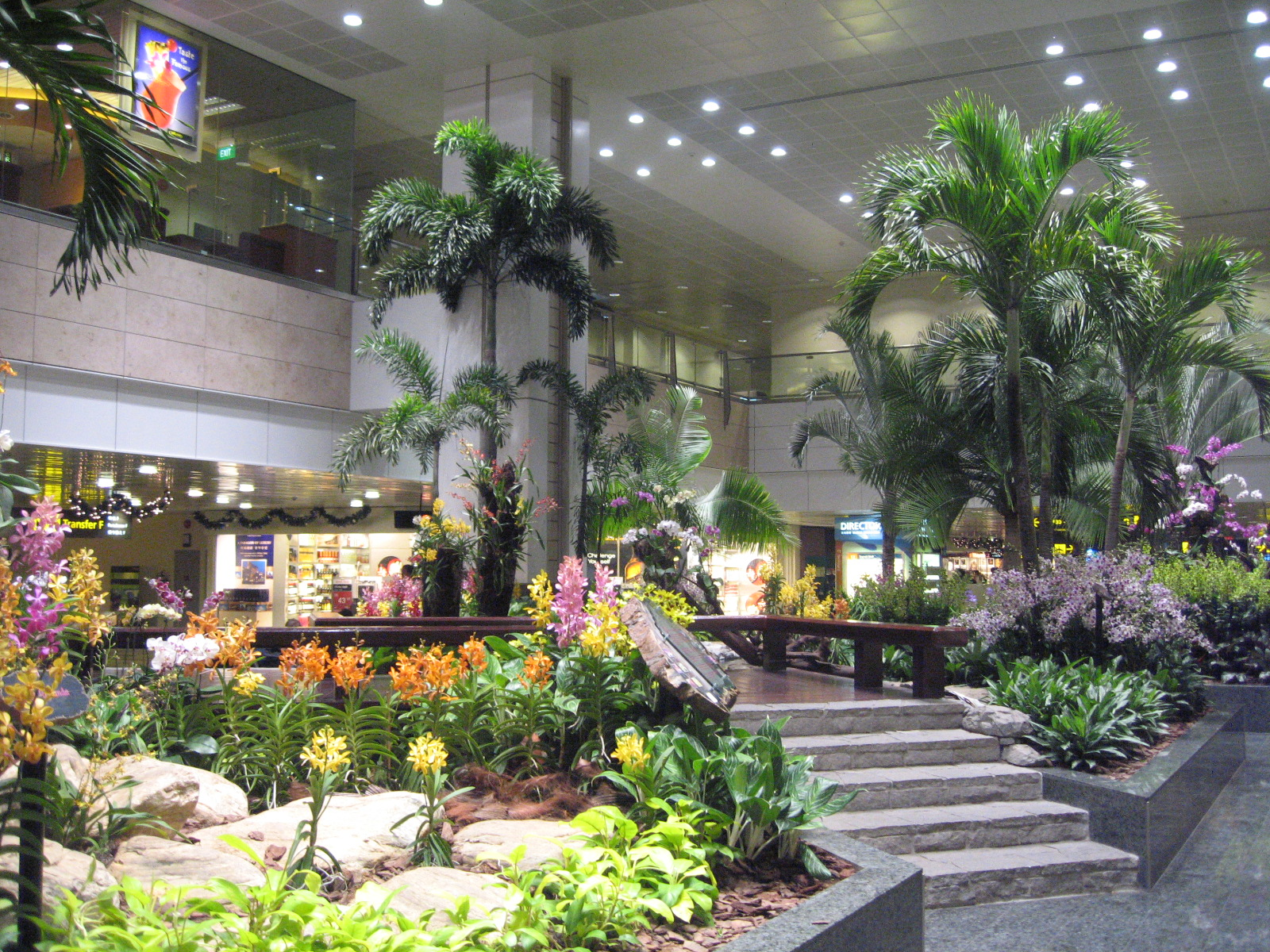
2號航廈的設計使旅客有舒適的感覺

三個航廈的商店及食肆總面積超過240,000m²，其中3號航廈的零售商店總面積最大，達215,278m²。在2004年進行的升級工程，使1號和2號航廈商店在2005年的營業額增加了13.3%，比2003年多了67.7%，工程使不少名牌商店開此在航廈內大展拳腳，包括PRADA、古馳、寶格麗和愛馬仕，而國際足球總會官方商店亦在3號航廈營業，而法拉利旅行社亦在3號航廈設立首家亞洲分店。
機場的購物專區的收入超過新加坡著名購物地區烏節路，新加坡民航局有約60%收入與航空無關，30%來自商店租金。烈酒和香水是最受歡迎的產品，其次是手錶和菸草。航廈共有6個室內公園供旅客使用，美化購物區景觀，每個公園均有各自不同主題，包括仙人掌、竹、赫蕉屬、向日葵、蕨類植物和蘭科。

### 航空服務

#### 地勤支援

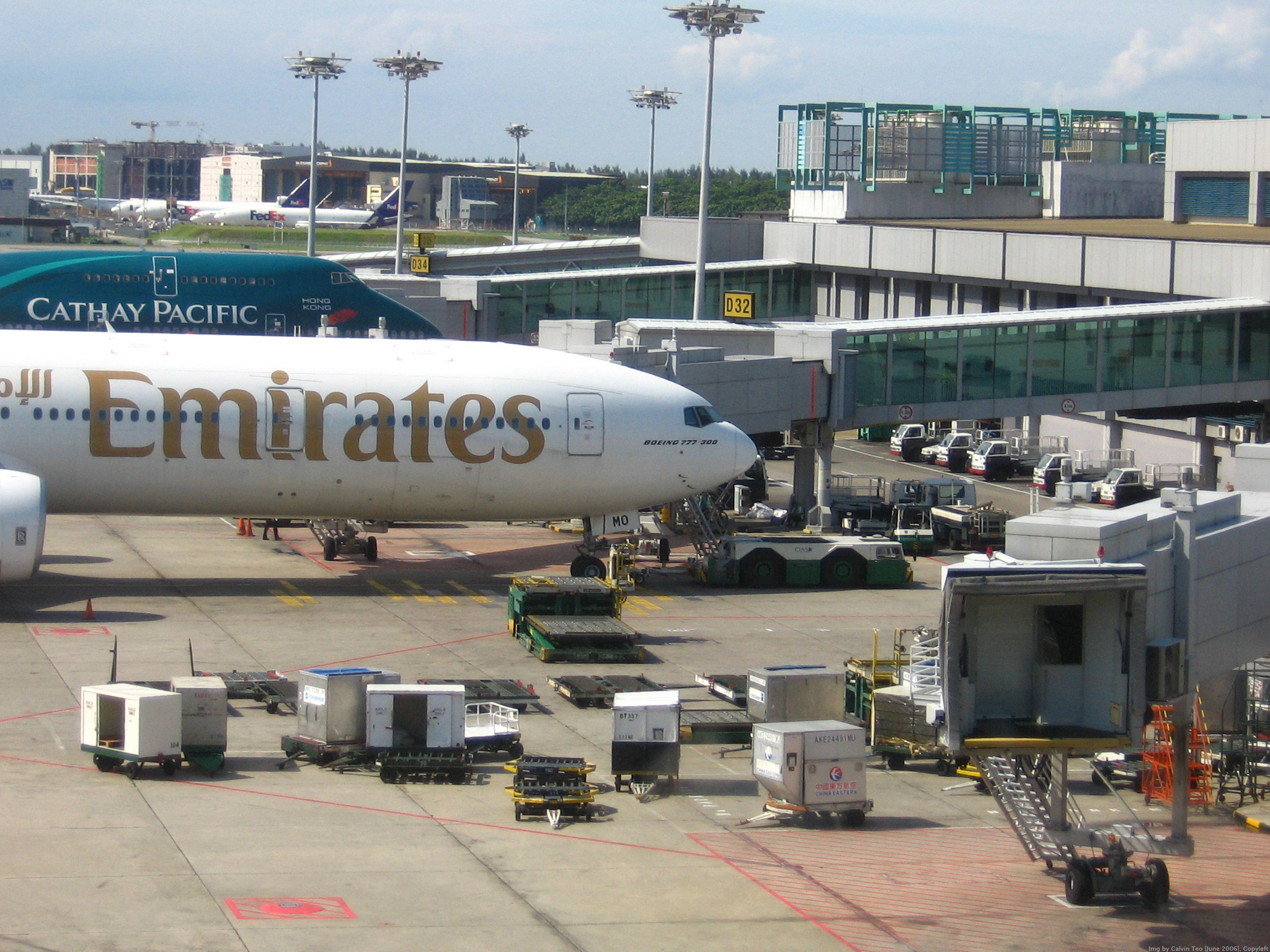
阿联酋航空的地勤服務是由樟宜国际机场地勤服务公司負責

機場地勤支援服務由三家公司負責，分別為新翔集团、樟宜国际机场地勤服务公司和Swissport。新加坡机场终站服务公司是新加坡航空的附屬公司，佔據了機場約80%的地勤服務市場，2010年8月更名为新翔集团（SATS Ltd.）。
在2000年代初期，政府決定引入額外牌照制度以增加競爭力。瑞士航空的Swissport最先贏取了有效期為10年的牌照，該牌照在2005年3月2日生效。瑞士航空被後來的瑞士國際航空取代，成為Swissport的首個客戶。亞當航空在2005年選擇了Swissport作為它在樟宜機場的地勤服務公司，隨後欣豐虎航、西北航空、瑞士國際航空貨運、泰國亞洲航空及卡迪航空都選用Swissport，而澳洲航空是Swissport以往客戶。
樟宜国际机场地勤服务公司成立於1981年，由新加坡國際港務集團及五家航空公司聯合創辦。該公司因被杜拜的德納達集團及淡馬錫控股收購而進行重組，在2005年2月以全新品牌投入市場。樟宜國際機場地勤服務公司的安檢系統外判給Aetos。

#### 飛機保養
新加坡工程公司和ST航空服務公司提供共五個飛機棚進行飛機維護工程，包括在1981年啟用、面積達20,000m²、全球最大的飛機棚。

### 機場保安

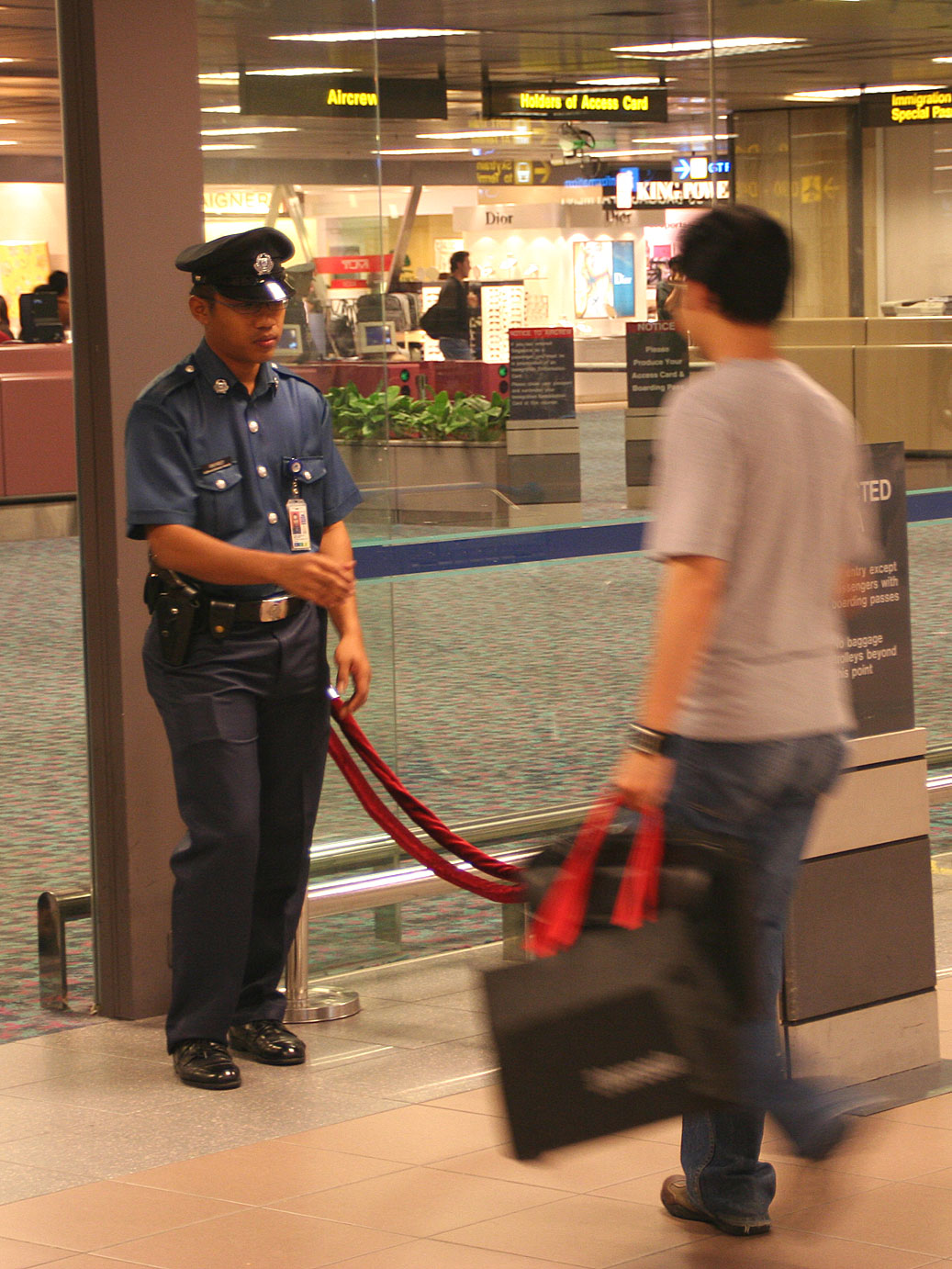
1號航廈離境大堂的Aetos輔警，目前機場保安服務由策安保安機構負責。

新加坡民航局管理機場所有安全與保安系統，當局的機場管理分部負責機場保安，航空保安分部負責機場的航空安全政策，管理與AVSEC相關的項目，而一旦國家陷入急難之中，當局亦要保證海外伙伴及計劃給商業連貫性。機場的緊急與消防服務是由新加坡民航局管理與國際小組轄下的機場緊急服務分部負責，不但負責處理有所有機場的消防和救災工作，而且還要負責機場周邊的兩個消防局、一個小型消防局和海上拯救基地的工作。
機場保安是隸屬新加坡警察部隊機場分區，協助單位（輔助警察）有包括Aetos安全管理，策安保安机构及SATS保安服務，而Aetos及SATS分別隸屬於樟宜國際機場服務及新加坡航廈服務的地面控制公司。驗票櫃台人員負責掃描和輸送行李。2007年2月8日，新加坡民航局允許輔助警察使用機場條例執法，在7月16日開始使用該條例的Aetos是首家使用該條例的公司，接著是策安保安机构。2008年4月29日民航局簽署了一條由策安保安机构提出的保安合同，策安保安机构會在樟宜機場、實里達機場、樟宜航空貨運中心及新加坡空中管制中心提供機場保安服務。該合同價值3億6000萬元，有效期為五年，於2008年4月1日生效，完結後可選擇續約五年。約2,200名職員參與該項目，約900名為武裝輔助警察及1300名非武裝輔助警察，他們的主要工作是檢查行李，機場禁區和非禁區保安及旅客身體檢查。
自911恐怖襲擊及成為回教祈禱團的攻擊目標之一的機場以來，機場保安系統有所升級。機場巡邏隊會在航廈內巡邏，由兩名士兵及一名警察組成，他們配備攻擊步槍或半自動步槍，而辜加警察团亦有參與機場保安工作，主要負責轉機地區的保安。這些保安經費來自2002年實施，由旅客所繳付的「旅客保安服務費」，每人8元。在2005年，樟宜機場獲得「最佳機場保安獎」，成為首個美國以外地區獲得該獎項的機場。
在2005年，機場實施了新的保安升級計劃，升級其行李檢查技術以提高安全度，該檢查是在旅客驗票前完成；而手提行李及旅客檢查會在進入登機門前完成。該升級計劃使機場新增超過400台攝錄機，用以監察旅客的一舉一動，防止可疑活動出現。機場當局新增第二個柵欄以防未授權人士進入禁區，該柵欄在2008年完成；而機場警察亦計劃採用生物識別科技系統，用以鑑定進入禁區的人。
鑑於2006年跨大西洋航機恐怖襲擊陰謀，使得機場更嚴格地對前往英美兩國的旅客及其手提或寄艙行李的安全檢查。

## 運作
请参阅源Wikidata查询.

### 客運
由於所有載客航班均是國際航班，所以四個主要運作中的航廈均設有出入境檢查櫃台給旅客使用。新加坡航空的航班主要使用於2號和3號航廈。而1號航廈主要航空公司有中國國際航空、中國南方航空、日本航空、泰國航空、土耳其航空、阿聯酋航空、法國航空、芬蘭航空、荷蘭皇家航空、英國航空、澳洲航空等，2號航廈主要航空公司有全日空航空 、星宇航空、阿提哈德航空、馬來西亞航空、美國聯合航空、印度航空等，而3號航廈主要航空公司有中華航空、長榮航空、印尼鹰航、中國東方航空、韓亞航空、紐西蘭航空等。4號航廈原址為低成本航廈，更新重建後，國泰航空、大韓航空、海南航空等全服務航空公司亦遷入運營。
在2003年受到SARS打擊之後的機場旅客量漸漸回升後，在2004年處理了超過3千萬名旅客，破了歷年紀錄；而在2006年6月更創下新紀錄，一個月內處理了2,980,106名旅客，比首半年增長了9.1%。而低成本航廈在2006年10月26日，營運首半年處理了約657,000名旅客，佔了機場旅客量的11.3%，比4月的9.6%有所增長，而在2006年末更處理了超過1百萬名旅客。2002年中轉旅客佔機長總客量的17%，該40萬名中轉旅客的在機場以外地區的消費提供超過5百萬元的收益，對當地旅遊業造成一定影響。
2012年前將會有新的綜合渡假村開幕及其它新加坡重要事件，而樟宜機場預計會在2012年前年客量突破五千萬名，而東南亞國協實行自由航空區會使機場旅客量增加約35%。

### 貨運
新加坡民航局航空貨運分部負責管理位於機場北部的樟宜航空貨運中心。中國的經濟迅速增長使機場在2005年處理了1,854,610公噸的貨物，比去年增長了3.3%，成為亞洲第五、全球第十大最繁忙的貨運機場。雖然機場當局嘗試使貨運種類多樣化，但由於新加坡盛產電子產品，電子零件運輸成為了機場貨運的重要貨物。
由於全球越來越依靠廣泛地使用的資訊科技，因此航空貨機部引入了不同IT系統如航空貨運EDI系統、預先清關給船務急件船運系統和電子付費及發票以紓緩通關程式及動作。它開創了易網系統，允許商人在網際網路上進行和操作交易聲明，及加速了控制當局的允許過程。易網系統會廣泛地使用在交易及IT物流平台。

## 航空公司及航点

### 客运

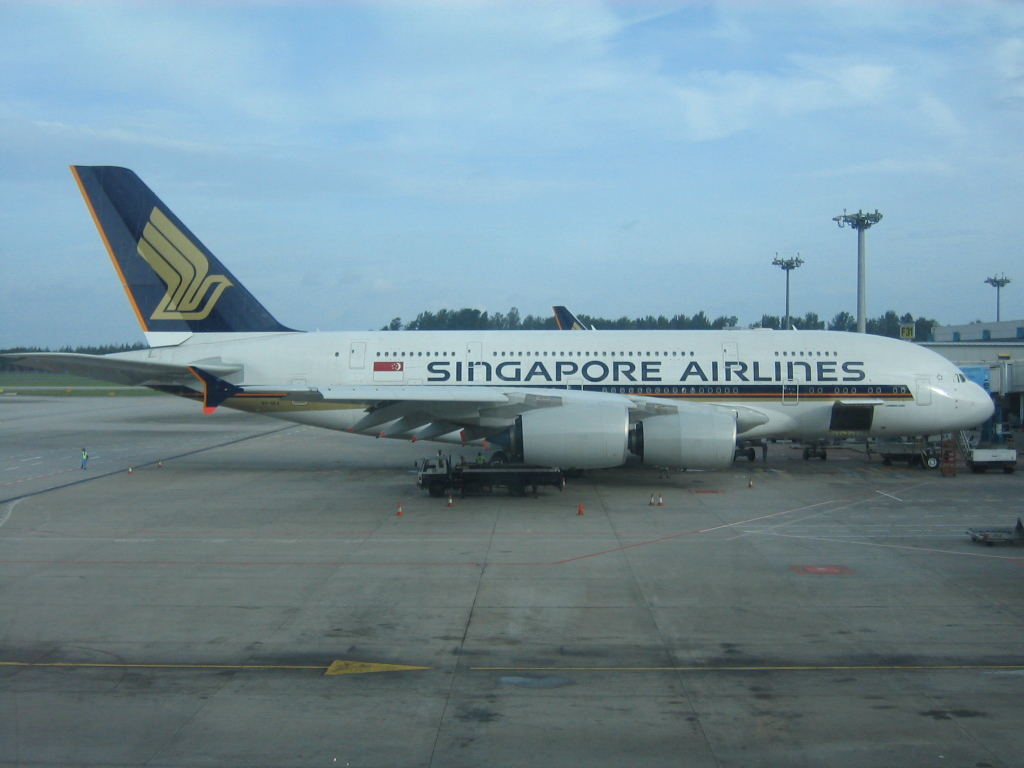
新加坡航空的空中巴士A380-800型客機停泊在新加坡樟宜機場

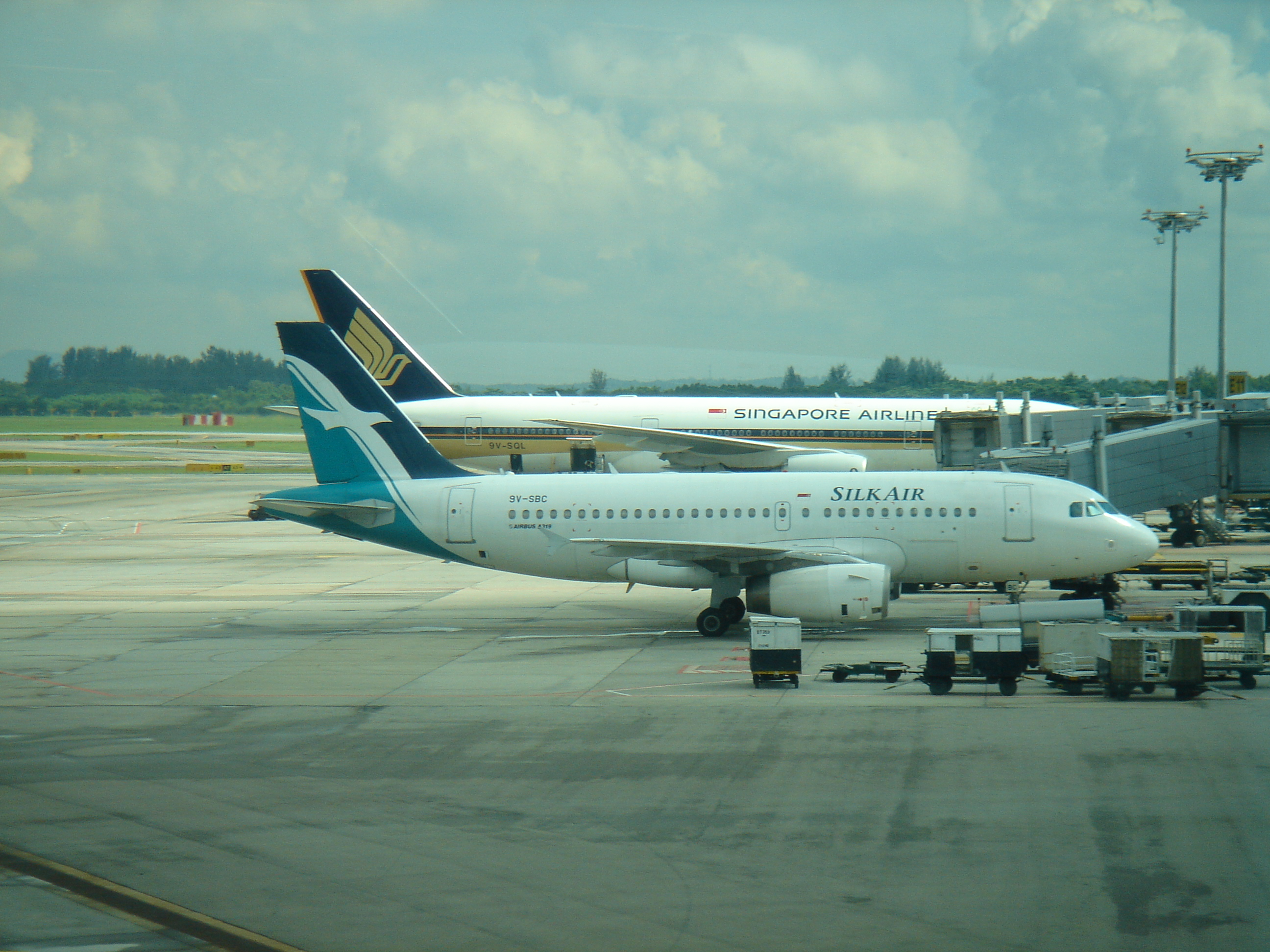
勝安航空的空中巴士A319-200型客機停泊在新加坡樟宜機場

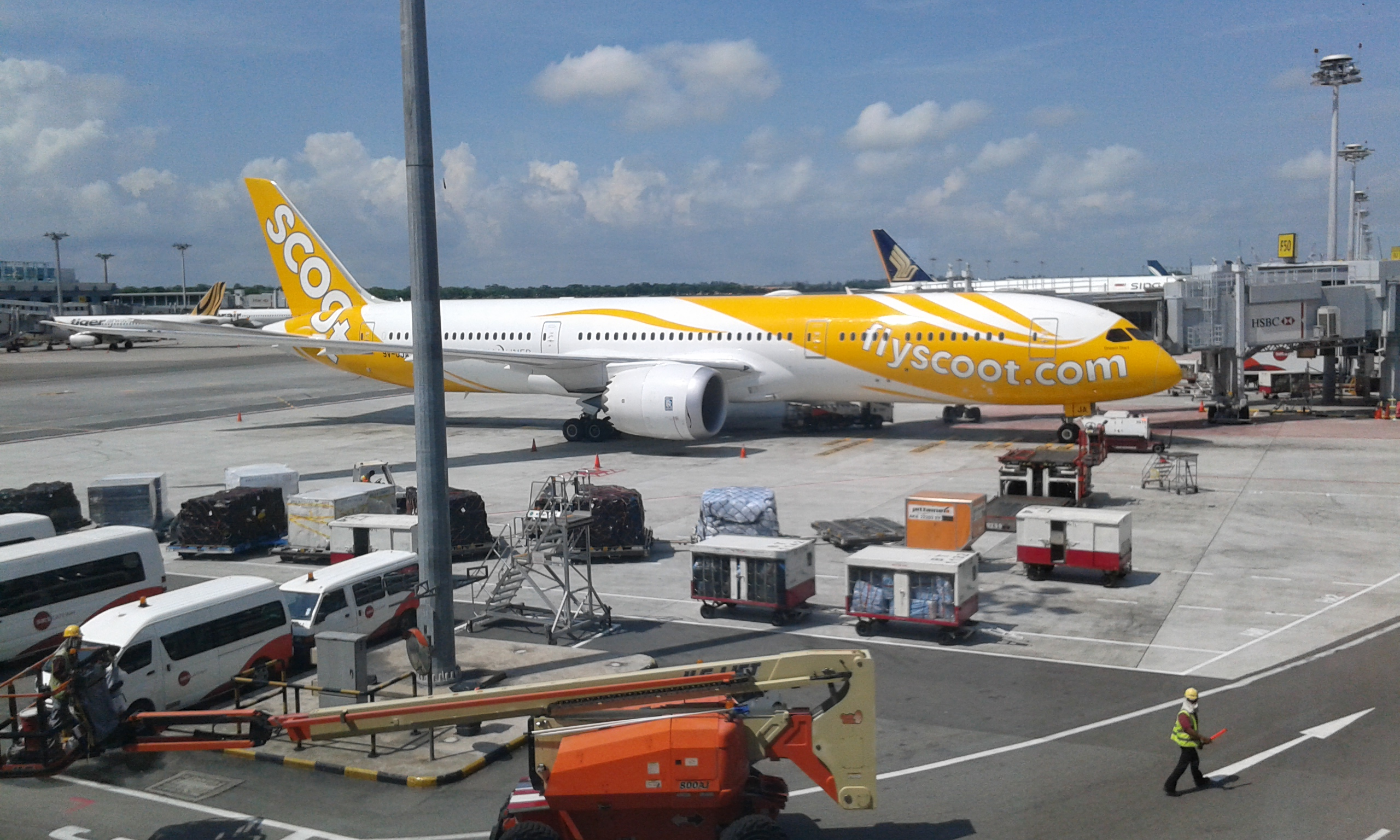
酷航的波音787-8型客機停泊在新加坡樟宜機場

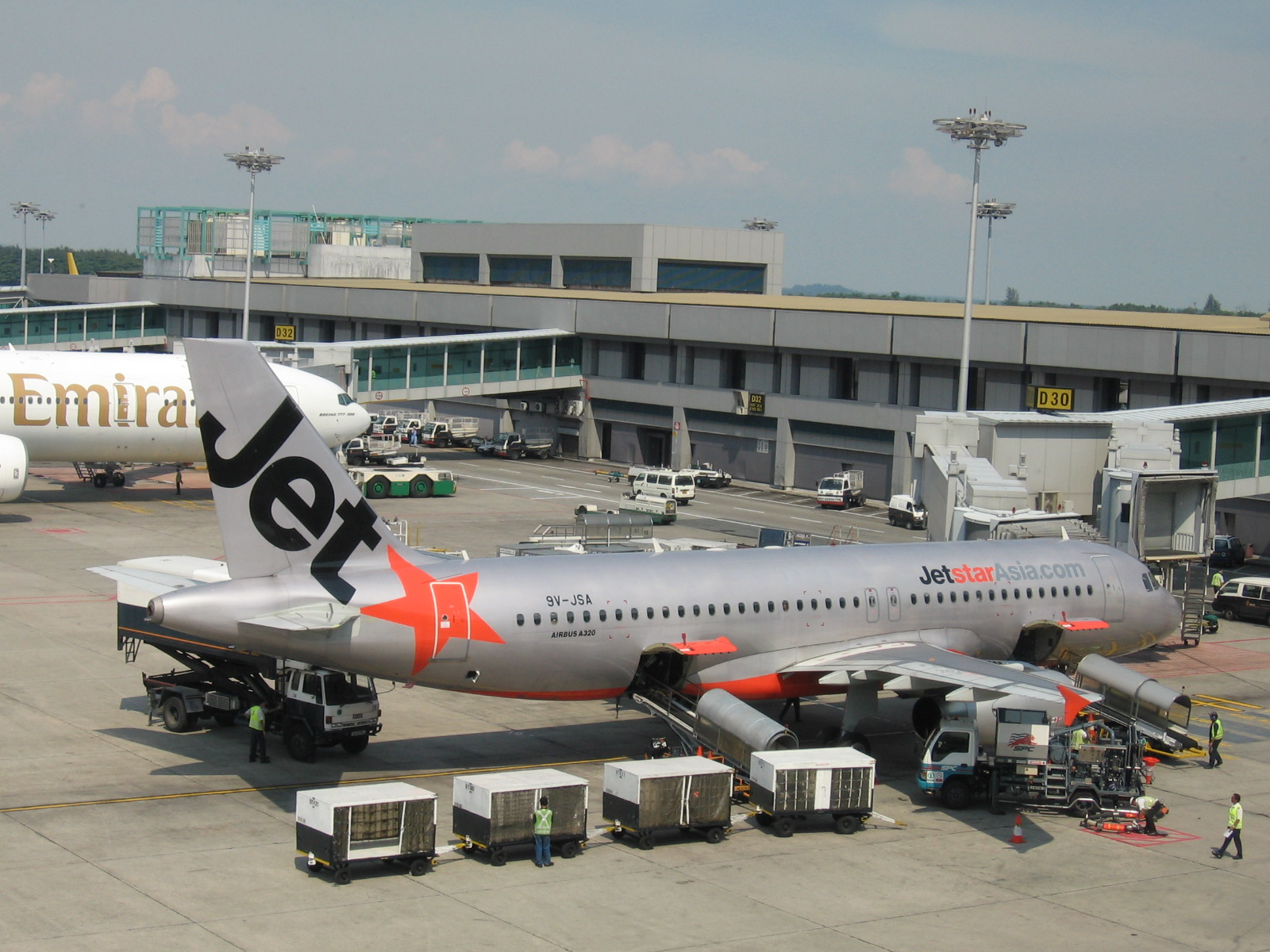
捷星亞洲航空的空中巴士A320-200型客機停泊在新加坡樟宜機場一號航廈

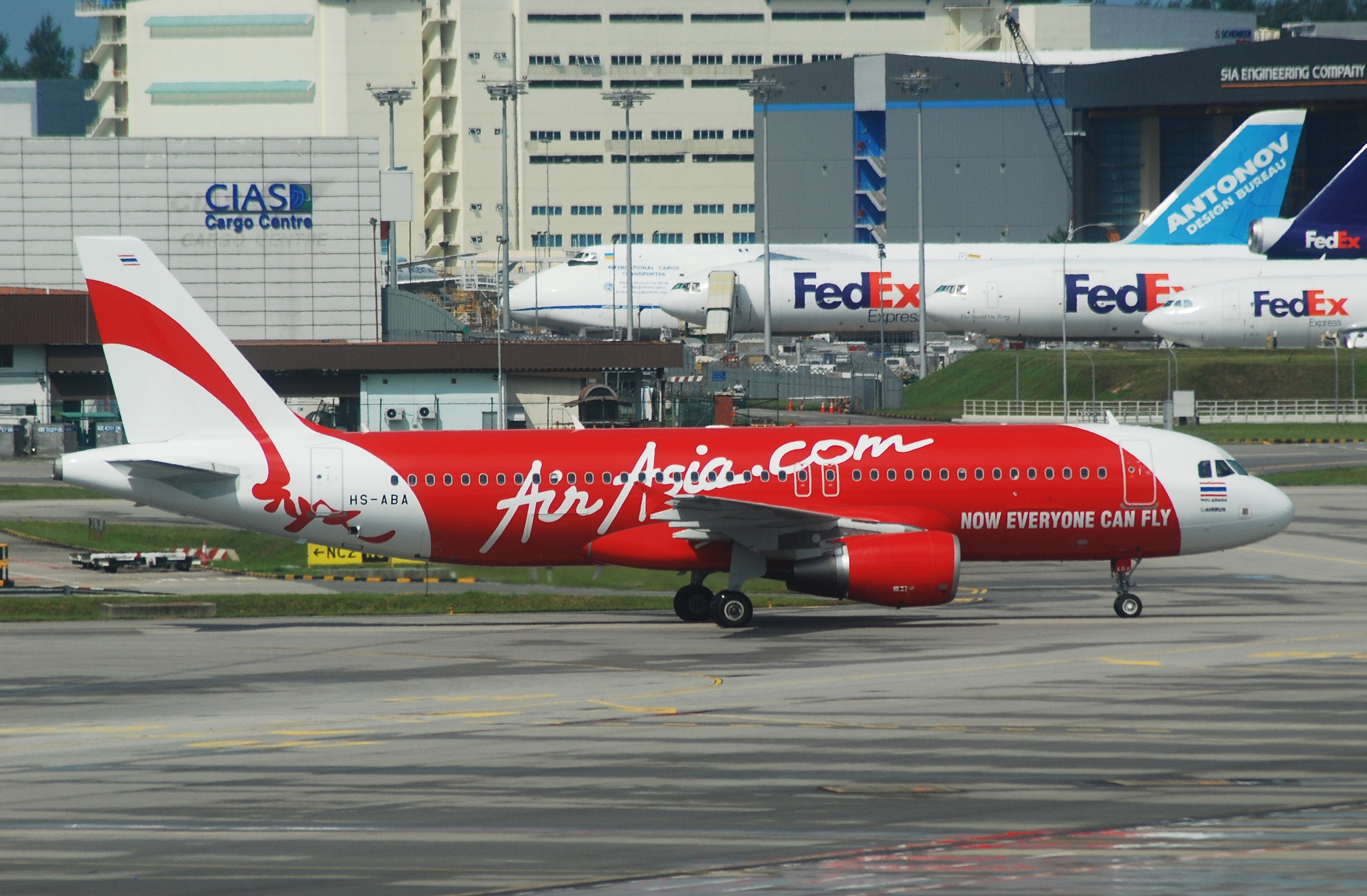
泰国亚洲航空的空中客车A320-200型客机在新加坡樟宜机场滑行

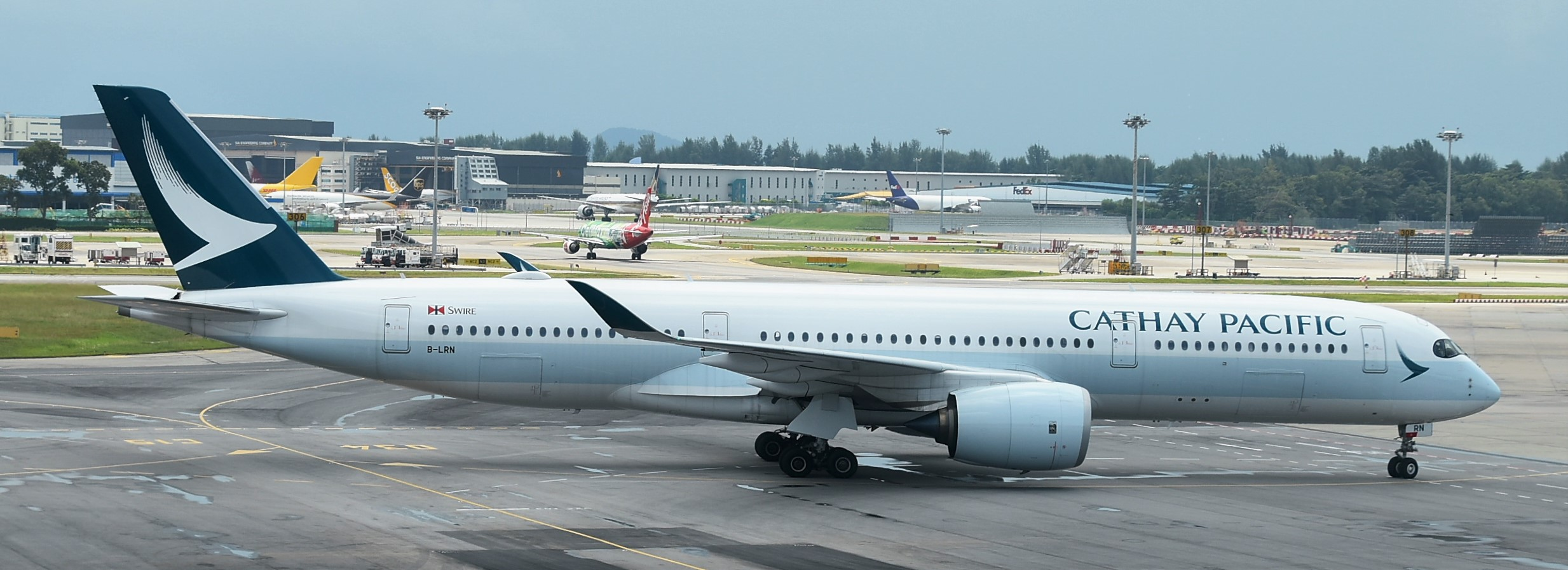
國泰航空的空中巴士A350-900型客機在新加坡樟宜機場滑行

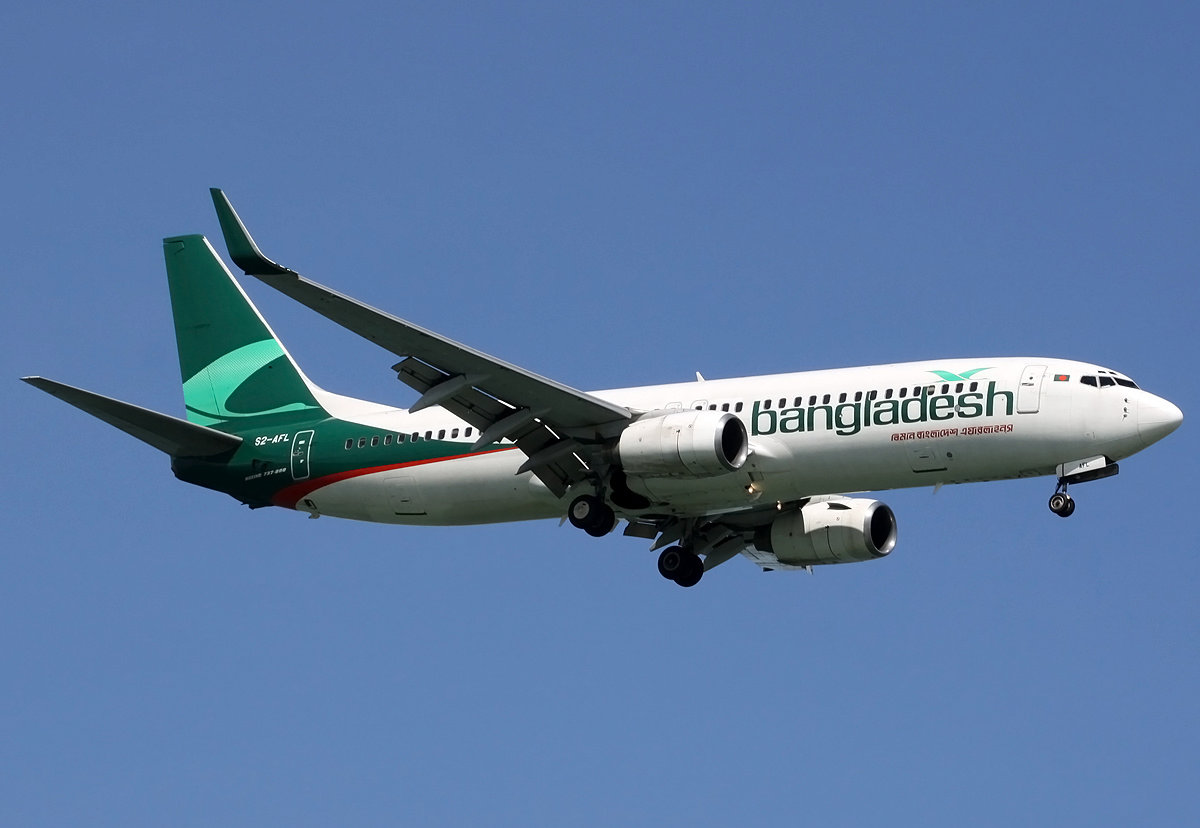
孟加拉航空的波音737-800型客機正在降落於新加坡樟宜機場

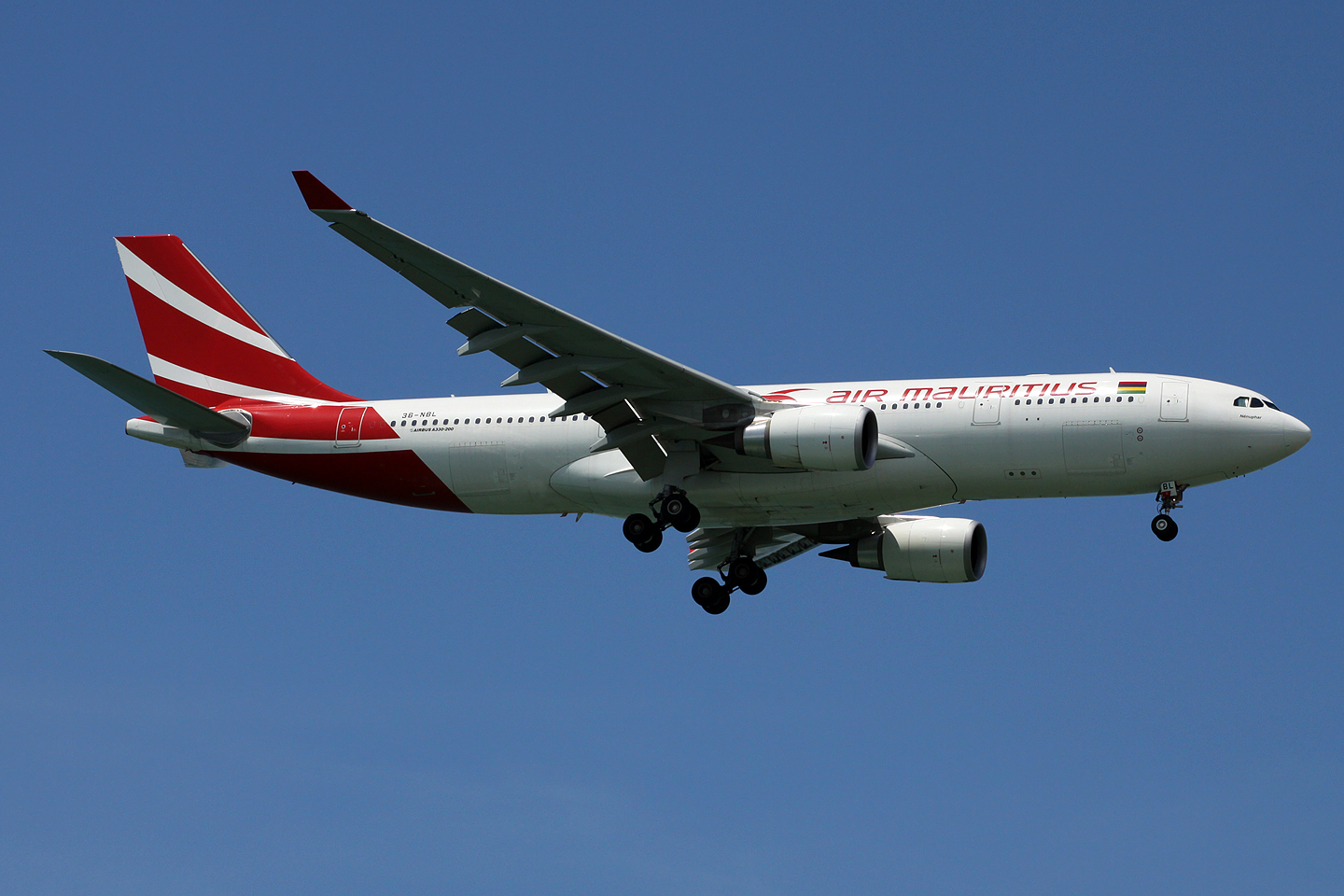
毛里裘斯航空的空中客车A330-200型客机正在降落于新加坡樟宜机场

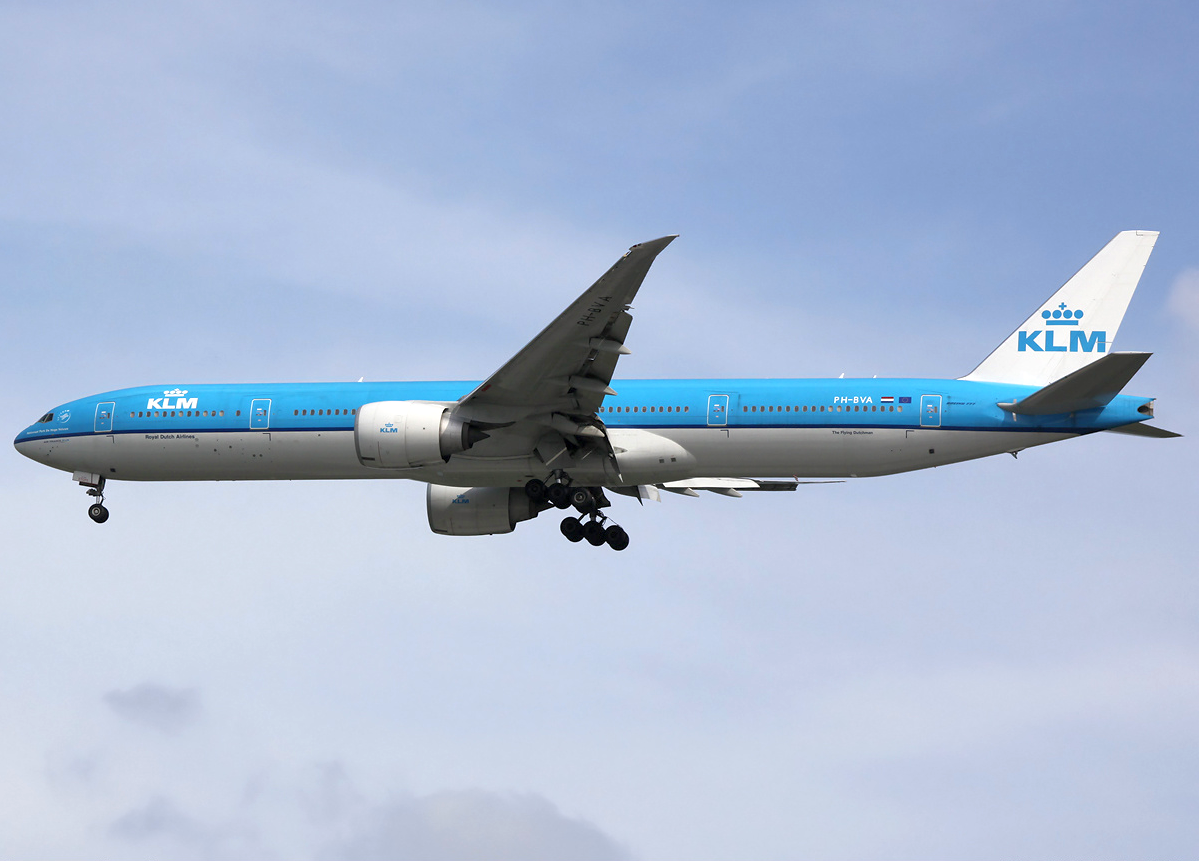
荷兰皇家航空的波音777-306ER型客机正在降落于新加坡樟宜机场

| 航空公司       | 目的地 | 航站樓 |
| -------------- | --- | ------ |
| 新加坡航空     | 亞洲：香港、北京-首都、北京-大興、上海-浦東、重慶、廈門、成都-天府、廣州、深圳、臺北-桃園、德里、孟買、清奈、班加羅爾、加爾各答、海德拉巴、艾哈邁達巴德、柯枝、杜拜-國際 大洋洲：雪梨、墨爾本、布里斯本、亞德雷德、珀斯、達爾文、凱恩斯、奧克蘭、基督城 歐洲：倫敦-希斯洛、倫敦-蓋特威克、曼徹斯特、巴黎-戴高樂、法蘭克福、慕尼黑、阿姆斯特丹、羅馬-達文西、米蘭-馬爾彭薩、蘇黎世、巴塞隆納、哥本哈根、伊斯坦堡、布鲁塞尔 美洲：紐約-甘迺迪、紐約-紐瓦克、洛杉磯、舊金山、西雅圖 非洲：約翰內斯堡、開普敦                                                                      | 3      |
| 新加坡航空     | 東南亞：吉隆坡、檳城、曼谷-蘇凡納布、普吉、河內、胡志明市、峴港、馬尼拉、宿霧、達沃、汶萊、雅加達、峇里島-登巴薩、泗水、棉蘭、龍目島-馬塔蘭、金邊、暹粒、仰光、可倫坡、馬累、加德滿都、達卡 日韓：東京-羽田、東京-成田、大阪-關西、名古屋-中部、福岡、首爾-仁川、釜山 | 2      |
| 酷航           | 東亞：香港、澳門、臺北-桃園、高雄、長沙、福州、廣州、哈爾濱、海口、杭州、昆明、南昌、南京、南宁、揭阳、青島、瀋陽、天津、武漢、無錫、西安、鄭州、首爾-仁川、東京-成田、大阪-關西 東南亞：吉達、吉隆坡-國際、關丹、亞庇、古晉、美里、怡保、檳城、浮羅交怡、雅加達、北干巴魯、峇里島-登巴薩、泗水、巨港、曼谷-廊曼、曼谷-蘇凡納布、喀比、清邁、普吉島、合艾、河內、胡志明市、琅勃拉邦、馬尼拉、宿霧、克拉克、永珍、富國島 南亞：海得拉巴、阿姆利则、哥印拜陀、蒂魯吉拉帕利、特里凡得琅、維沙卡帕特南 大洋洲：珀斯、黃金海岸、墨爾本、悉尼 歐洲：雅典、維也納 季節性：札幌-新千歲 | 1      |
| 馬來西亞航空   | 吉隆坡、古晉 | 2      |
| 亞洲航空       | 吉隆坡、檳城、亞庇、古晉、美里、浮羅交怡 | 4      |
| 全亞洲航空公司 | 吉隆坡 | 4      |
| 馬印航空       | 吉隆坡 | 3      |
| 加魯達印尼航空 | 雅加達、峇里島-登巴薩、泗水 | 3      |
| 獅子航空       | 雅加達 | 3      |
| 巴澤航空       | 雅加達 | 3      |
| 印尼亞洲航空   | 雅加達、峇里島-登巴薩、萬隆、日惹、梭羅、三寶瓏 | 4      |
| 翎亞航空       | 雅加達 | 2      |
| 汶萊皇家航空   | 斯里巴加灣 | 2      |
| 中國國際航空   | 北京-首都、成都、重慶、上海-浦東 | 1      |
| 中國南方航空   | 長沙、廣州、深圳 | 1      |
| 中國東方航空   | 北京-大興、上海-浦東、合肥、南京、杭州、長沙、武漢、三亚、太原、寧波、南昌 | 3      |
| 吉祥航空       | 上海-浦東、無錫（2025年8月29日開辦） | 4      |
| 海南航空       | 海口、兰州 | 4      |
| 廈門航空       | 福州、杭州、泉州、廈門 | 1      |
| 深圳航空       | 深圳、哈爾濱（經深圳） | 1      |
| 春秋航空       | 揭阳、上海-浦東 | 4      |
| 重慶航空       | 重慶 | 1      |
| 西部航空       | 拉萨（經重慶）、大理（包機） | 4      |
| 四川航空       | 成都-天府 | 2      |
| 山東航空       | 濟南 | 2      |
| 北部灣航空     | 南寧、蘭州 | 4      |
| 烏魯木齊航空   | 武漢、烏魯木齊 | 4      |
| 長龍航空       | 溫州 | 4      |
| 國泰航空       | 香港 | 4      |
| 澳門航空       | 澳門 | 2      |
| 中華航空       | 高雄、臺北-桃園 | 3      |
| 長榮航空       | 臺北-桃園 | 3      |
| 星宇航空       | 臺北-桃園 | 2      |
| 日本航空       | 東京-羽田、東京-成田 | 1      |
| 全日本空輸     | 東京-羽田、東京-成田 | 2      |
| ZIPAIR Tokyo   | 東京-成田 | 1      |
| AirJapan       | 東京-成田 | 2      |
| 樂桃航空       | 大阪-關西 | 2      |
| 大韓航空       | 首爾-仁川 | 4      |
| 韓亞航空       | 首爾-仁川 | 3      |
| 濟州航空       | 釜山、首爾-仁川 | 4      |
| 德威航空       | 濟州（2025年8月15日開辦）、首爾-仁川 | 3      |
| 蒙古民用航空   | 烏蘭巴托（2025年11月4日開辦） |        |
| 越南航空       | 河內、胡志明市 | 4      |
| 越捷航空       | 河內、胡志明市、峴港 | 4      |
| 捷星太平洋航空 | 胡志明市 | 1      |
| 泰國國際航空   | 曼谷-蘇凡納布 | 1      |
| 泰國亞洲航空   | 曼谷-廊曼、普吉、喀比 | 4      |
| 曼谷航空       | 曼谷-蘇凡納布、蘇梅島 | 1      |
| 泰國獅子航空   | 曼谷-廊曼 | 3      |
| 寮國航空       | 永珍 | 3      |
| 緬甸國際航空   | 仰光 | 1      |
| 緬甸航空       | 仰光 | 3      |
| 菲律賓航空     | 馬尼拉 | 1      |
| 宿霧太平洋航空 | 宿霧、克拉克、達沃、伊洛伊洛、馬尼拉 | 4      |
| 菲律賓亞洲航空 | 宿霧 | 4      |
| 帝力航空       | 帝力 | 2      |
| 新畿內亞航空   | 莫爾茲比港 | 1      |
| 斐濟航空       | 楠迪 | 1      |
| 澳洲航空       | 雪梨、墨爾本、布里斯本、珀斯、達爾文、倫敦-希斯羅 | 1      |
| 捷星航空       | 墨爾本、珀斯、峇里島-登巴薩 | 4      |
| 紐西蘭航空     | 奧克蘭 | 3      |
| 孟加拉航空     | 達卡 | 1      |
| 不丹皇家航空   | 帕羅、古瓦哈蒂、帝力、科羅爾 | 3      |
| 印度航空       | 清奈、德里、孟買 | 2      |
| 印度航空快線   | 清奈、蒂魯吉拉帕利 | 2      |
| 靛藍航空       | 清奈、班加罗尔、加尔各答 | 2      |
| 斯里蘭卡航空   | 科倫坡 | 3      |
| 阿聯酋航空     | 杜拜、金边 | 1      |
| 阿提哈德航空   | 阿布達比 | 2      |
| 阿曼航空       | 馬斯喀特（2025年9月2日復辦） | —      |
| 卡達航空       | 多哈 | 1      |
| 沙地阿拉伯航空 | 吉達、峇里島-登巴薩 | 3      |
| 土耳其航空     | 伊斯坦堡、墨爾本 | 1      |
| 英國航空       | 倫敦-希斯洛、雪梨 | 1      |
| 法國航空       | 巴黎 | 1      |
| 荷蘭皇家航空   | 阿姆斯特丹、峇里島-登巴薩 | 1      |
| 芬蘭航空       | 赫爾辛基 | 1      |
| 漢莎航空       | 法蘭克福、慕尼黑 | 2      |
| 瑞士國際航空   | 蘇黎世 | 2      |
| 聯合航空       | 旧金山 | 2      |
| 衣索比亞航空   | 吉隆坡、亞的斯亞貝巴 | 2      |
| 加拿大航空     | 溫哥華 | 2      |

### 货运

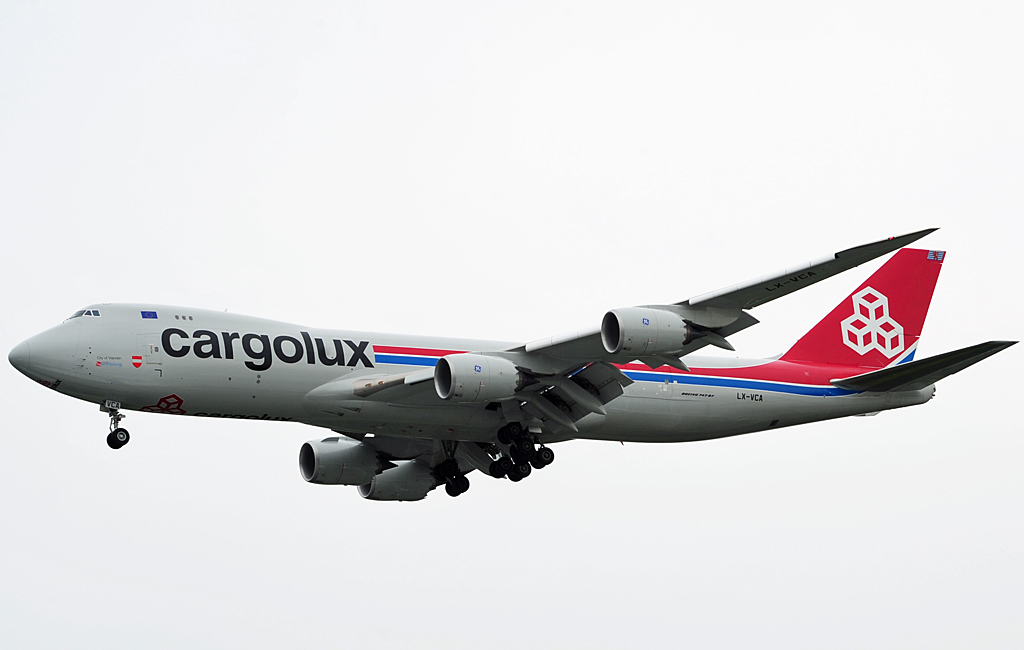
卢森堡货运航空的波音747-8F型货机在新加坡樟宜机场

| 航空公司              | 目的地 |
| --------------------- | --- |
| 新加坡货运航空        | 阿姆斯特丹、安克雷奇, 亚特兰大、奥克兰、班加罗尔、曼谷-素万那普、布鲁塞尔、金奈、芝加哥-奥黑尔、哥本哈根、达拉斯/沃斯堡、香港、雅加达-苏加诺, 约翰内斯堡、拉各斯、布里斯班、洛杉矶、瓜拉纳穆、墨爾本機場、孟买、内罗毕、南京、沙迦、悉尼 |
| Cardig Air            | 巴厘巴板、雅加达-苏加诺 |
| 3MG亚洲航空           | 巴厘巴板、雅加达-苏加诺 |
| 中国货运航空          | 布里斯班、曼谷-素万那普、成都 |
| 金鵬航空              | 纳闽、吉隆坡 |
| 国泰货运              | 利哈伊谷、河内、香港、槟城 |
| 香港华民航空          | 香港 |
| 香港貨運航空          | 香港 |
| 中华航空货运          | 臺北、曼谷-素万那普、马尼拉、槟城 |
| 长荣货运              | 利哈伊谷、槟城、臺北 |
| 日本货物航空          | 曼谷-素万那普、布里斯班、利哈伊谷 |
| 全日空货运            | 那霸、东京-成田 |
| 韩亚货运              | 首尔-仁川、曼谷-素万那普、槟城、河内 |
| 大韩航空货运          | 槟城、河内、首尔-仁川 |
| 阿联酋航空货运        | 迪拜-阿勒马克图姆、迪拜-国际、墨爾本（佛羅里達州）、悉尼 |
| 阿提哈德货运航空      | 阿布扎比、布里斯班、悉尼 |
| TMA Cargo             | 贝鲁特、利哈伊谷 |
| 土耳其航空货运        | 伊斯坦布尔-阿塔蒂尔克、卡拉奇 |
| 卢森堡货运航空        | 巴库、卢森堡、安克雷奇、芝加哥-奥黑尔、香港、吉隆坡、胡志明、多哈 |
| 敦豪航空              | 德里、莱比锡/哈雷、曼谷-素万那普 |
| 马丁航空-荷兰皇家航空 | 达曼、马斯喀特、阿姆斯特丹、沙迦、曼谷-素万那普 |
| TNT航空               | 列日、利哈伊谷 |
| 联邦快递航空          | 广州、雅加达-苏加诺、大阪-关西、檀香山、布里斯班、孟菲斯、安克雷奇、臺北-桃园、胡志明、槟城 |
| UPS                   | 香港、深圳、悉尼、臺北-桃园 |

## 地面交通

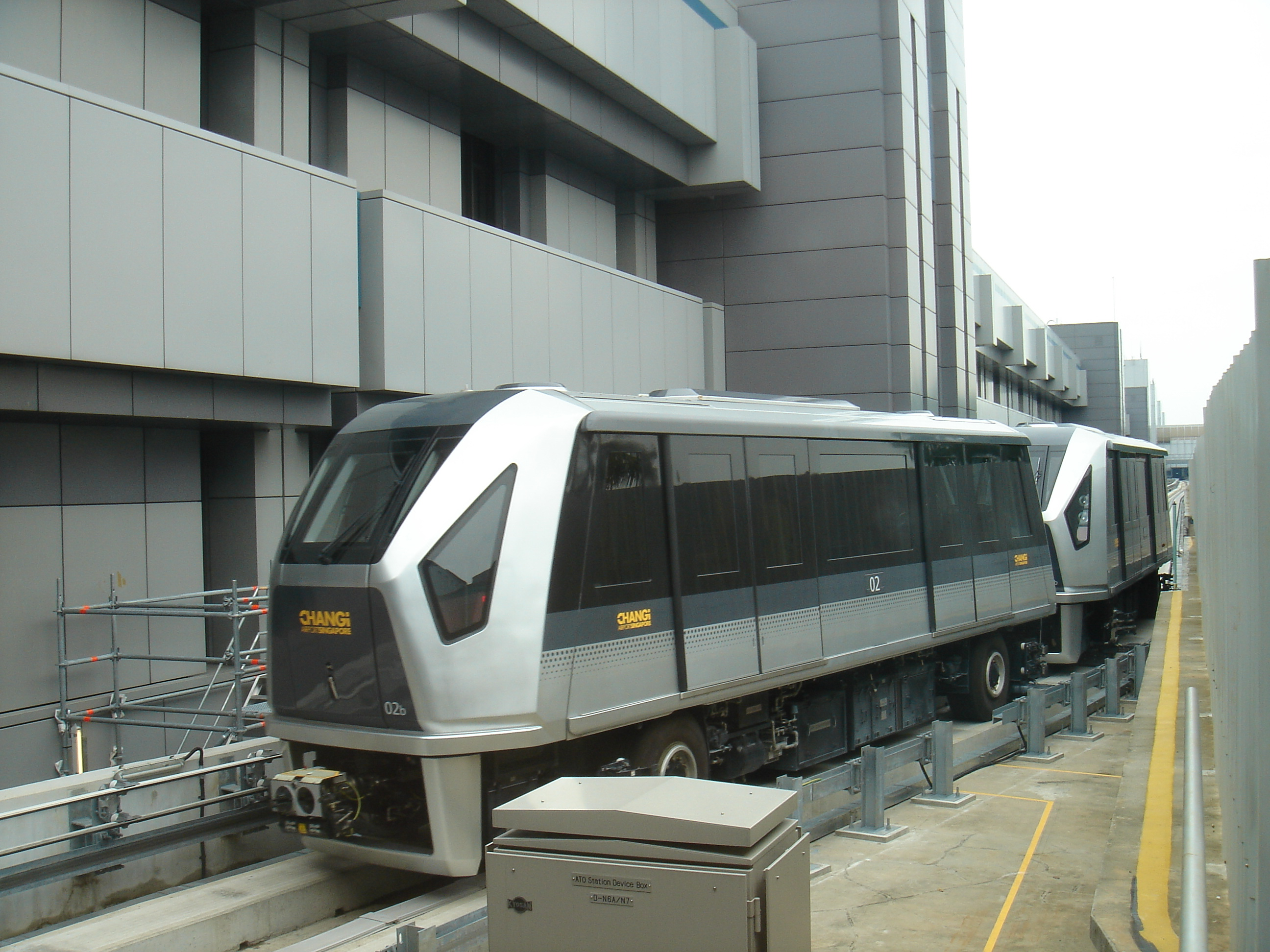
Crystal Mover列車

樟宜機場擁有優良的交通網絡系統，附近有能直達市中心的東海岸公園大道，該大道幾乎完全填海而成，長約20公里，增加了東部交通便利度。
為了讓旅客能在三個客運大樓之間來往自如，機場當局特意在建造客運大樓時盡可能靠近另一客運大樓，旅客可以以步往方式來往、或是選乘高架列車來往。該列車在2007年由三菱科技主持下進行升級工程，使三號客運大樓列入服務服務範圍之內，可是經濟航班客運大樓不在列車服務範圍之內。

### 航廈交通
高架列車服務共有7個車站，能運送轉機旅客或出入境旅客到達目的地。1990年代初期高架列車是使用龐巴迪CX-100列車，在2006年改用三菱的Crystal Mover列車，在2007年把服務擴展至3號客運大樓。列車服務是免費的，營運時間為早上5時30分至凌晨2時30分。2號客運大樓和4號客運大樓之間的來往，由穿梭巴士負責。4個客運大樓均有免費巴士服務，每20分鐘一班車，當高架列車停止服務時，穿梭巴士便展開其服務。

### 對外交通

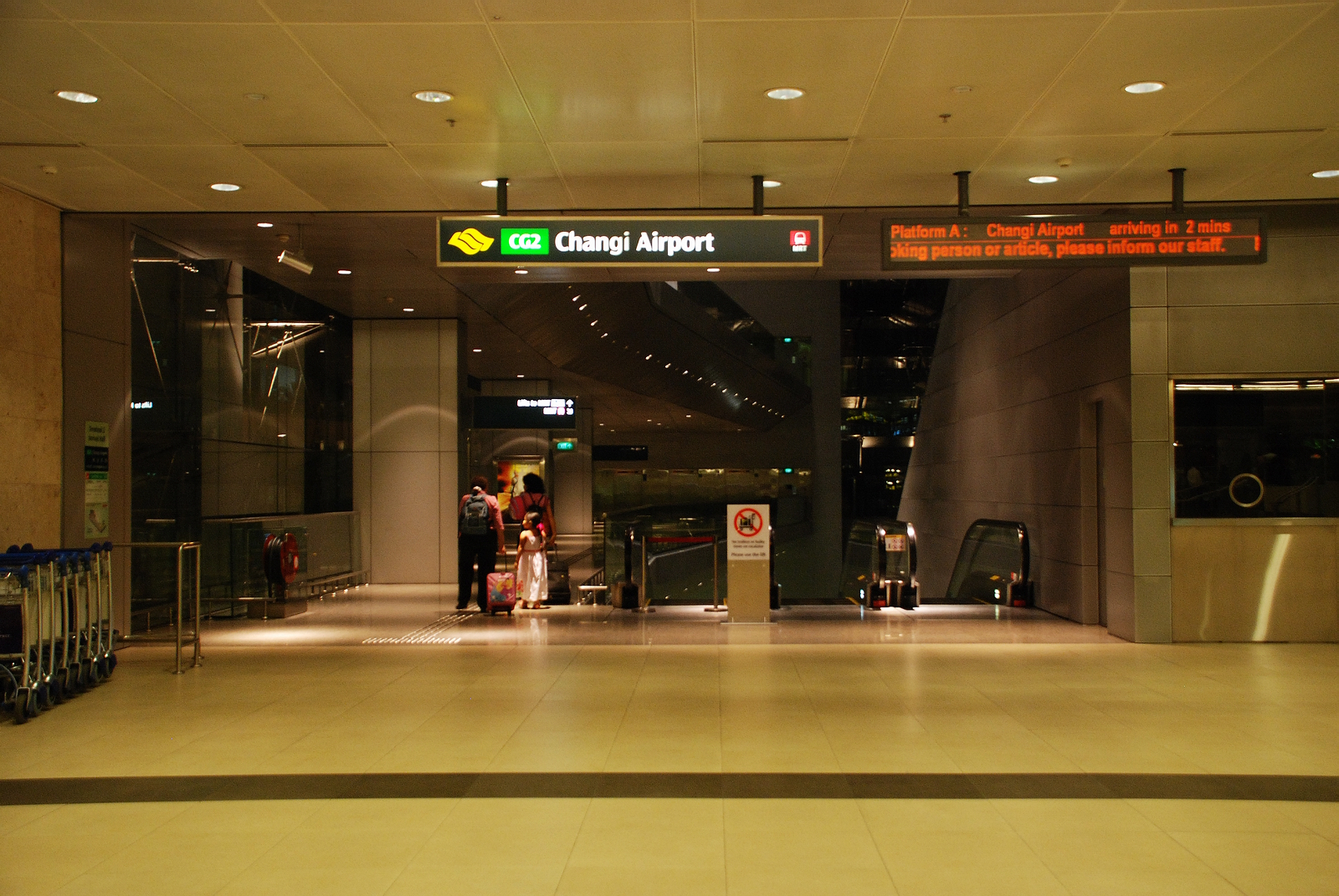
樟宜機場站入口

新加坡地鐵的樟宜機場站位於2號和3號客運大樓的地底下，於2002年2月8日啟用，能夠直達市中心和西岸地區。2003年7月22日起改為只可直達丹那美拉地鐵站，但相比起前往同樣是在東部的淡濱尼和巴西立的使用人次，新服務使用人數顯得較少。使用易通卡前往市中心的一般成人票價為1.9新元，需時約27分鐘，服務時間為早上5時31分（週日及公眾假期為59分）至晚上11時18分。
當地鐵暫停服務時，價車費便宜的公車便成為主要對外交通工具。巴士服務由新捷運和SMRT巴士提供，巴士總站各位於三個航廈的地庫，而經濟航班客運大樓設有一個巴士站。
| 路線           | 終站                  | 備註           |                |
| 新捷運巴士服務 | 新捷運巴士服務        | 新捷運巴士服務 | 新捷運巴士服務 |
| -------------- | --------------------- | -------------- | -------------- |
| 24             | 宏茂橋巴士轉換站      |                |                |
| 27             | 後港中心巴士轉換站    |                |                |
| 34             | 榜鵝臨時巴士轉換站    |                |                |
| 36             | Tomlinson路（環狀線） |                |                |
| 53             | 碧山巴士轉換站        |                |                |
| SMRT巴士服務   |                       |                |                |
| 110            | 康埔樺巴士轉換站      |                |                |
| 858            | 兀蘭區域巴士轉換站    |                |                |

三個航廈的入境大堂內各有計程車站，而低成本航廈的計程車站則在航廈外。計程車費用是按行駛距離而定，星期五至日晚上七時至12時額外加收5新元附加費，其餘則3元。三個航廈亦設有豪華計程車服務，Mercedes Cab基本收費為45元，Maxi Cab為50元。機場亦有7座計程車服務，除了樟宜村和聖淘沙島外，服務範圍與機場巴士大同小異，能夠在櫃台預先訂車。7座計程車成人收費為9元，小童6元，只接受現金，於早上6時至晚上6時及凌晨12時半至時為30分鐘一班車，晚上6時15分至12時為15分鐘一班車。2號航廈亦設有汽車出租服務。新加坡樟宜機場是一個國際機場，每小時航班高達170次起降量，是世界上排行第五的國際機場。

## 註解
- ^  注解1：跑道02L的長度為4,000米（13,123呎），而20R則為3,260米（10,700呎），另加740米(2.428呎)的位移跑道頭，因此在20R降落的航機需避免在位移跑道頭著陸，但仍可使用其進行升空。
- ^  注解2：跑道02R/20L原本只限新加坡空軍部隊使用[71]，嚴格來說是樟宜空軍基地的一部分。隨02C/20C跑道進行直到2023年中的整修[72]，現已開放民航機使用。

1. ↑  中國大陸、香港、臺灣、印度、大洋洲、中東、歐洲、美國與歐洲航線
2. ↑  東南亞、孟加拉、斯里蘭卡、馬爾地夫、尼泊爾、馬爾地夫與日韓航線